# Dworzec kolejowy

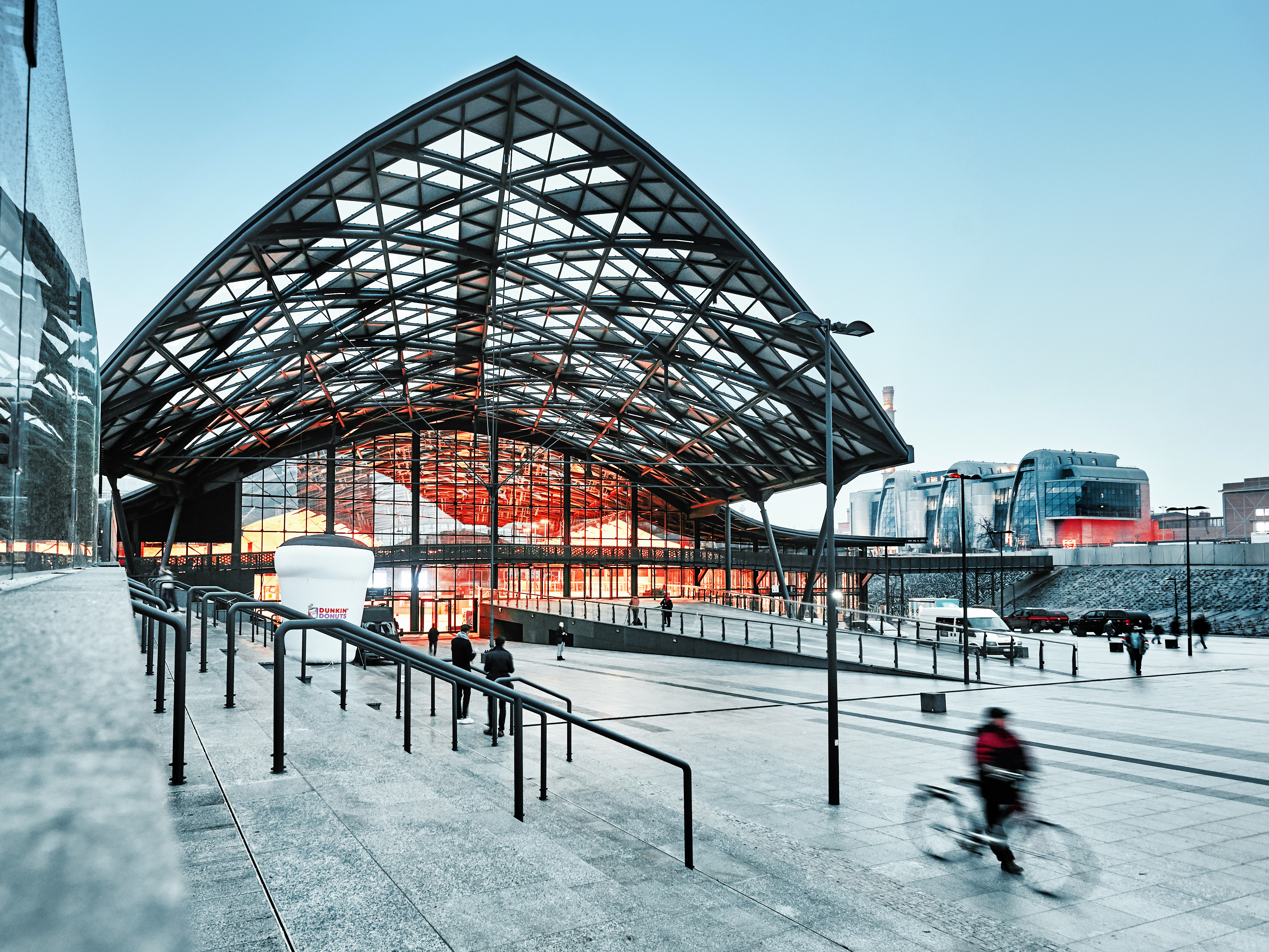
Dworzec Łódź Fabryczna wybudowany w latach 2011–2016

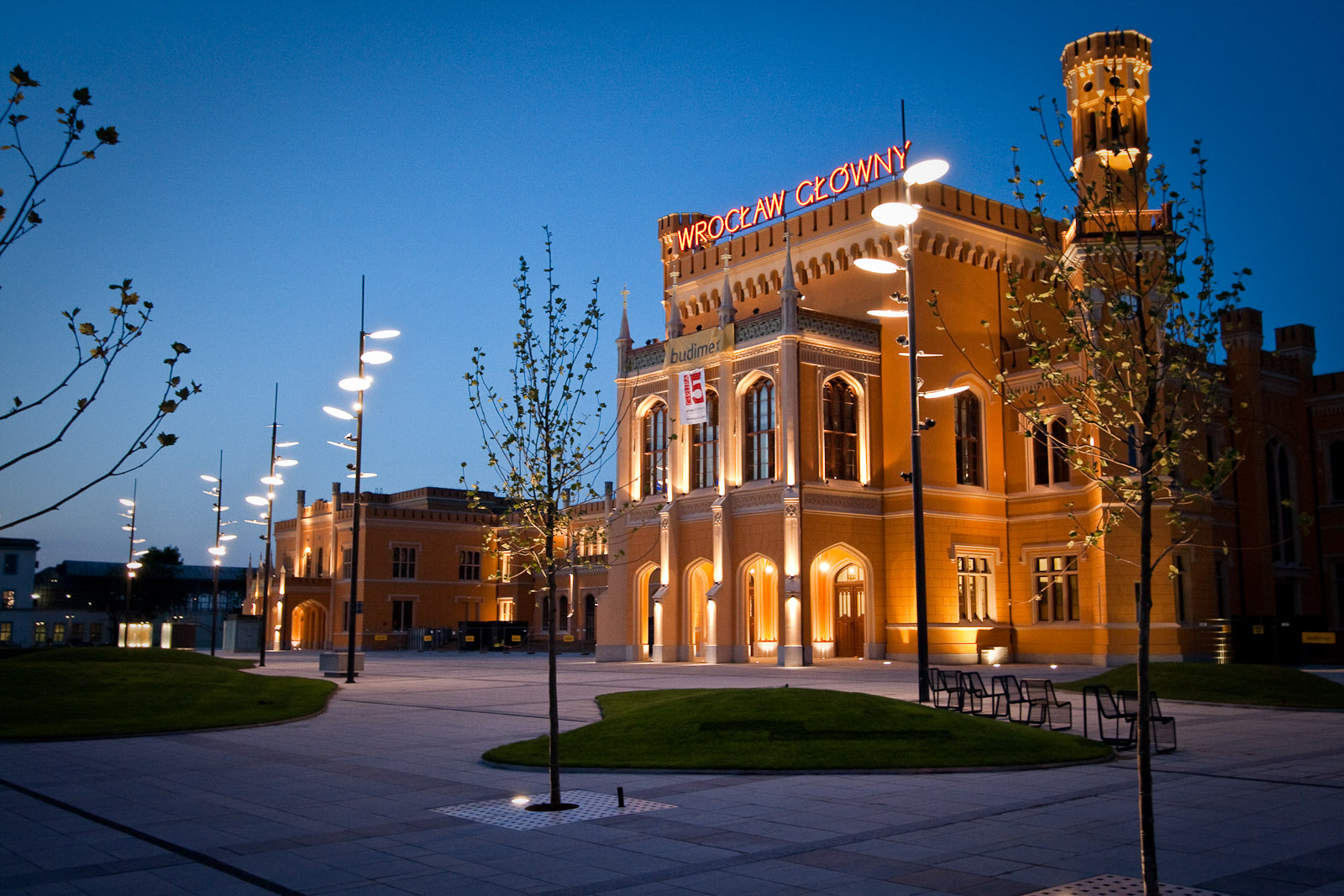
Dworzec Wrocław Główny, budynek z 1857 r. w „stylu Tudor” (W. Grapow)

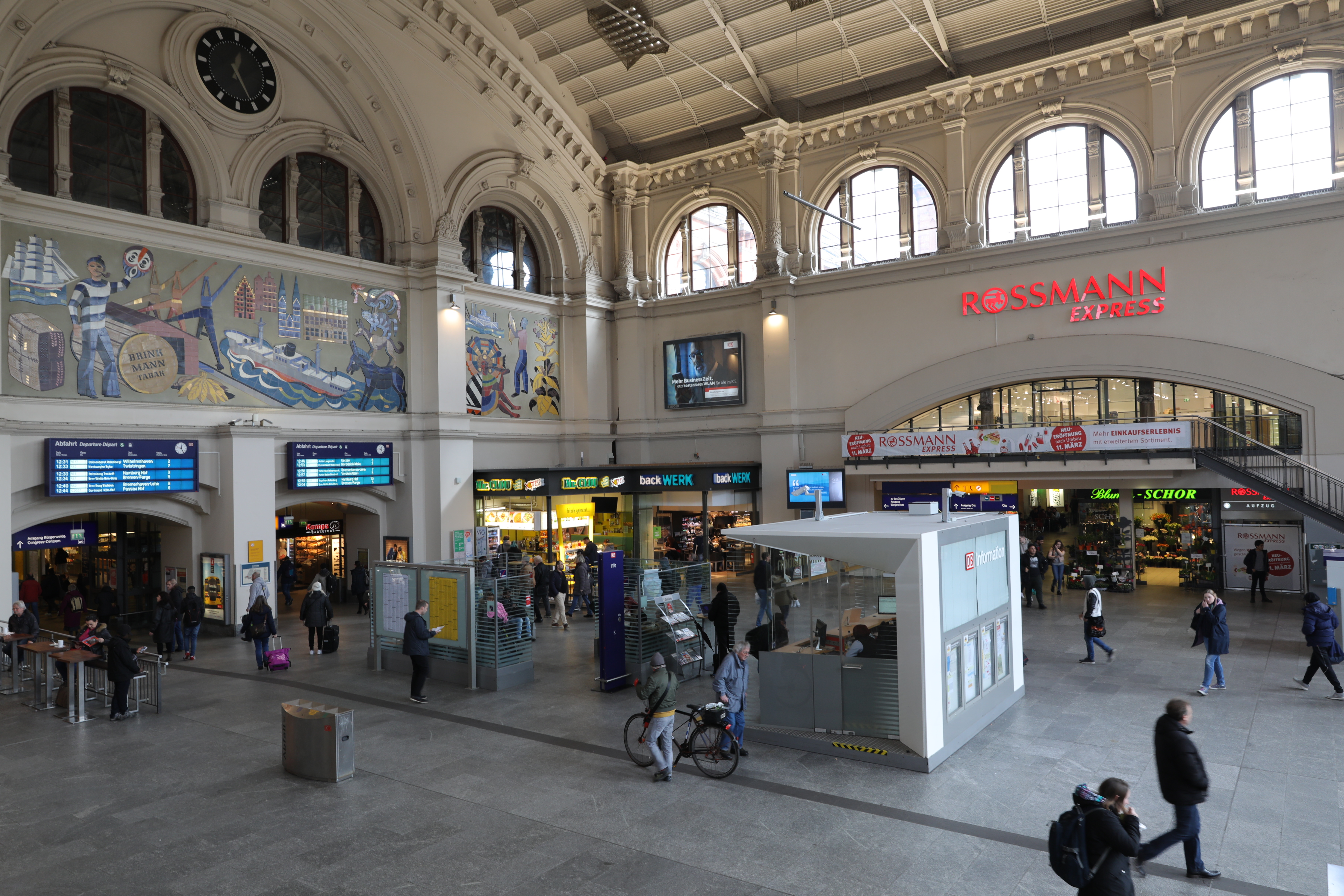
Hall recepcyjny dworca Bremen Hauptbahnhof: usługi, system informacji, polichromia z symbolami miasta

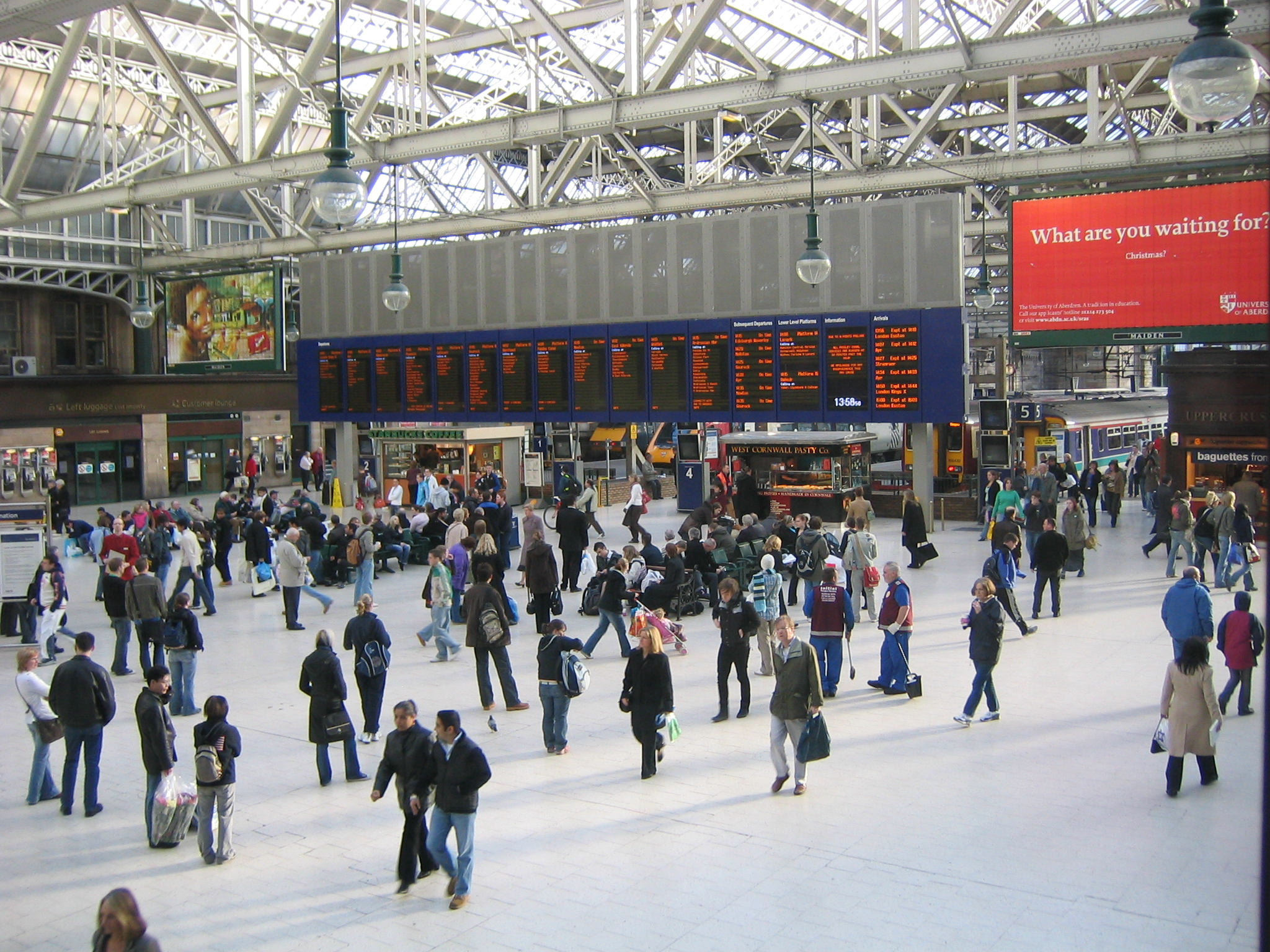
Przestrzeń cyrkulacji pieszej z przodu hali peronowej jako hall recepcyjny dworca: Glasgow Central

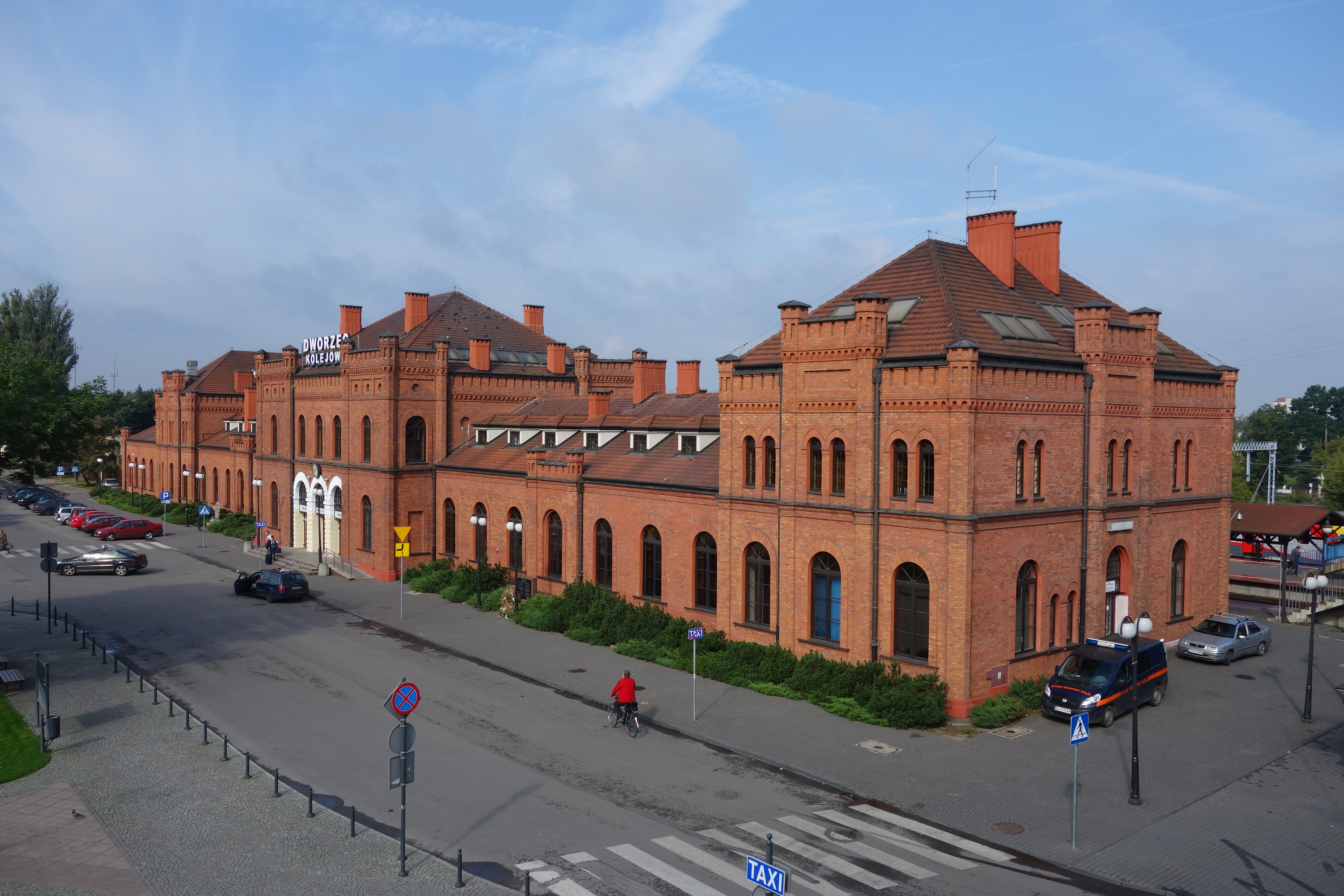
Dworzec w Skierniewicach

Dworzec kolejowy – obiekt budowlany lub zespół obiektów budowlanych, w którym znajdują się pomieszczenia przeznaczone do obsługi podróżnych korzystających z transportu kolejowego, położony przy linii kolejowej.
Dworce różnicowane są ze względu na rodzaj obsługiwanego ruchu pasażerskiego (dworce dla ruchu dalekobieżnego, dworce dla ruchu podmiejskiego itp.).
Przy budynkach dworcowych znajdują się perony, często przekryte wiatami albo halą peronową. Perony mogą być połączone kładkami lub tunelami z głównym holem dworca.
W dużych miastach w skład infrastruktury dworcowej wchodzi również program usługowy, zwykle w skali uzależnionej od wielkości ruchu pasażerów. Składają się na niego sklepy, gastronomia itp. Z kolejowej infrastruktury tradycyjnie korzystała także zlokalizowana przy dworcu poczta, którą obsługiwały wagony pocztowe – funkcja ta obecnie zanikła.
Dworce kolejowe powstawały od początków kolei. Najstarszy dworzec kolejowy na dzisiejszych ziemiach polskich (Dworzec Kolei Górnośląskiej, Oberschlesischer Bahnhof z 1842 r., obecnie budynek przychodni kolejowej) znajduje się we Wrocławiu. Niektóre dworce są przykładami ciekawej architektury użytkowej.

## Rozwiązania funkcjonalne

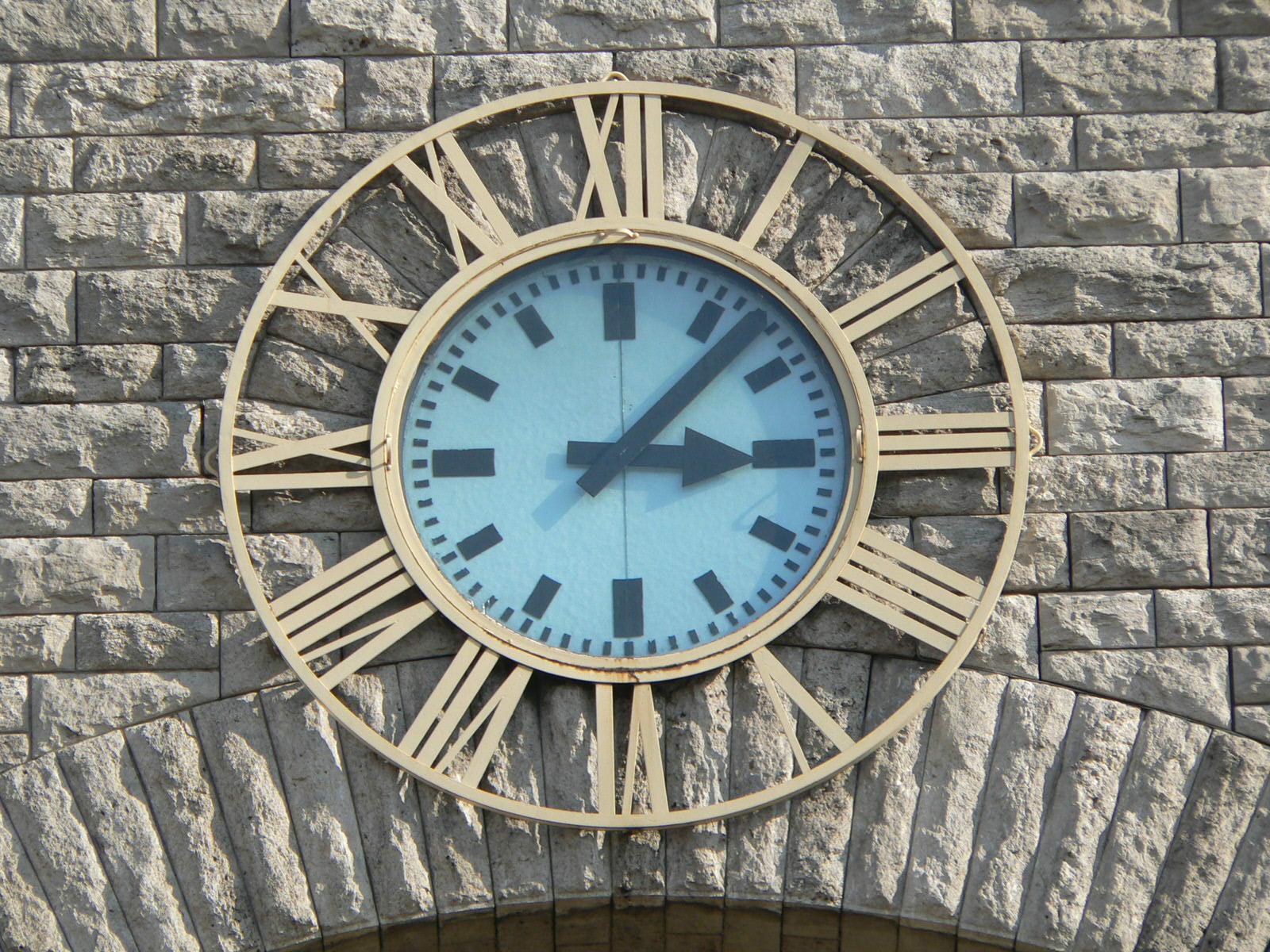
Nieodłączny element dworca – zegar: Stuttgart Hauptbahnhof, zegar nad wejściem północnym

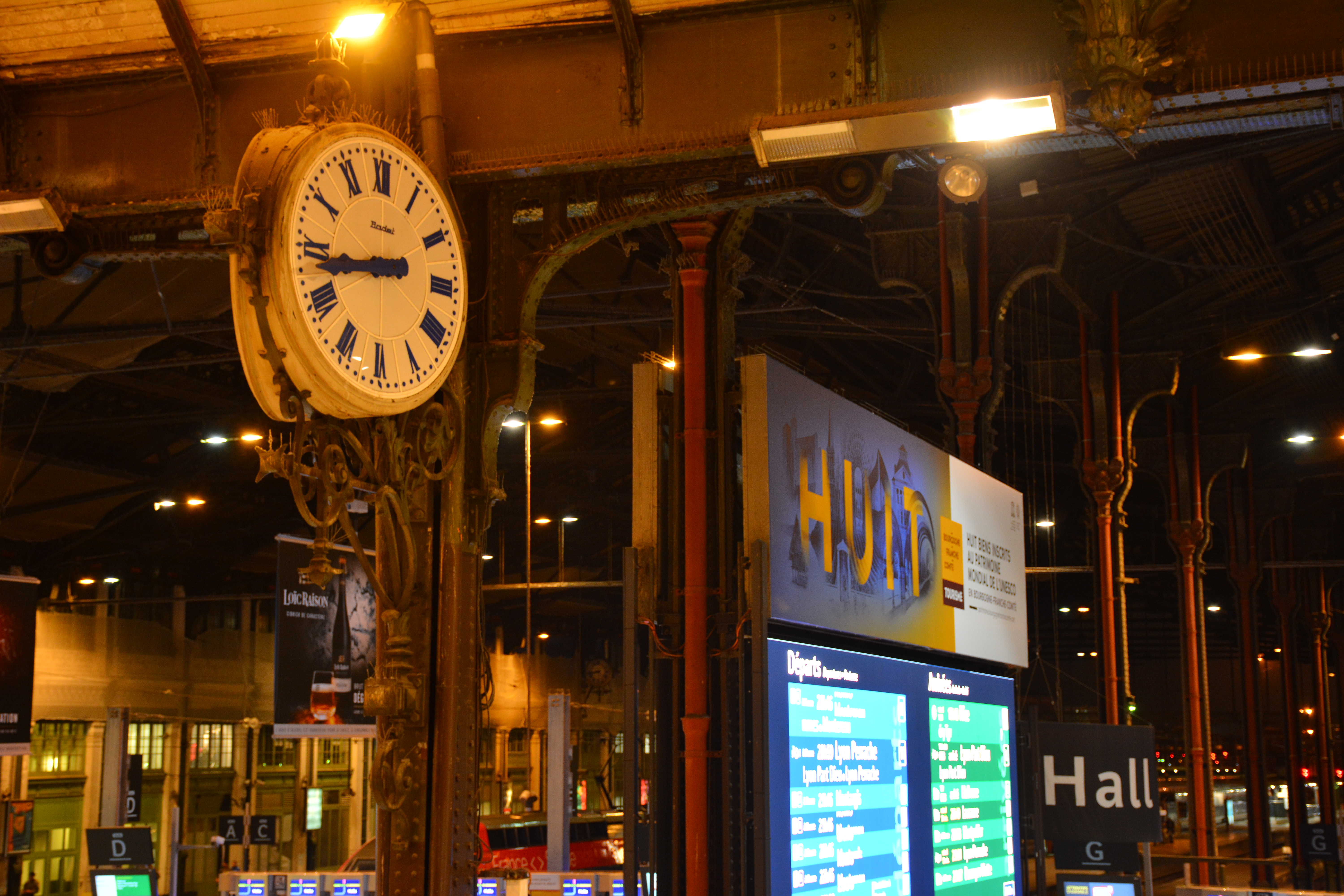
Zegar w przestrzeni recepcyjnej: dworzec Paris-Lyon, hala peronowa

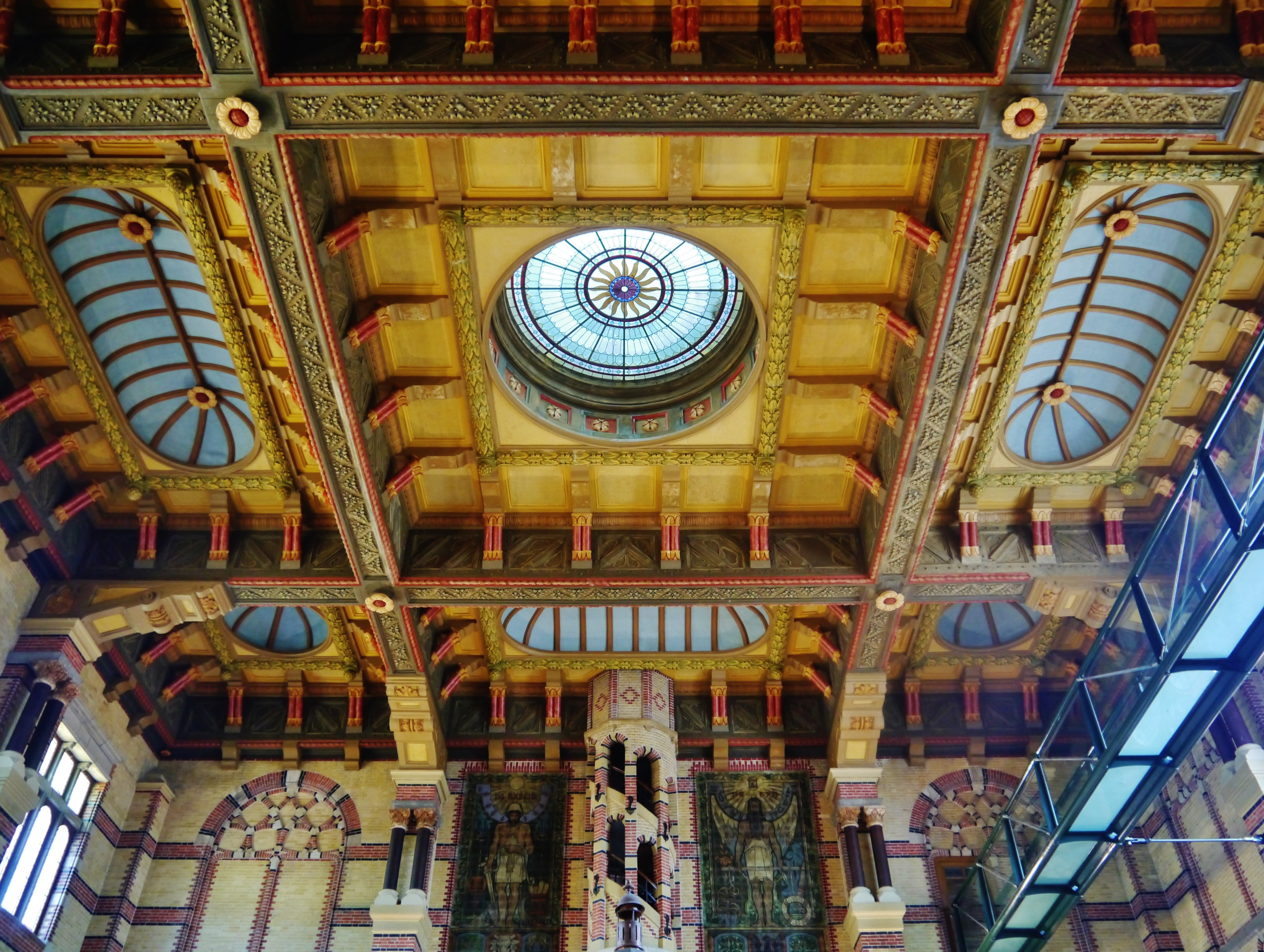
Sufit hallu recepcyjnego dworca Groningen

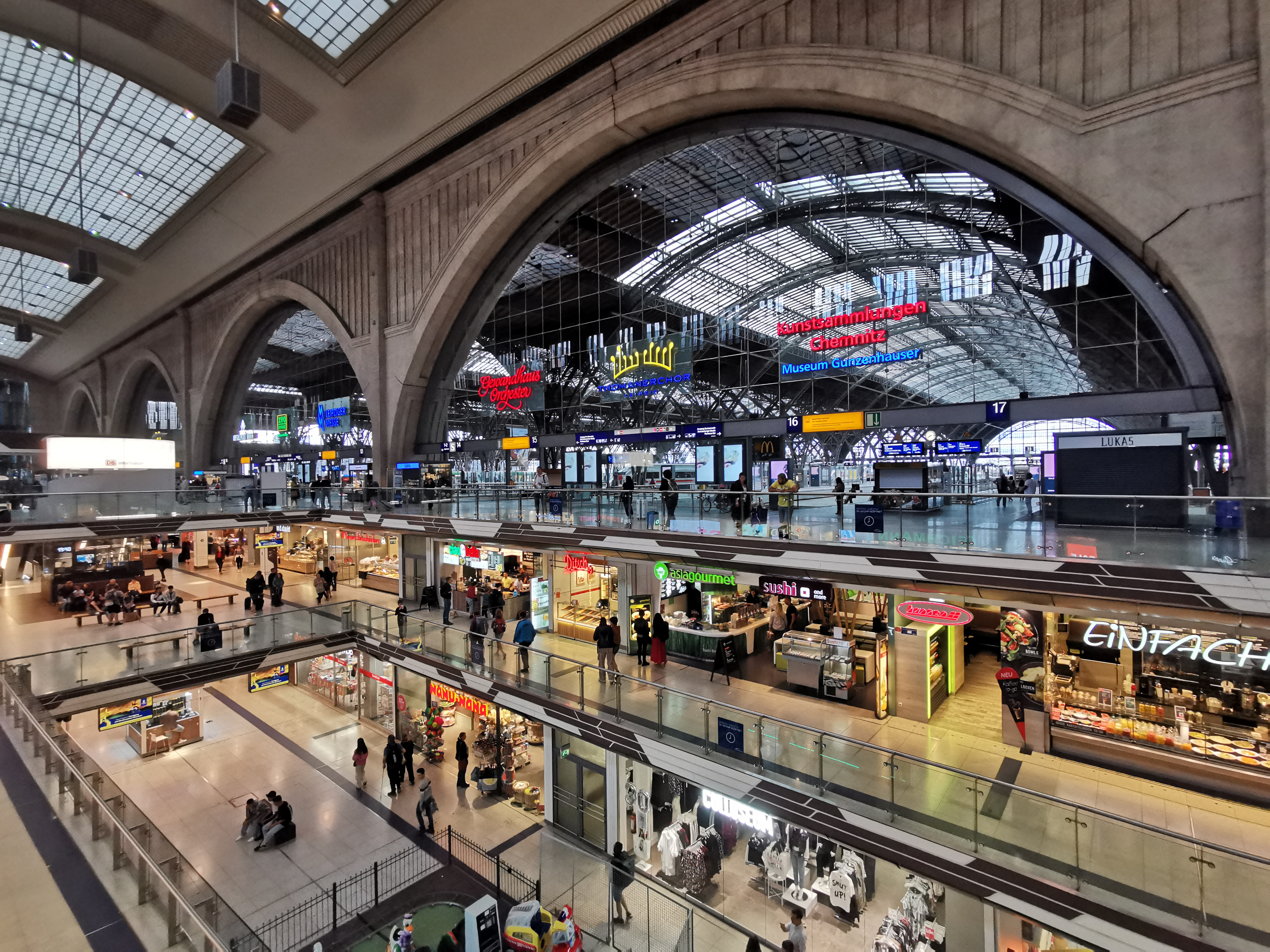
Dworzec jako centrum handlowe: Leipzig Hauptbahnhof po wbudowaniu galerii pod „peronem poprzecznym”

Budynek dworca jako wielofunkcyjny zespół o indywidualnej architekturze: hall recepcyjny dworca JR Kyōto

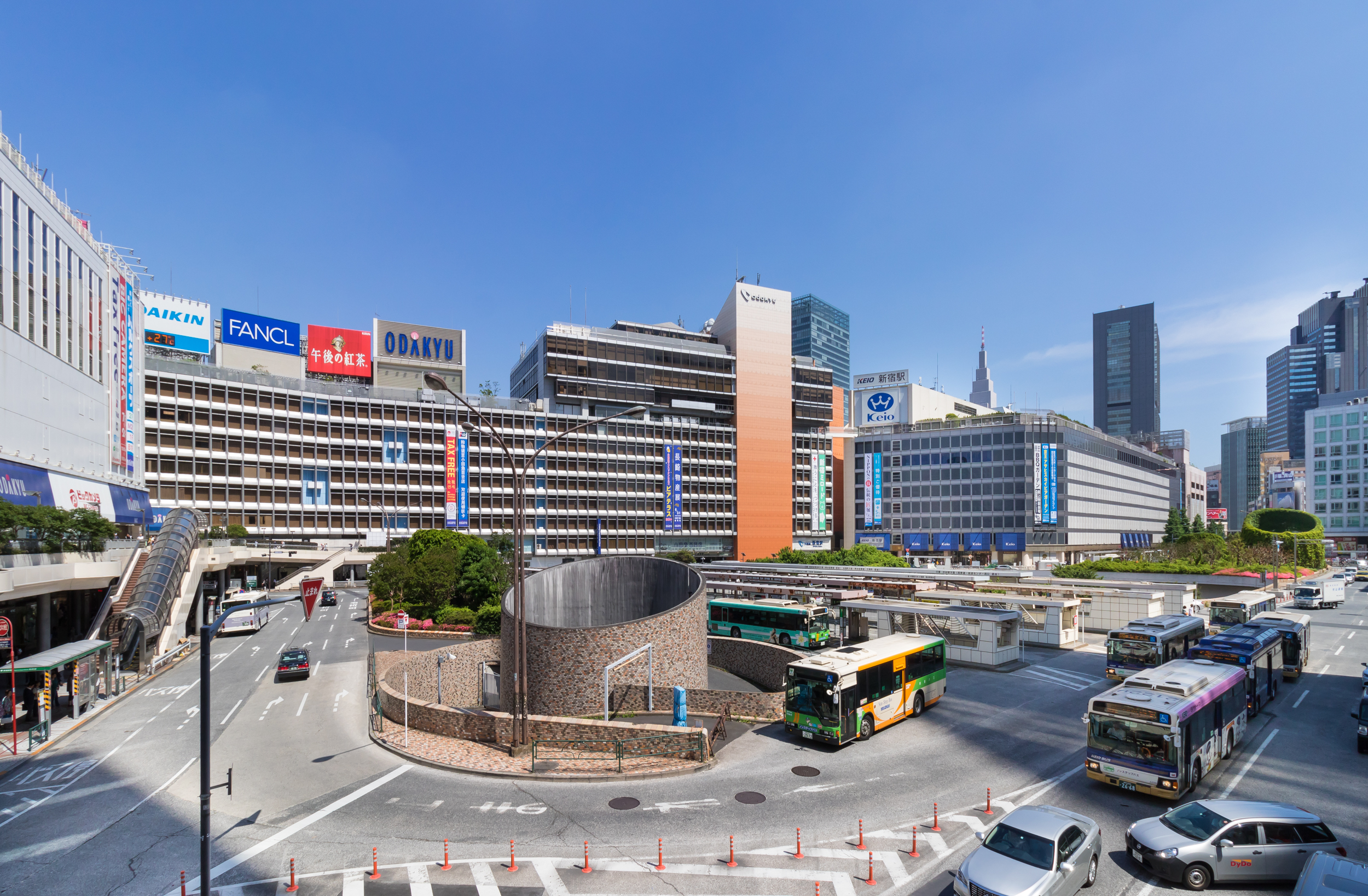
Dworzec jako zespół usługowy: Shinjuku w Tokio – oba gmachy domów towarowych w głębi kryją dworce czołowe kolei prywatnych Odakyū i Keiō

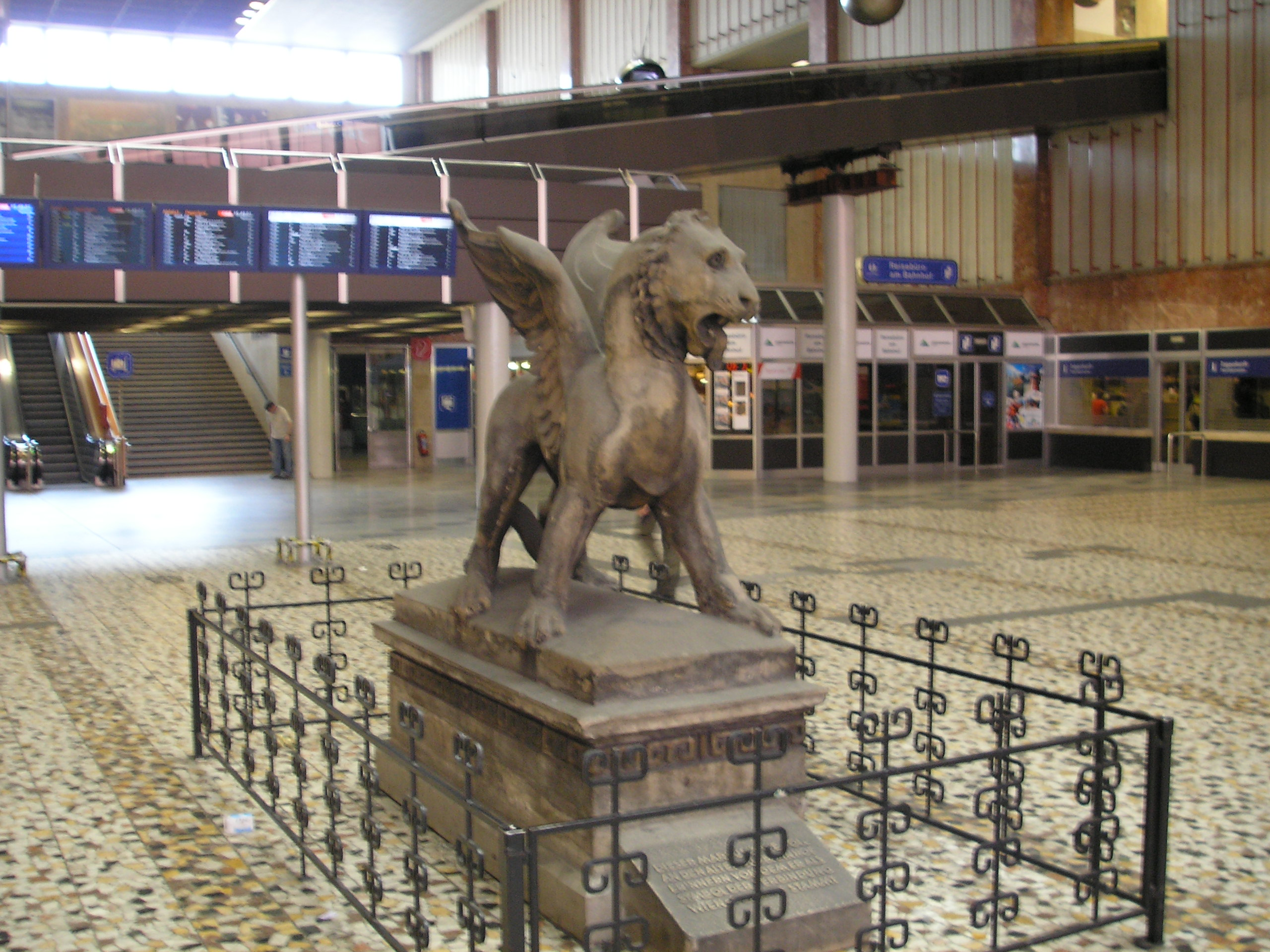
Wien Südbahnhof: lew św. Marka ze zbombardowanego gmachu starego dworca

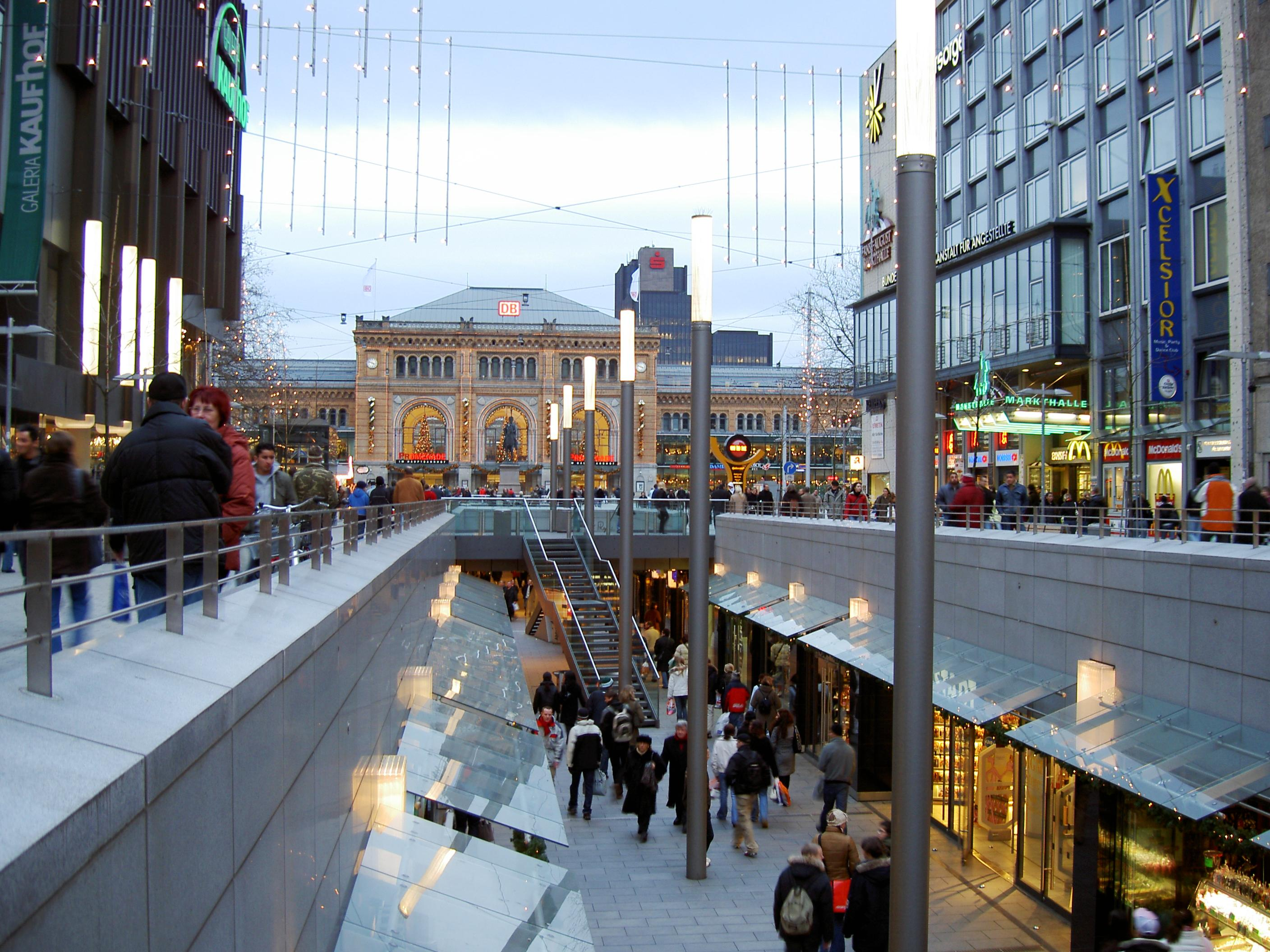
Dworzec jako łącznik struktury miasta: Hannover Hauptbahnhof – pasaż usługowy pod dworcem

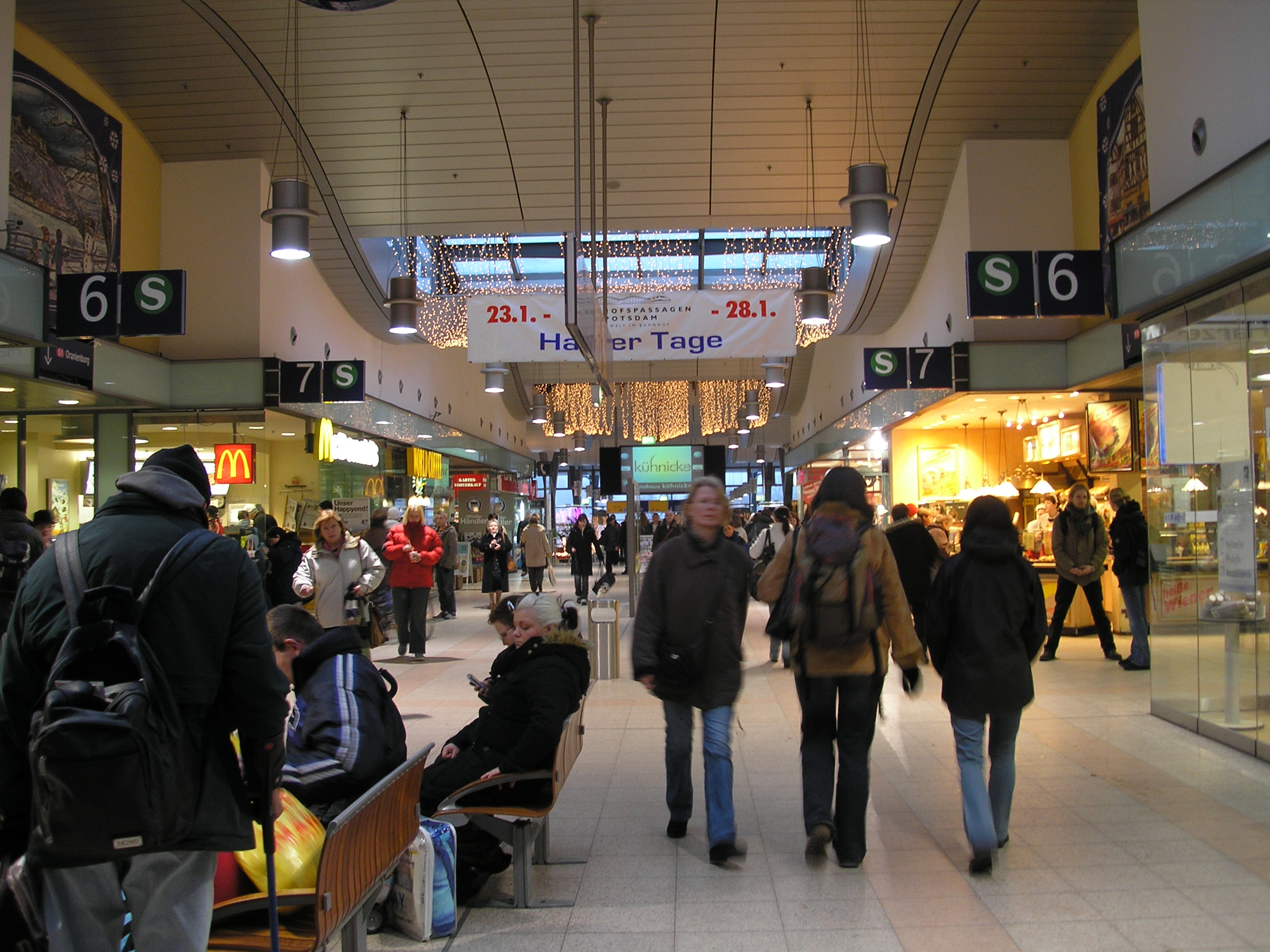
Dworzec jako łącznik struktury miasta: Potsdam Hauptbahnhof – kładka ponad peronami

Rola funkcjonalna dworców i układ poszczególnych elementów funkcji dworca jest produktem ponad 150-letniej ewolucji oraz specyfiki poszczególnych kolei.

### Segregacja ruchu wychodzącego i przychodzącego
Mniej więcej do lat 80. XIX wieku, czyli do wielkiego wzrostu przewozów kolejowych, utrzymał się podział na część przeznaczoną dla odjeżdżających i część przeznaczoną dla przyjeżdżających. Podział ten można było najlepiej realizować na dworcach czołowych, mających stronę odjazdów i przeciwległą stronę przyjazdów (ich położenie wynikało z obowiązującego kierunku ruchu na linii kolejowej). Towarzyszyły im dwa odpowiednio zaprojektowane budynki recepcyjne. Na tym etapie rozwoju dworce czołowe miały tylko po jednym peronie po bokach hali, między nimi zaś grupę torów odstawczych lub manewrowych. Podział, o którym mowa, był niekiedy podkreślony wyciągnięciem torów poza strefę peronów (hali peronowej), w kierunku miasta, i zakończeniem ich obrotnicą lub zespołem obrotnic. Uniemożliwiało to jakąkolwiek komunikację pomiędzy obiema stronami dworca.
Na dużych dworcach przelotowych budowano niekiedy dwa tunele prowadzące do peronów, z których jeden, dla odjeżdżających, musiał wychodzić od hallu kasowego.
Podział na część dla przyjeżdżających i część dla odjeżdżających stopniowo się zacierał, również na dworcach czołowych. Stał się on niemożliwy do utrzymania przy zwiększeniu liczby peronów. W układzie dworca czołowego procesowi temu towarzyszyło wykształcenie się przestrzeni cyrkulacji pieszej, poprzecznej do krańców torów (tzw. „peron poprzeczny”). Jednocześnie główną część budynku recepcyjnego, z halą kasową (hallem recepcyjnym), zaczęto lokalizować od czoła dworca.

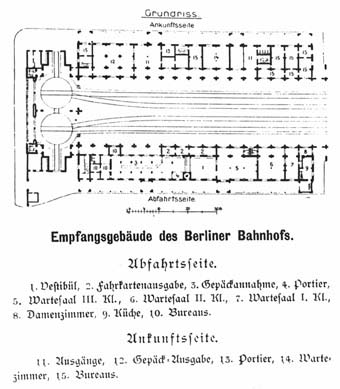
Hamburg, Berliner Bahnhof (1857): podział na strony odjazdów i przyjazdów, tory wyciągnięte przed halę
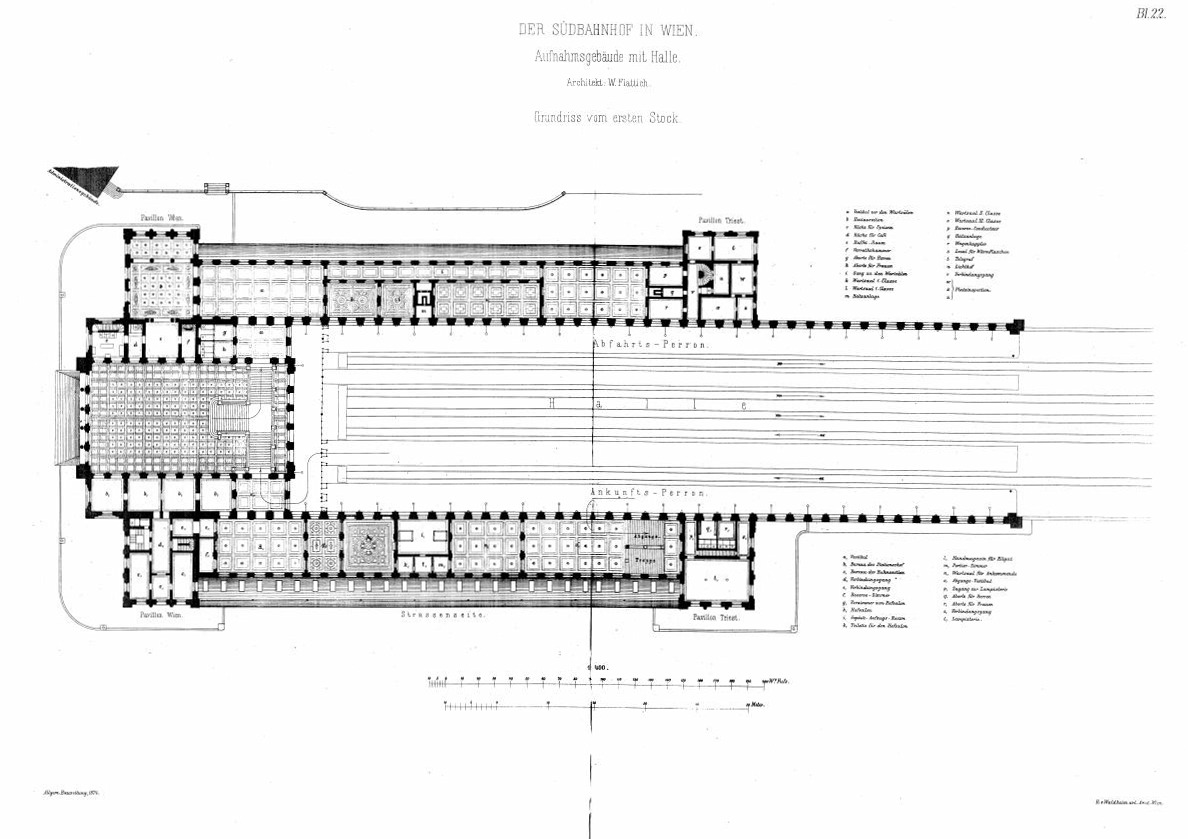
Wien Südbahnhof (1874): forma przejściowa z kasami i hallem recepcyjnym od czoła, ale nadal z podziałem na strony odjazdów i przyjazdów
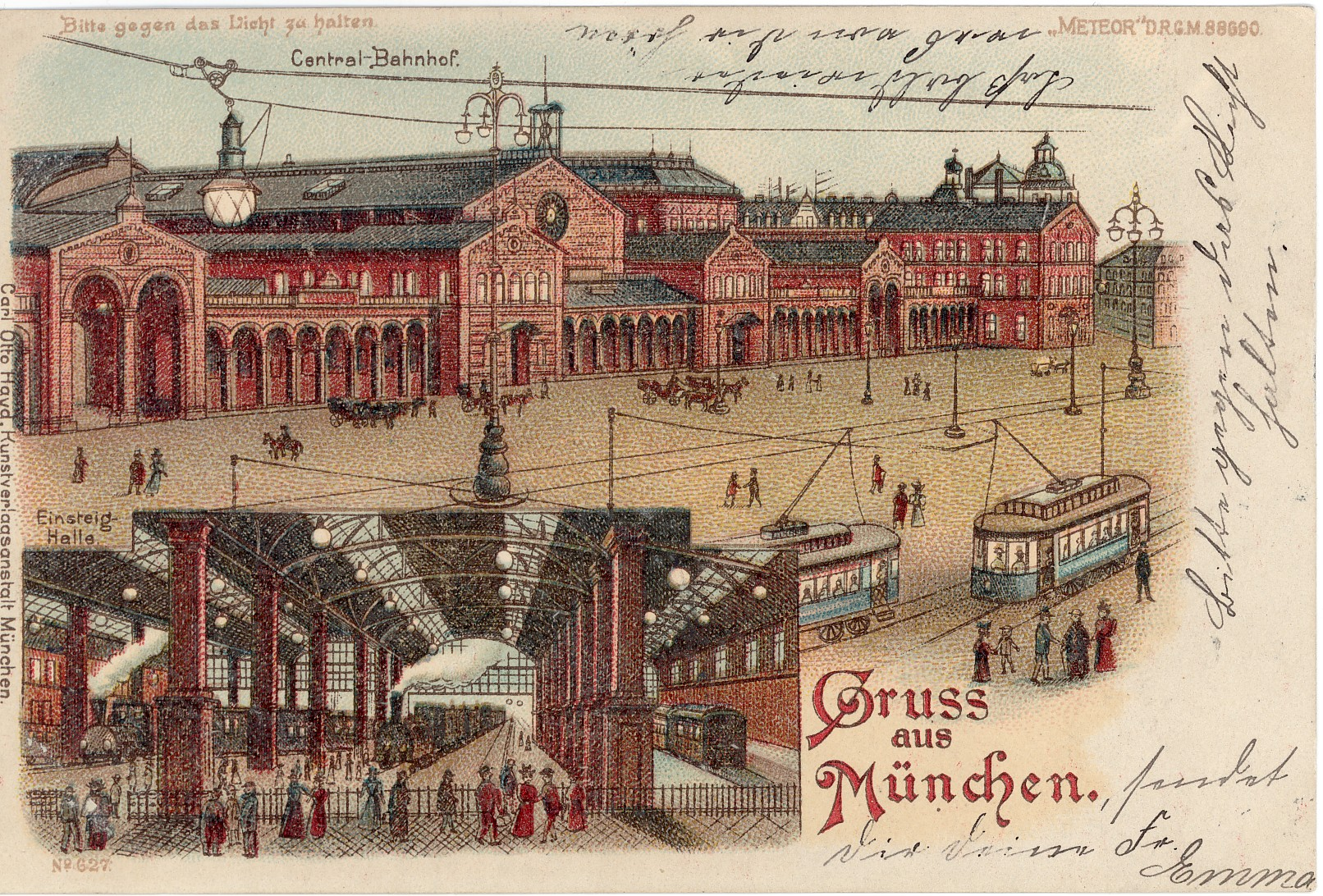
München Hauptbahnhof po rozbudowie w latach 80. XIX w.: przy 16 torach segregacja nie była już możliwa

Pozostałością po segregacji ruchu jest, używany na bardziej obciążonych dworcach (zwłaszcza czołowych), układ z „peronami dwukrawędziowymi”, w którym jedna strona służy do wysiadania z pociągu, a druga do wsiadania.

### Obsługa bagażowo-pocztowa
Jedną z istotnych funkcji na dworcu była obsługa bagażowa. W XIX wieku pasażerowie mieli prawo większe pakunki „nadać na bagaż”. Służyły temu okienka (tzw. lady) bagażowe, od końca wieku powiązane z peronami osobnym systemem dojazdów dla wózków bagażowych, mających na największych dworcach postać osobnych tuneli i wind na perony bagażowe. Dojazdy te służyły także poczcie, która używała zarówno specjalnych pociągów pocztowych, jak i wagonów pocztowych znajdujących się w składach wielu pociągów. Funkcje te stopniowo zanikły, najpierw zrezygnowano z obsługi bagażowej, a później pocztowej. Obecnie do transportu bagażu ręcznego służyć mogą wózki bagażowe obsługiwane przez samego pasażera, dostępne na peronach i placu przeddworcowym przy wejściu do budynku recepcyjnego. Do dyspozycji pasażerów są także windy i minitransportery bagażowe montowane z boku schodów stałych.
Namiastką dawnego systemu obsługi bagażowej są punkty odprawy bagażu dla pasażerów udających się w podróż samolotem, umieszczone na wybranych dworcach kolejowych, z których odchodzą pociągi na lotnisko.
Nieodłączną częścią programu dworca była kiedyś przechowalnia bagażu (na najmniejszych stacjach przechowywano go w kasie bagażowej lub u zawiadowcy). Obecnie jej funkcję spełniają skrytki bagażowe – niekiedy w liczbie sięgającej kilku setek. W poszukiwaniu lepszego wykorzystania powierzchni jest obecnie możliwa automatyzacja przechowalni, wykorzystująca do magazynowania przestrzeń piwnic dworca i komunikująca się z poziomem recepcyjnym tylko kilkoma kolumnami składania i odbioru bagażu (np. na dworcu Köln Hauptbahnhof). Obawa przed terroryzmem skłania niektóre zarządy kolejowe do zupełnej likwidacji funkcji przechowywania bagażu (np. Wielka Brytania, Francja) – pozostaje ona tylko na największych dworcach, gdzie towarzyszą jej urządzenia do skanowania zawartości bagażu i związana z nimi obsługa.

### Dojścia na perony
Dojścia na perony ewoluowały wraz ze wzrostem ruchu pociągów. Pierwotnie często nie budowano peronów, zaś wsiadanie do pociągów odbywało się z poziomu utwardzonego torowiska, na które można było wejść dopiero po zezwoleniu przez obsługę dworca (system ten do dzisiaj zachował się na wielu prowincjonalnych dworcach dawnej Monarchii Austro-Węgierskiej). Jeśli były perony, to dojścia do nich były najczęściej chodnikami w poziomie torów. Pojawienie się tuneli lub kładek dla pieszych (te ostatnie są szczególnie popularne w Brytanii, dzięki mniejszej skrajni pociągów) przypada również na przełom XIX i XX w.
Większość zarządów kolejowych stosowała zasadę wygrodzenia przestrzeni peronów od ogólnodostępnej przestrzeni dworca – wówczas wejście mogło odbywać się wyłącznie po wykupieniu biletu na przejazd lub biletu peronowego. System ten z czasem zarzucono, ale gdzieniegdzie obowiązuje w niektórych godzinach (np. na niektórych dużych dworcach brytyjskich), albo został wzmocniony poprzez instalację automatycznych rogatek (zwłaszcza na kolejach miejskich, także powszechnie na większości dworców japońskich).

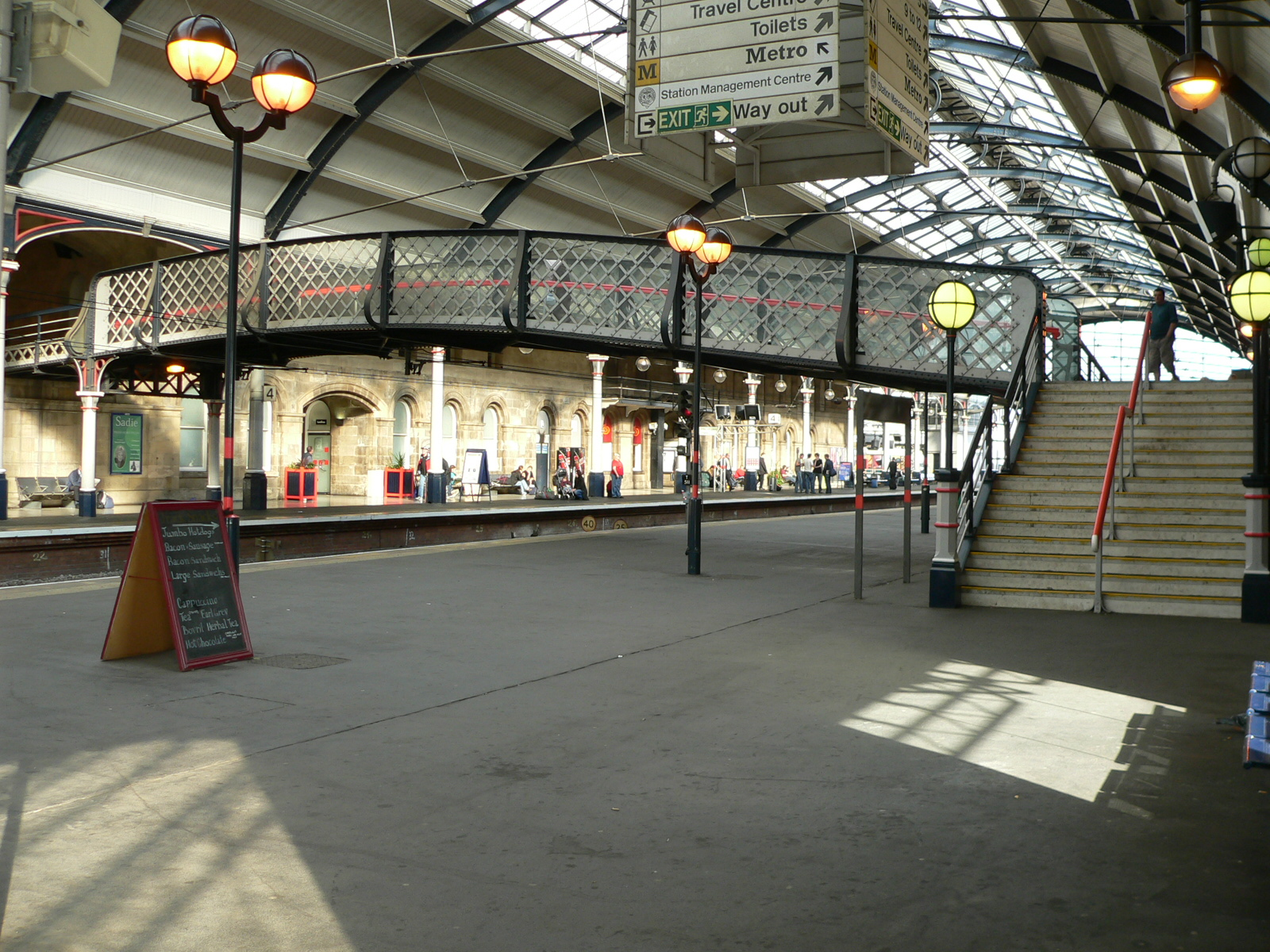
Wczesna kładka nad peronami na dworcu brytyjskim: Newcastle; balustrady w formie kratownic Towna
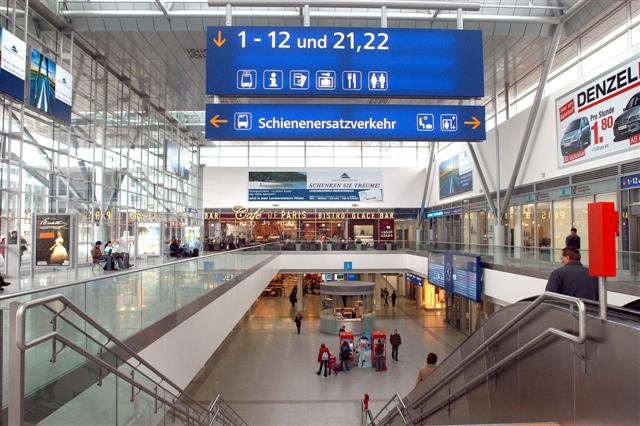
Linz Hauptbahnhof: urządzenie galerii usługowej w podziemiu pozwoliło urządzić bardziej naturalne wejście do tunelu pod peronami
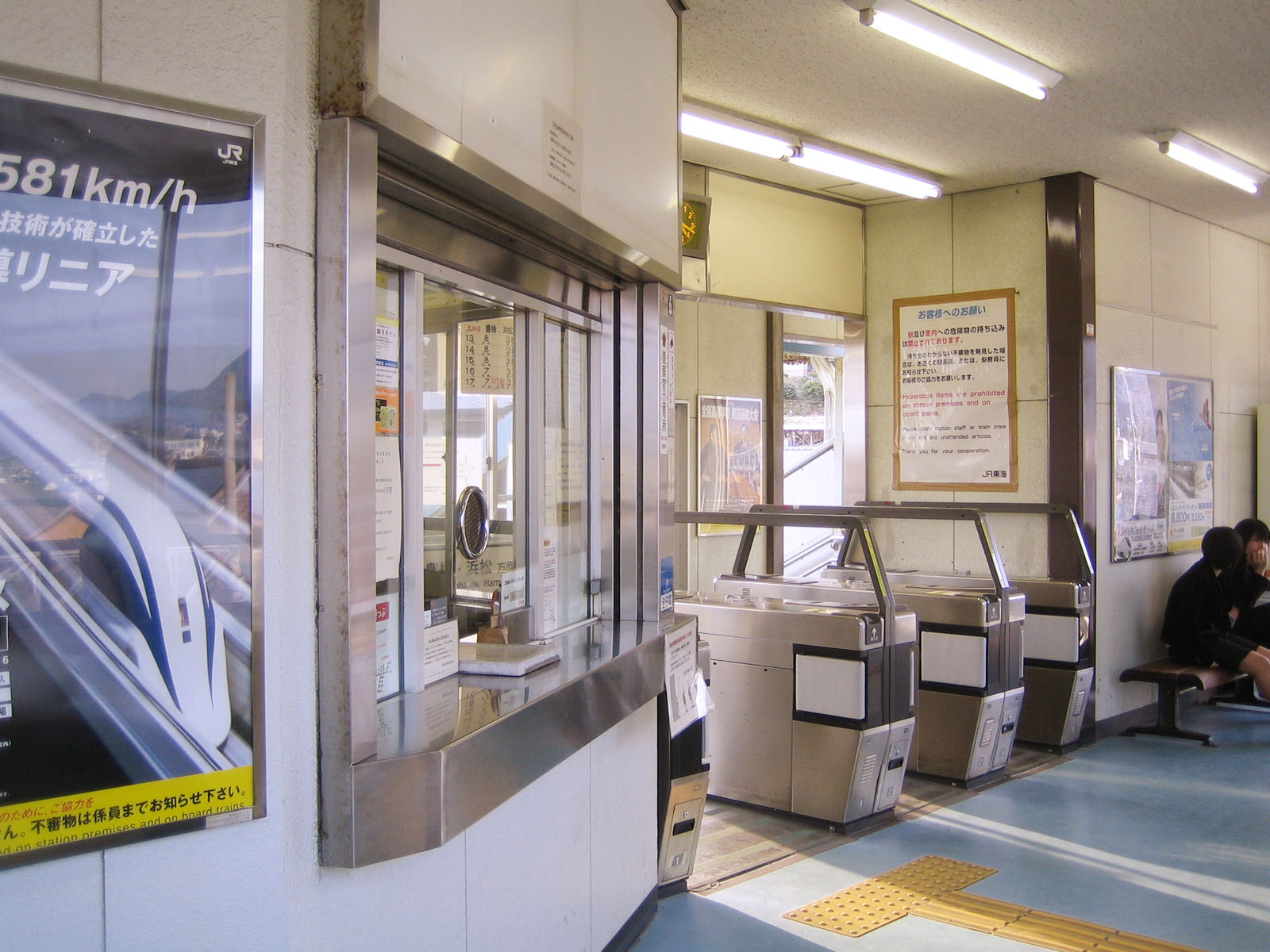
Rogatki na wejściu na perony na małej stacji kolei JR

### Hol recepcyjny
Hall recepcyjny jest największym pomieszczeniem klasycznego budynku dworca, dostępnym bezpośrednio od wejścia głównego. Do hallu przylegać muszą kasy biletowe, punkty informacji, trafika-księgarnia; prowadzą od niego wyjścia na perony. Na poczesnym miejscu w hallu tradycyjnie znajduje się zegar oraz – ostatnio – wyświetlacz informujący o aktualnym ruchu pociągów. Rozkład jazdy pociągów z danej stacji montuje się w eksponowanym miejscu albo też ustawia z boku – zależnie od przyjętych lokalnie zwyczajów (zapewniający informację dynamiczną wyświetlacz wyparł stopniowo tradycyjny „statyczny” rozkład w konkurencji o eksponowane miejsce).
Hall recepcyjny stanowi też najbardziej reprezentacyjną część dworca. Można więc oczekiwać, że będzie wykonany z najlepszych materiałów, a jego wystrój zawierał wiele elementów wykraczających poza cele ściśle utylitarne.
Niekiedy rolę hallu recepcyjnego pełni także (lub wyłącznie) część hali peronowej. Dzieje się to zwłaszcza na dworcach czołowych, gdzie stanowić go może „peron poprzeczny”, będący niekiedy osobnym elementem struktury budowli.

### Kasy biletowe
Kasy biletowe tradycyjnie budowano w postaci okienek lub zespołu okienek, wyposażonych w układy balustrad dla kanalizacji ruchu podróżnych. Na dworcach brytyjskich przed upaństwowieniem kolei, poszczególne zarządy kolejowe obsługujące dany dworzec prowadziły swoje kasy biletowe. Od końca lat 80. XX w. powszechnie stosowane są osobne pomieszczenia przylegające do głównego hallu recepcyjnego (tzw. „Travel Centre” albo „Reisezentrum”), rozwiązane na wzór biura podróży. Często stosuje się oprócz nich także kasy tradycyjne.
Coraz większą rolę pełnią automaty biletowe, które w obecnej formie służyć mogą do zakupu większości typów biletu na większość relacji. Rośnie również liczba osób, które dokonują zakupu biletu przez internet. Efektem jest zmniejszenie się liczby osób wymagających obsługi przez kasy biletowe – tendencja, którą wiele zarządów kolejowych podtrzymuje poprzez system ulg i ofert specjalnych.

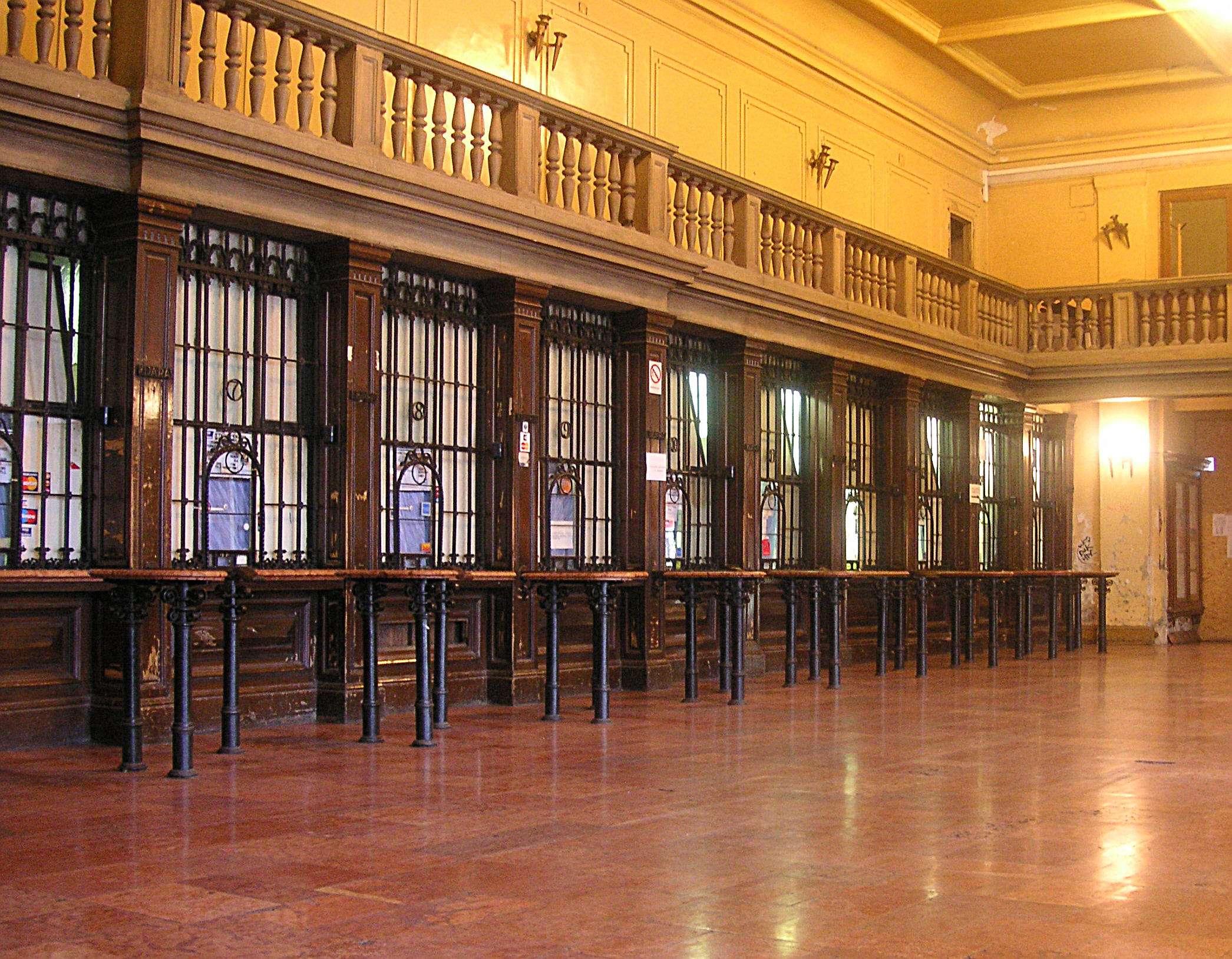
Tradycyjne okienka kasowe na dworcu Budapest Keleti
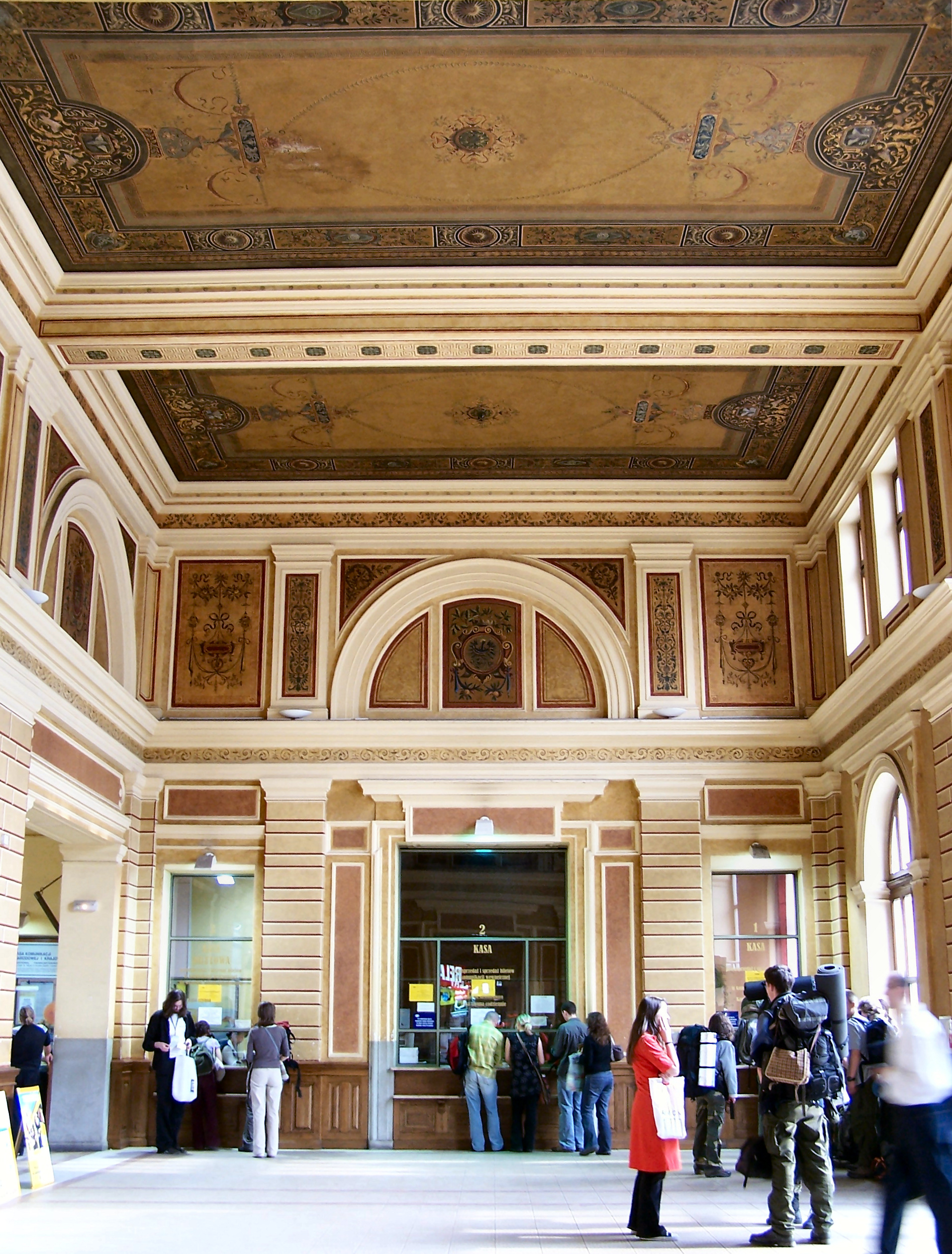
Wnętrze dworca w Bielsku-Białej
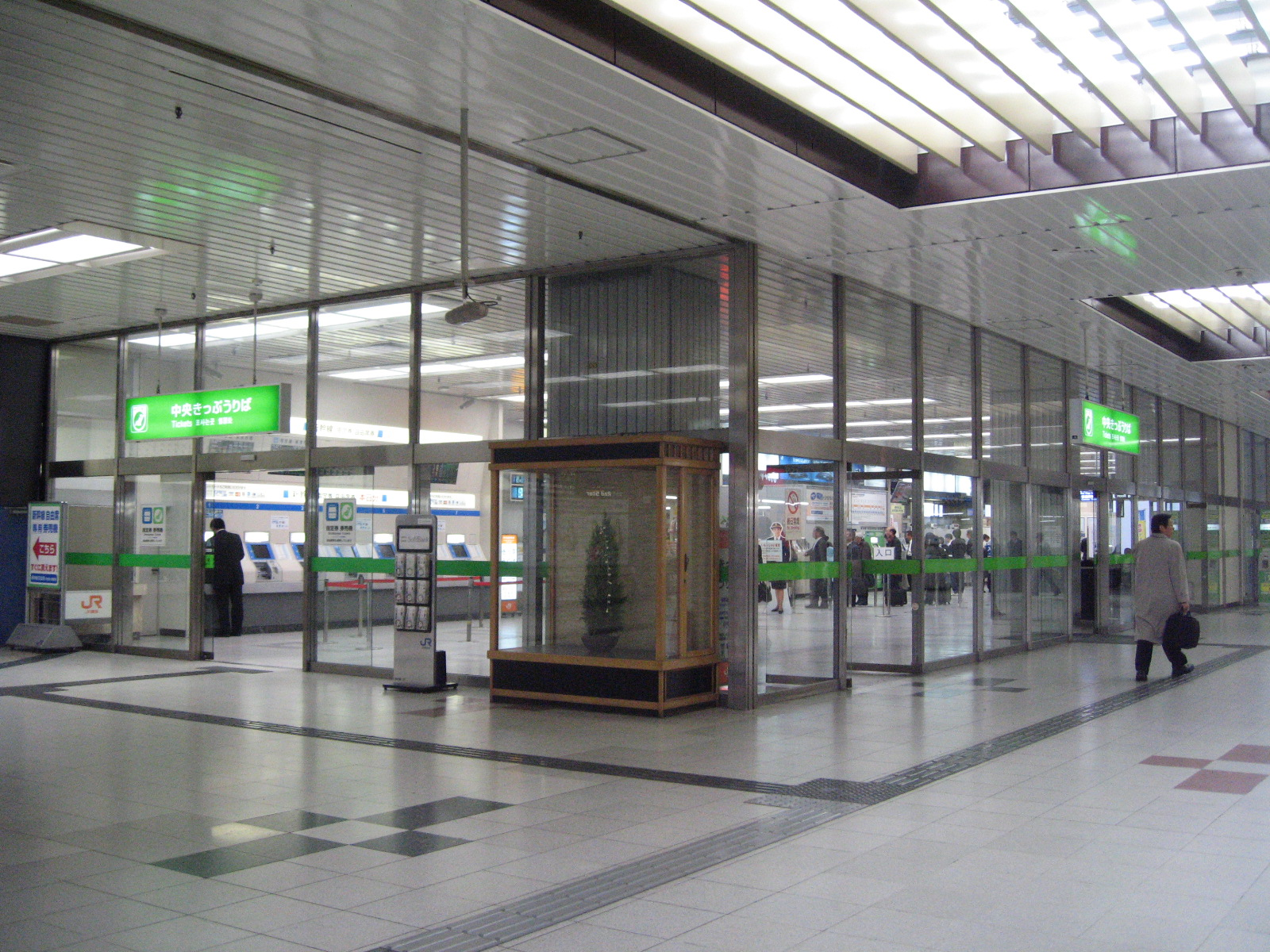
„Travel Centre” na dworcu Shin-Ōsaka

### Informacja dworcowa
Punkty informacji na dworcu można podzielić na związane z ruchem pociągów oraz na związane z miastem (np. informacja turystyczna). Zarządy kolejowe stosują zwykle zasadę, że informatorem może być kasjer biletowy – pasażer ma prawo oczekiwać wydruku z różnymi wersjami możliwej podróży. Inicjatywą kolei Deutsche Bahn było ustawienie kiosków informacji kolejowej w kluczowym miejscu hallu recepcyjnego większości dużych dworców. Pełnią one rolę nie tylko informatora, ale również dyskretnego dozoru we wnętrzu dworca. Dopełnieniem systemu informacji żywej jest zestaw broszur zawierających rozkłady jazdy na najważniejszych liniach oraz reklamy aktualnych ofert kolei, dostępny przy kasach biletowych i w kiosku informacji.
Informacja miejska kanalizuje ruch turystyczny, zapewnia plany miasta, rezerwuje miejsca hotelowe itp.

### Pomieszczenia w budynku recepcyjnym

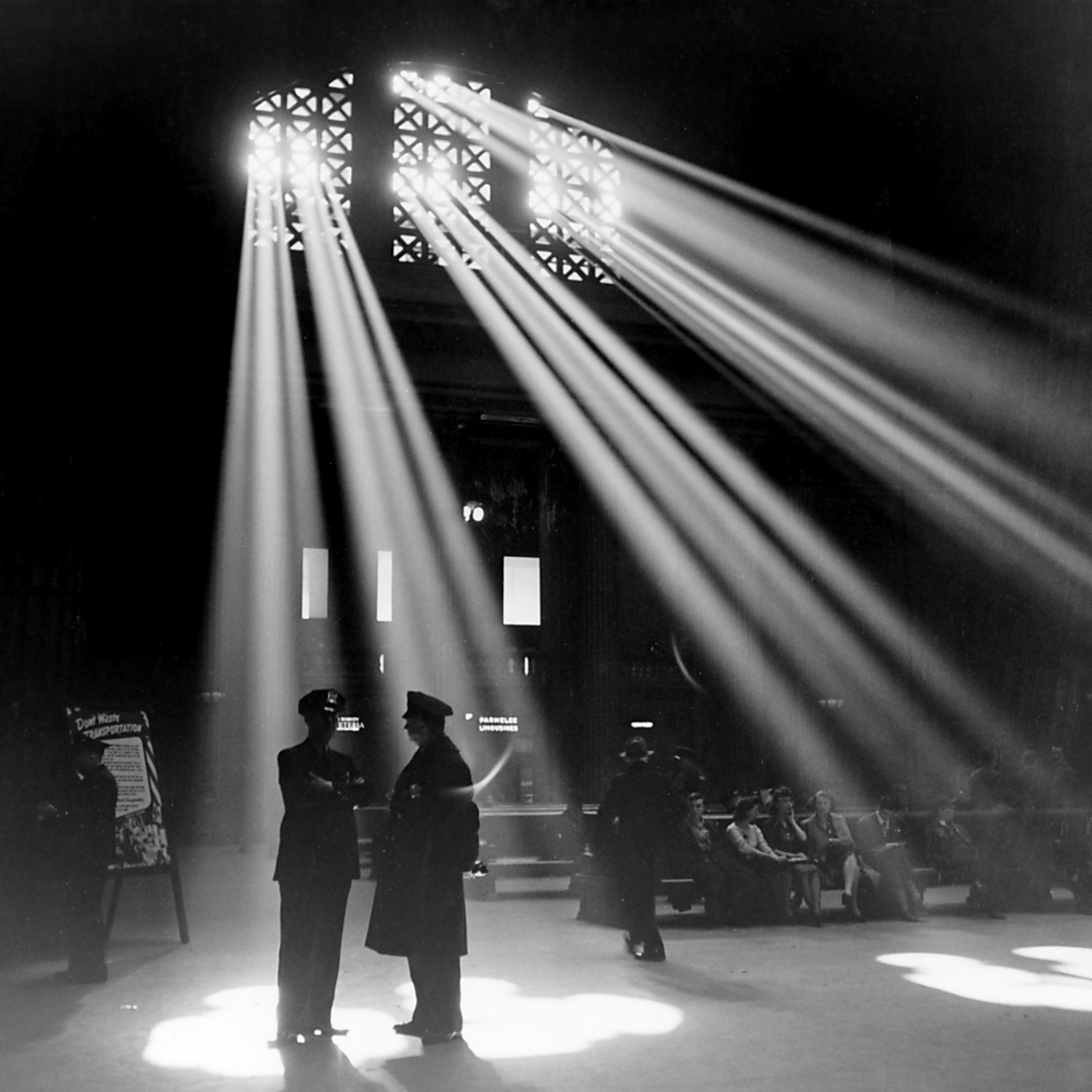
Poczekalnia na dworcu Union w Chicago, 1943 r.

Podstawowym elementem programu dworca były – obok hallu recepcyjnego – poczekalnie, bufet-restauracja i biuro zawiadowcy. Na większych dworcach były oddzielne poczekalnie dla różnych klas. Na dworcach w miastach rezydencjonalnych budowano często osobne pawilony przeznaczone dla obsługi rodziny panującej.
Liczba i wielkość poczekalni zależały nie tylko od wielkości ruchu, ale także od charakteru dworca i specyfiki ruchu pociągów. Na dworcach służących głównie ruchowi podmiejskiemu były one małe albo nie było ich wcale, podobnie jak w krajach, gdzie pociągi jeździły często (np. w Brytanii). Tendencją ostatnich dekad, widoczną w miarę wzrostu liczby pociągów, jest likwidacja poczekalni, ich funkcje przejmują lokale gastronomiczne i sklepy.
Bufet dworcowy stał się specyficzną instytucją zwłaszcza tam, gdzie służył pasażerom pociągów podczas krótkiego postoju. Sądzi się, że właśnie na dworcach ukształtowała się długa lada, dzięki której teoretycznie można było szybko obsłużyć jednocześnie wielu klientów. Oprócz barów na wielu dworcach istniały też klasyczne restauracje, niekiedy o bardzo reprezentacyjnych wnętrzach; jedna z bardziej znanych, Le Train Bleu, przetrwała do dzisiaj na Dworcu Lyońskim w Paryżu. Popularne „fast foody” pojawiają się coraz liczniej również w obrębie dworców, wypierając często tradycyjne bary i restauracje; w krajach postkomunistycznych stanowią one zresztą i tak pewien postęp w stosunku do dworcowej gastronomii minionego okresu. Na największych dworcach zespoły gastronomiczne grupują się zwykle, wzorem lotnisk i galerii handlowych, w tzw. „food courts”; wykroczyły już one poza sam budynek recepcyjny w przestrzeń dojść do peronów – podobnie jak inne lokale handlowe. Rola dworcowej gastronomii rośnie wraz z rosnącym trendem do ograniczania oferty gastronomicznej w pociągach dalekobieżnych. W Japonii, gdzie bufetów wagonowych nie ma już wcale, duże znaczenie mają pakowane zestawy obiadowe (tzw. „eki-ben”), dostępne w rozlicznych wersjach w sklepach i kioskach dworcowych.
Do standardowego programu dworca należy też duża trafika, często powiązana z księgarnią. W wielu krajach tradycja księgarń dworcowych jest bardzo długa: np. w Brytanii powszechne były księgarnie firmy W. H. Smith, we Francji – Hachette. Niekiedy niektóre elementy programu usługowego są charakterystyczne dla poszczególnych obiektów; jest nim na przykład kino na dworcu Wrocław Główny.
Stosunkowo nowym elementem programu dworca są wydzielone pomieszczenia dla pasażerów „pierwszej” klasy, obejmujące salonowe poczekalnie, bufety, miejsca do pracy z dostępem do internetu, a nawet sale konferencyjne.
Jedną z najstarszych funkcji lokowanych przy dworcu były hotele. Brytyjskie zarządy kolejowe wykształciły nawet model własnego hotelu, który często tworzył charakterystyczną fasadę dworca – zamiast okazałego budynku recepcyjnego (znany przykład to dworzec London St Pancras).

### Centrum usługowe
Głównym trendem ewolucji dworców było zwiększanie się wynajmowanych powierzchni usługowych. Obecnie na dworcach niemieckich na każde 1000 odwiedzających dziennie przypada mniej więcej 50 m² lokali wynajmowanych, zdarzają się jednak większe koncentracje usług dworcowych. W efekcie ich funkcja wykroczyła poza czystą obsługę podróżnych, a dworzec stał się jednym z miejskich centrów handlowych.
Tendencję do łączenia dworców kolejowych z wielkopowierzchniowym handlem datuje się przynajmniej na okres międzywojenny. Prawdopodobnie zapoczątkowały ją własne domy towarowe japońskich kolei prywatnych, budowane w Osace. Ich zadaniem było stworzenie synergicznego układu zwiększającego klientelę kolei i sklepów. Stopniowo program funkcjonalny bezpośrednich okolic dworca wzbogacił się o biurowce. Lokuje się je chętnie zwłaszcza po „zewnętrznej” stronie torów.
W poszukiwaniu miejsca pod wielofunkcyjne zespoły usługowe zwrócono się także w kierunku przestrzeni nad dworcem, a zwłaszcza nad kompleksem peronów. Wykorzystanie tzw. „air rights” w wielu wypadkach doprowadziło do likwidacji hal peronowych i całkowitej nadbudowy dworców, włącznie z zatratą charakterystycznych cech ich architektury. W Polsce przykładem tych tendencji może być dworzec Warszawa Wileńska. Rozwiązania eliminujące formę architektoniczną dworca z pejzażu semiotycznego miasta są obecnie poddawane krytyce; najnowsze rozwiązania próbują pogodzić ekonomikę intensywnego wykorzystania przestrzeni wokółdworcowej z wymogiem dworca jako elementu łatwego do identyfikacji.

### Węzeł przesiadkowy
Dla większości podróżnych dworzec jest elementem węzła przesiadkowego między pociągiem i innym środkiem transportu. Duży dworzec z natury rzeczy staje się więc punktem integracji sieci transportu miejskiego i regionalnego, odgrywającym również rolę w obrębie systemu komunikacji miejskiej. W miastach, gdzie powstały koleje podziemne, dworzec jest zazwyczaj miejscem lokalizacji dużej stacji metra lub tramwaju podziemnego, a niekiedy stanowi nawet węzeł kilku stacji podziemnych. Stworzenie węzła intermodalnego na dworcu jest wystarczającym uzasadnieniem nawet dla niewielkiego wydłużenia tras niektórych linii transportu miejskiego. Przy planowaniu dworca obowiązuje podobna zasada, co przy planowaniu węzłów przesiadkowych: poszukiwanie najłatwiejszych do pokonania i możliwie najkrótszych dróg przejścia pomiędzy peronami kolei i przystankami oraz między samymi przystankami.
Dworzec kolejowy jest też najbardziej celowym miejscem lokalizacji dworca autobusów regionalnych, chyba że jest położony wyjątkowo niekorzystnie w strukturze miasta. W zakresie obsługi kolejowej dworzec pociągów dalekobieżnych powinien być również węzłem pociągów regionalnych i aglomeracyjnych. Wymaga tego zasada integracji systemu transportu publicznego.
Istotnymi elementami węzła intermodalnego są transport indywidualny i paratransport publiczny (taksówki). Należy im zapewnić możliwie wydajne dojazdy i miejsca postojowe, w liczbie zgodnej z polityką transportową w danym mieście. Dworce powinny też być wyposażone w wielokondygnacyjne parkingi krótko- i długoterminowe. Te ostatnie przeznaczone są dla klientów kolei podróżujących w systemie „Parkuj i Jedź”. Innowacją czasów masowej motoryzacji stały się dworce położone w oddaleniu od obszarów zabudowanych, otoczone parkingami. Często są one wyrazem chęci obsłużenia regionu przez linię dużych prędkości, której nie opłaca się trasować przez centra niewielkich miast, np. Champagne-Ardenne TGV.
Specyficznym węzłem intermodalnym jest dworzec kolejowy (przystanek) w porcie lotniczym. Historycznie kolejową obsługę lotniska realizowano najpierw przy pomocy szybkiej kolei miejskiej, ostatnio jednak coraz częściej obsługuje je także kolej dużych prędkości (np. dworzec Aéroport Charles-de-Gaulle 2 TGV, Frankfurt (Main) Flughafen Fernbahnhof). Zabieg taki znacznie powiększa obszar oddziaływania lotnisk, a jednocześnie wpływa na zwiększenie pracy przewozowej samej kolei.
Dominujące w modernistycznym planowaniu pryncypium segregacji poszczególnych typów ruchu prowadziło do wytworzenia modelu dworca-węzła intermodalnego rozwiązanego jako swego rodzaju „wyspa” w otaczającym pierścieniu niezbędnych dojazdów. Pieszy był w nim relegowany do sieci podziemnych albo naziemnych dojść łączących dworzec ze strukturą miasta. Błąd ten popełnia się zresztą niekiedy i obecnie, mimo zasadniczej zmiany pryncypiów planowania transportu (np. nowy dworzec Zaragoza Delicias). Zmiana ta polega na powrocie do idei dworca jako kluczowego elementu miejskiej przestrzeni publicznej, łatwo dostępnego z centralnej strefy pieszej (bądź strefy ruchu uspokojonego). Zamiast segregacji, współczesne planowanie preferuje współistnienie wielu użytkowników przestrzeni ulicznej. Węzeł integracji środków transportu publicznego staje się zatem elementem przestrzeni ulicznej, współużytkowanej przez pieszych wraz z autobusami i tramwajami.

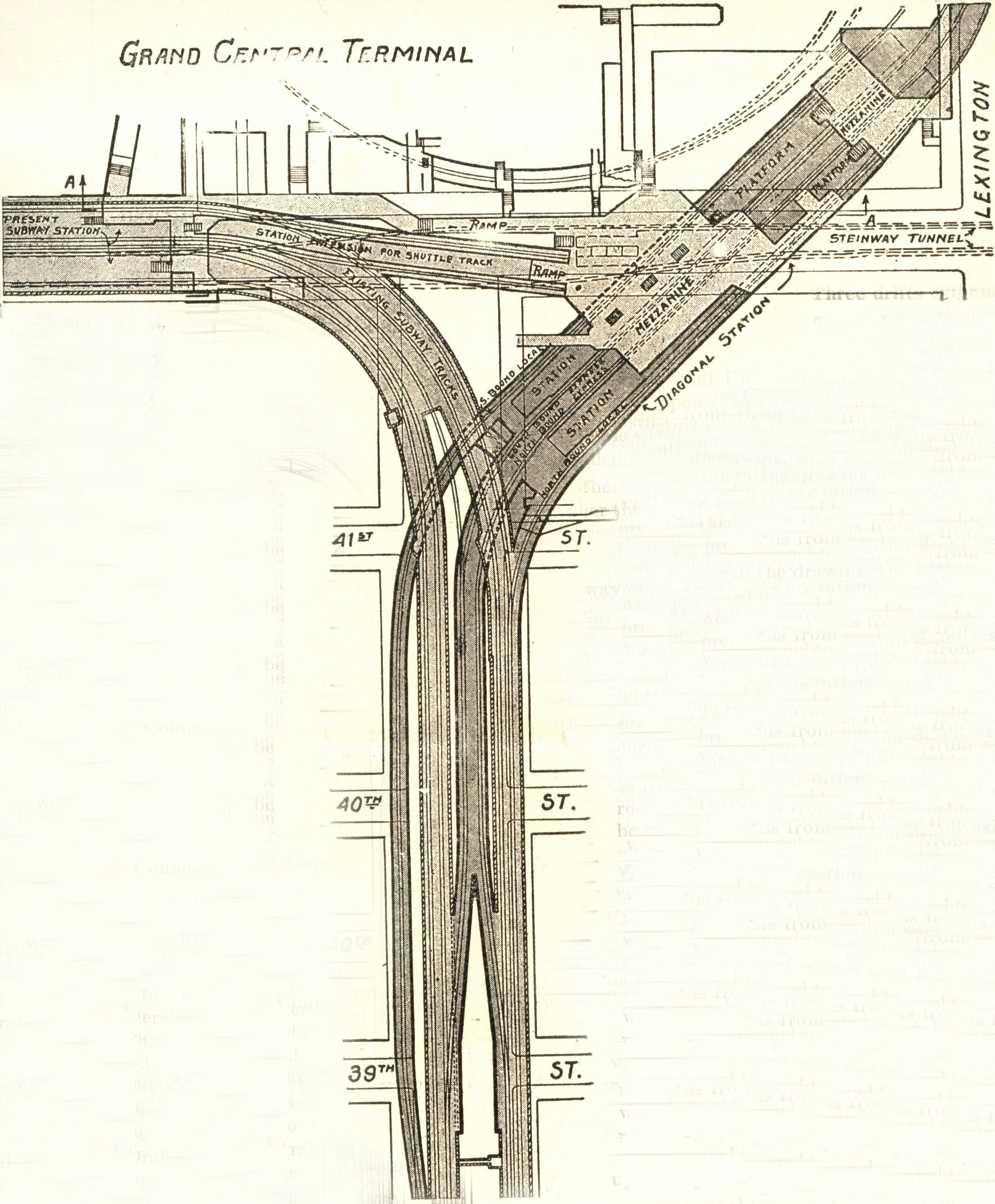
Stacja metra IRT przy dworcu Grand Central w Nowym Jorku – rozbudowa projektowana w 1918 r.
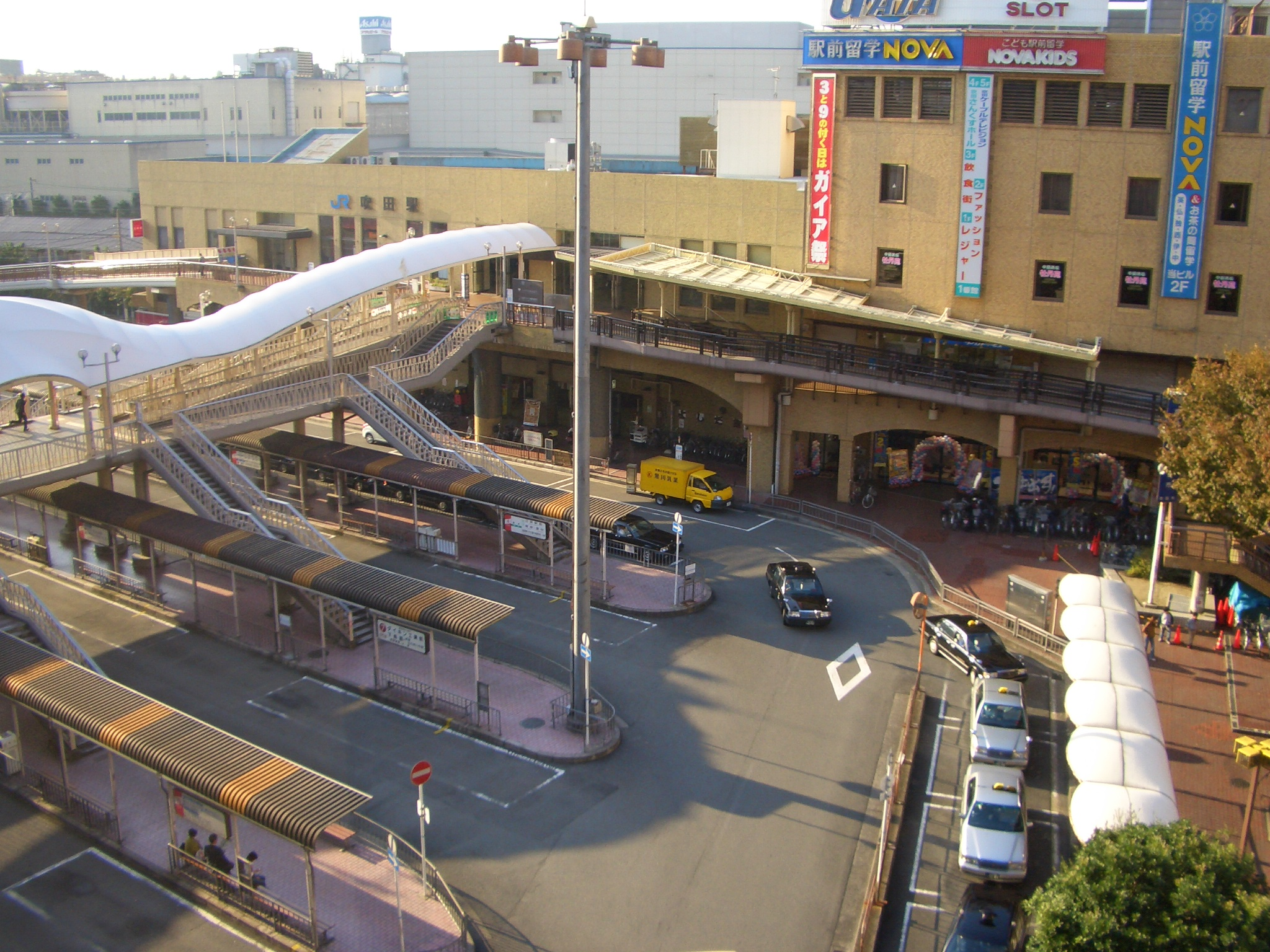
Dworzec JR Suita (okolice Osaki); węzeł z segregacją ruchu pieszego
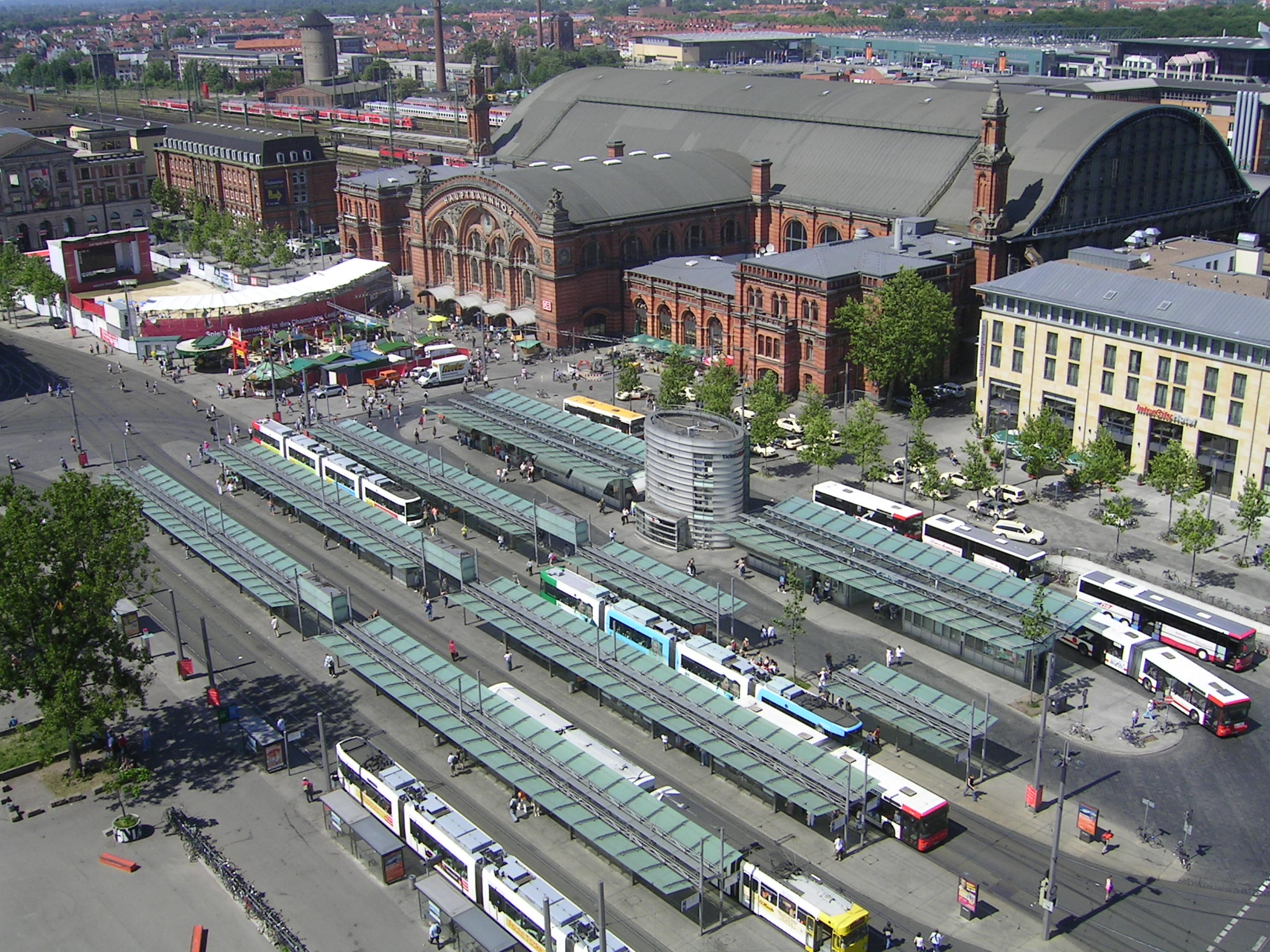
Dworzec Bremen Hauptbahnhof; węzeł bez segregacji ruchu pieszego
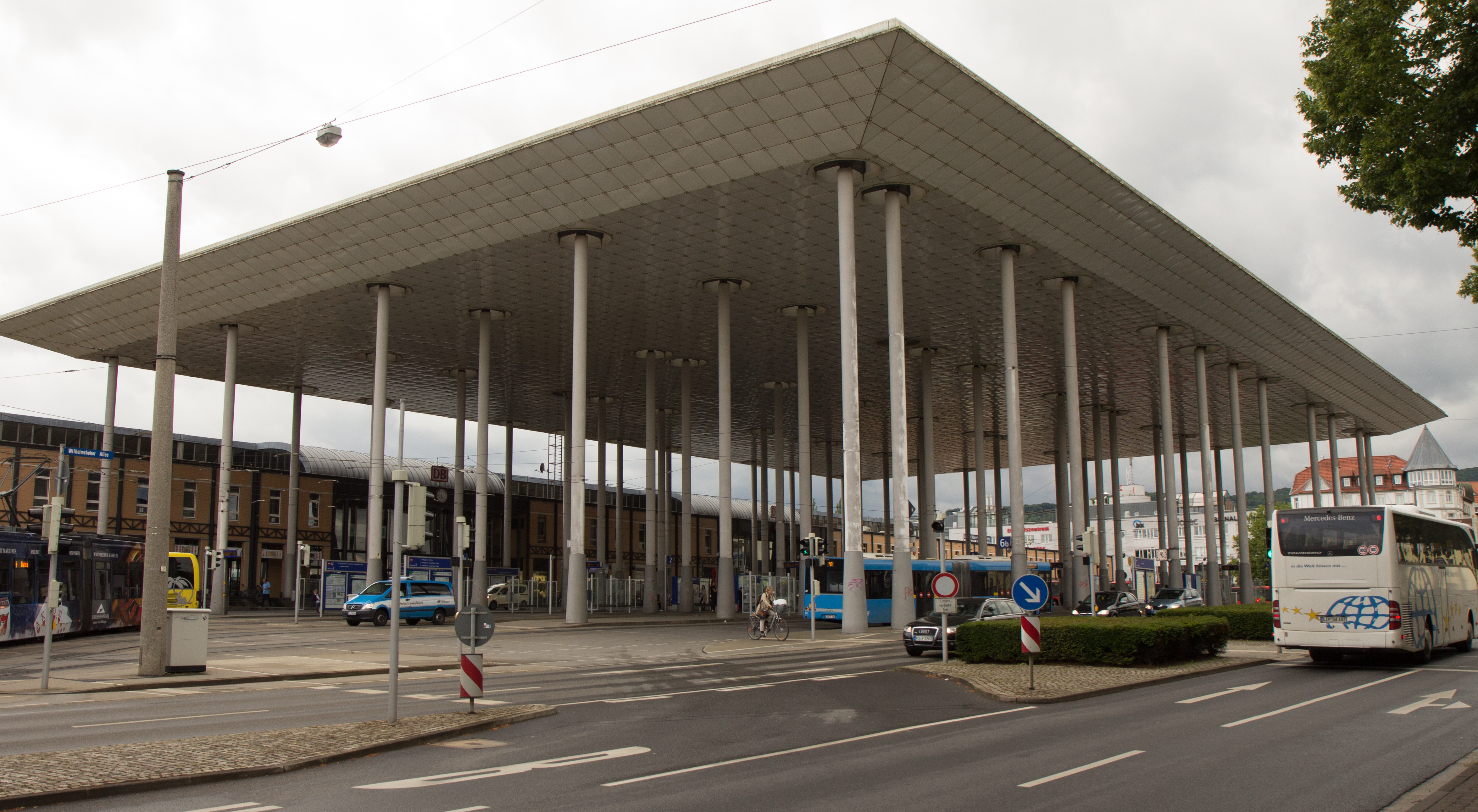
Dworzec Kassel-Wilhelmshöhe – wiata nad przystankami komunikacji miejskiej, ustawiona przed fasadą budynku recepcyjnego

### Dworzec jako powiązanie strukturalne
Kompleks dworca, bardziej nawet niż sama linia kolejowa, może być barierą strukturalną istotnie ograniczającą możliwość rozwoju miasta (po zewnętrznej stronie powstaje strefa „pustki”, wykorzystana często na zabudowania przemysłowo-składowe). Tymczasem dworzec, jako duży generator ruchu umożliwia intensywniejsze wykorzystanie przyległego terenu, już choćby ze względów ekonomicznych. Jednak nawet tam, gdzie także po „złej stronie torów” wytworzyła się pełna struktura miejska, przekraczanie kompleksu dworca jest często znacznie utrudnione.
Przeciwdziałać temu ma takie ukształtowanie lub przekształcenie dworca, by – zamiast barierą – stał się on łącznikiem strukturalnym pomiędzy rozdzielonymi częściami miasta. Tej roli dworca sprzyja przekształcenie go w ogólnomiejski węzeł usługowy i węzeł przestrzeni kontaktów społecznych. Metamorfoza dworca z obiektu zwróconego w kierunku śródmieścia w obiekt otwarty do penetracji z dwóch stron wymaga budowy odpowiednio atrakcyjnych łączników przez perony. Najprostszym sposobem są szerokie tunele pod peronami lub kładki, obudowane kompleksem usługowym. Inne, trudniejsze rozwiązania zakładają budowę wielofunkcyjnych megastruktur ponad peronami, często o indywidualnym wyrazie architektonicznym. Niosą one jednak pewne niebezpieczeństwo zatraty walorów architektonicznych samej przestrzeni peronów, które może spełniać tradycyjna hala peronowa.

## Architektura dworców

### Kształtowanie się formy

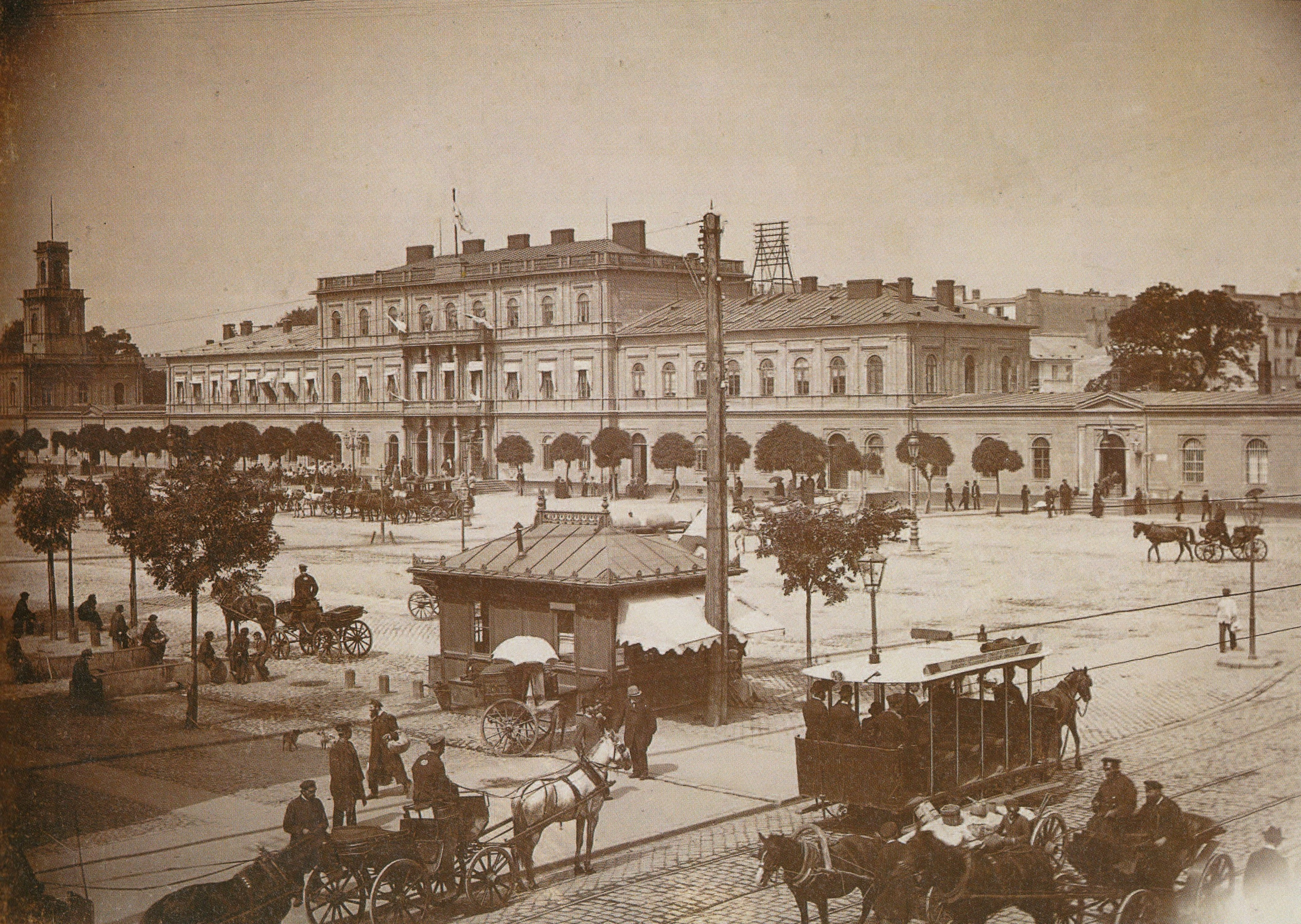
Warszawa, dworzec Wiedeński (1846; H. Marconi): pierwszy duży polski dworzec kolejowy

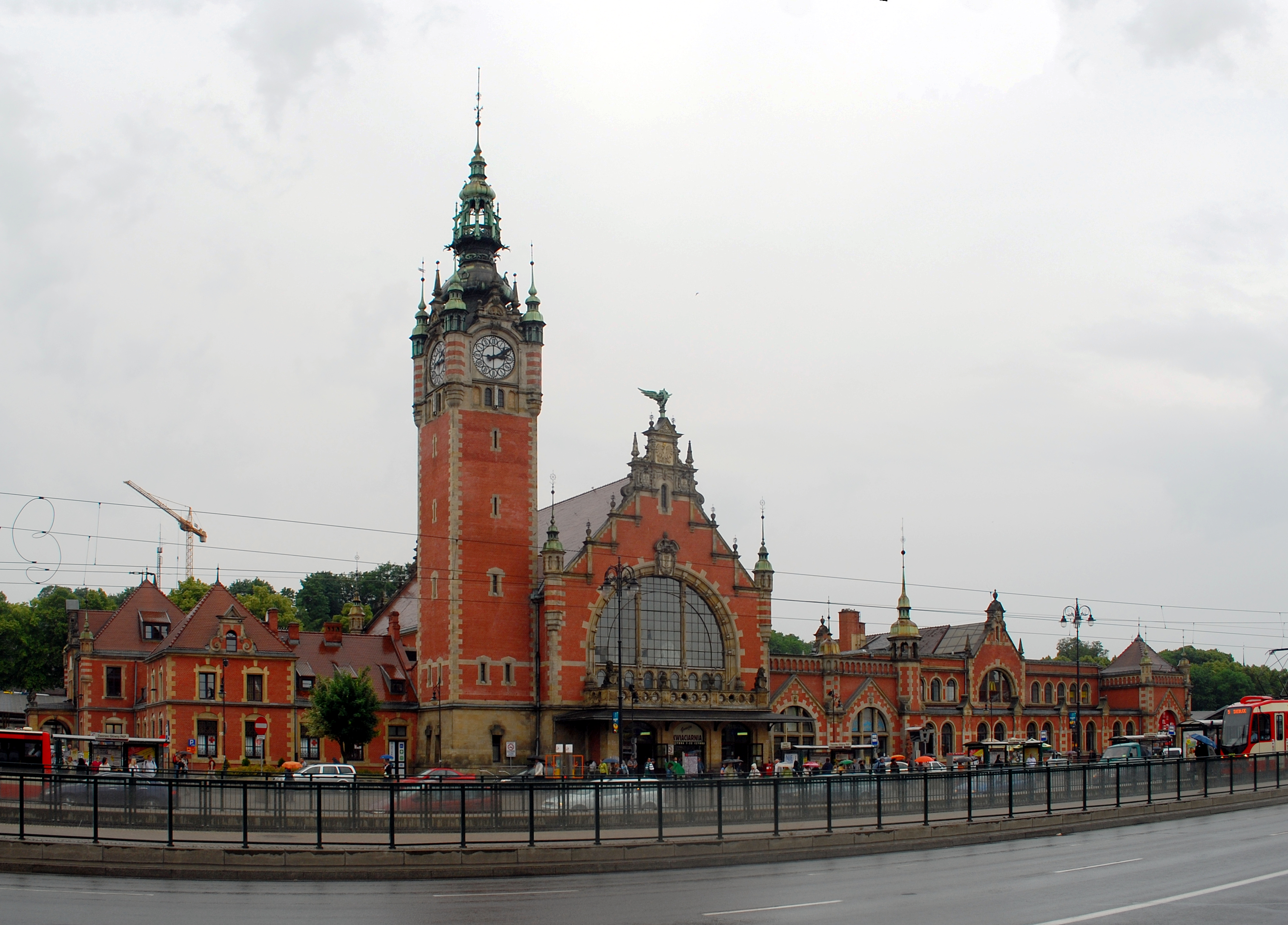
Dworzec Gdańsk Główny (1900; A. Rundel, P. Thomer): przykład formy dworca ukształtowanego w zgodzie z lokalną tradycją architektoniczną

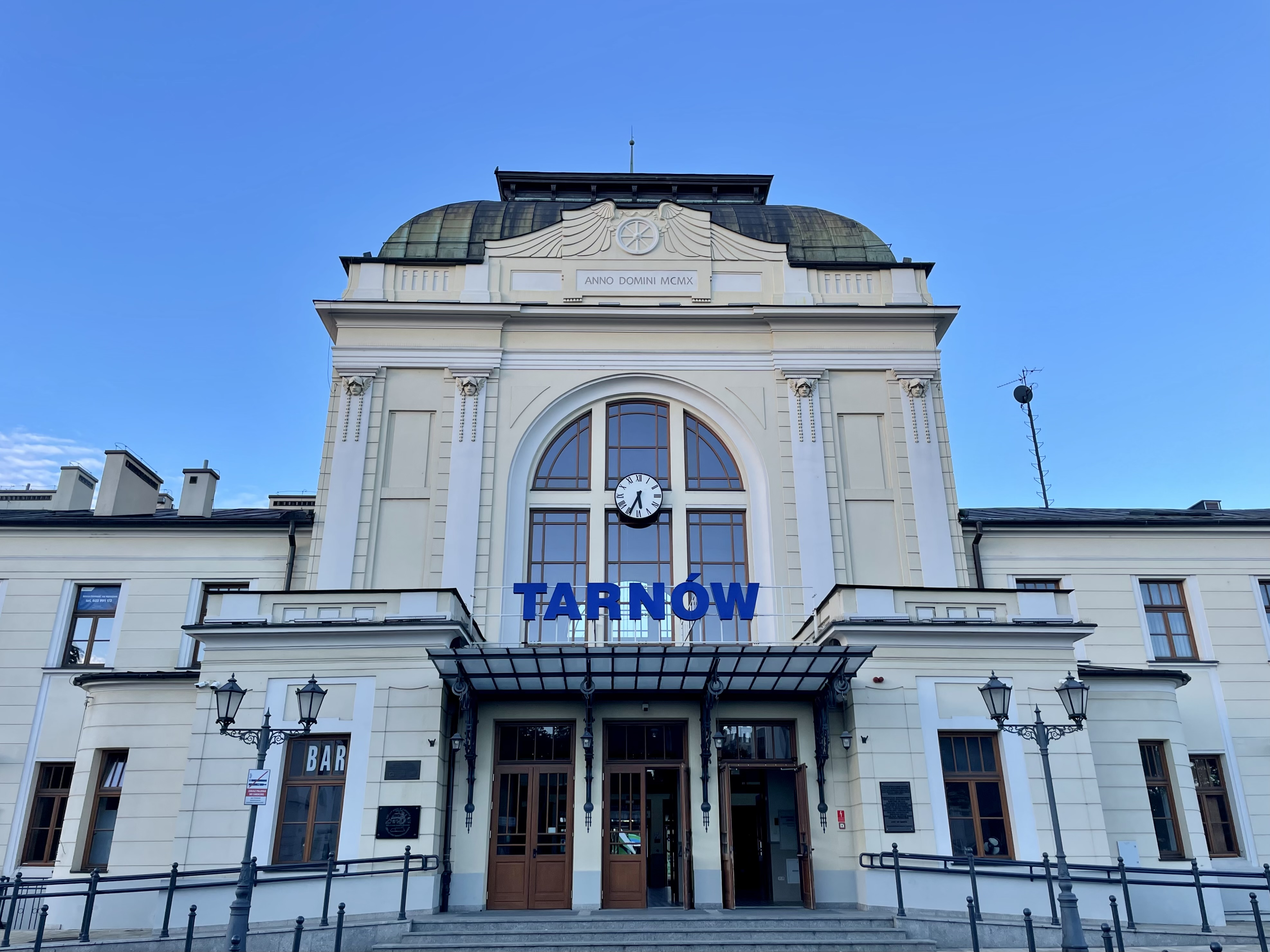
Tarnów Główny – secesyjno-modernistyczny gmach dworca zaprojektowany przez E. Baudischa (1906 r.)

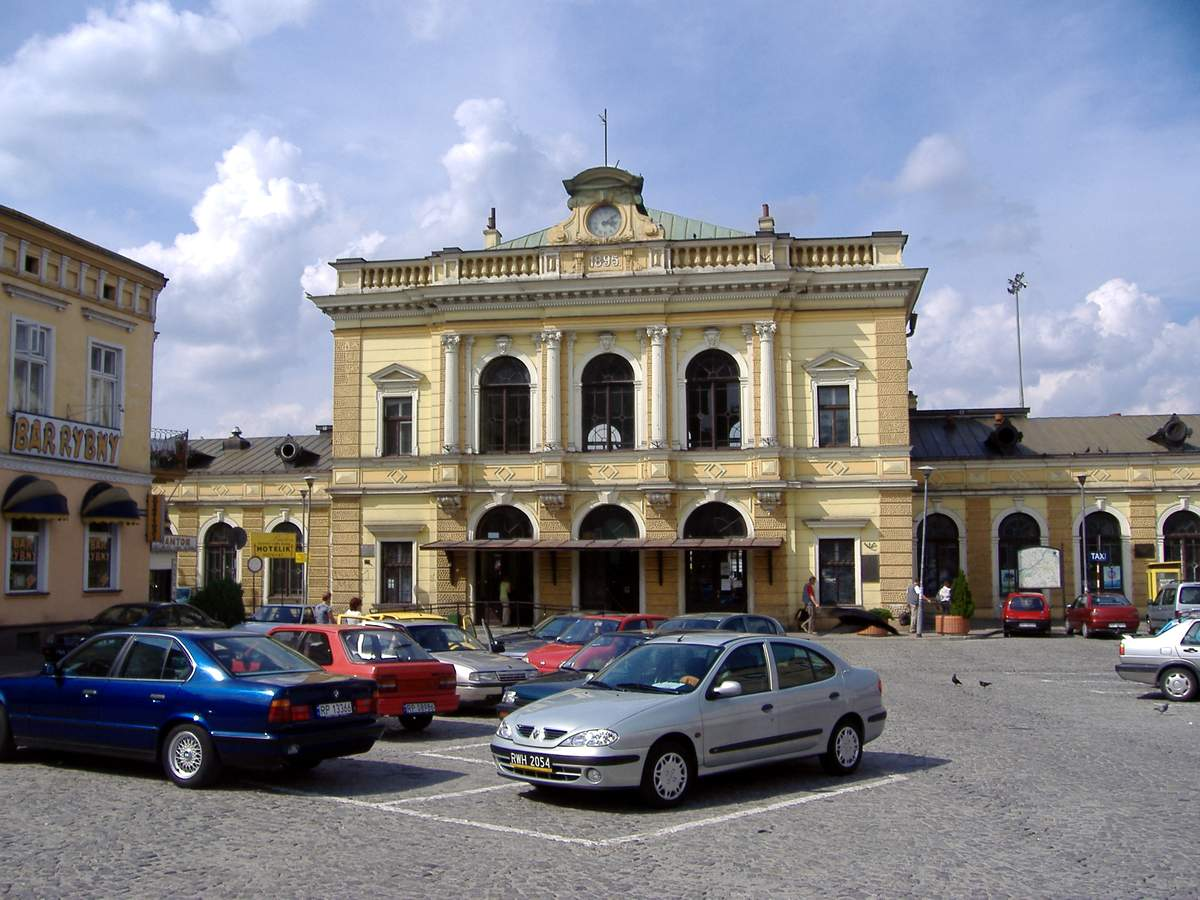
Dworzec Przemyśl Główny (1860): dworzec w dużym mieście Galicji

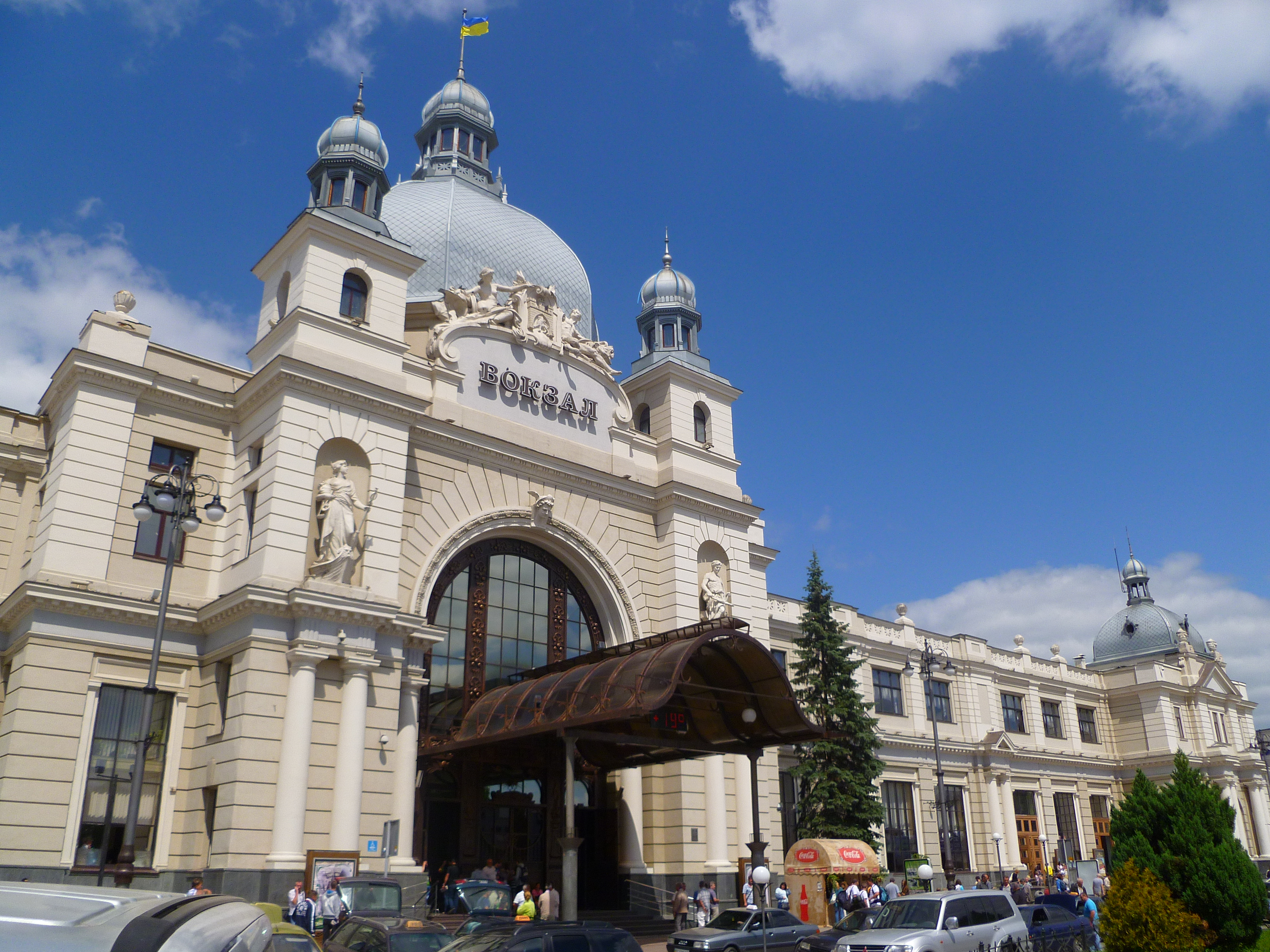
Lwów Główny (Lwów; 1903, W. Sadłowski): kompleks dużego dworca zbudowany przez polskich architektów w 1904 r.

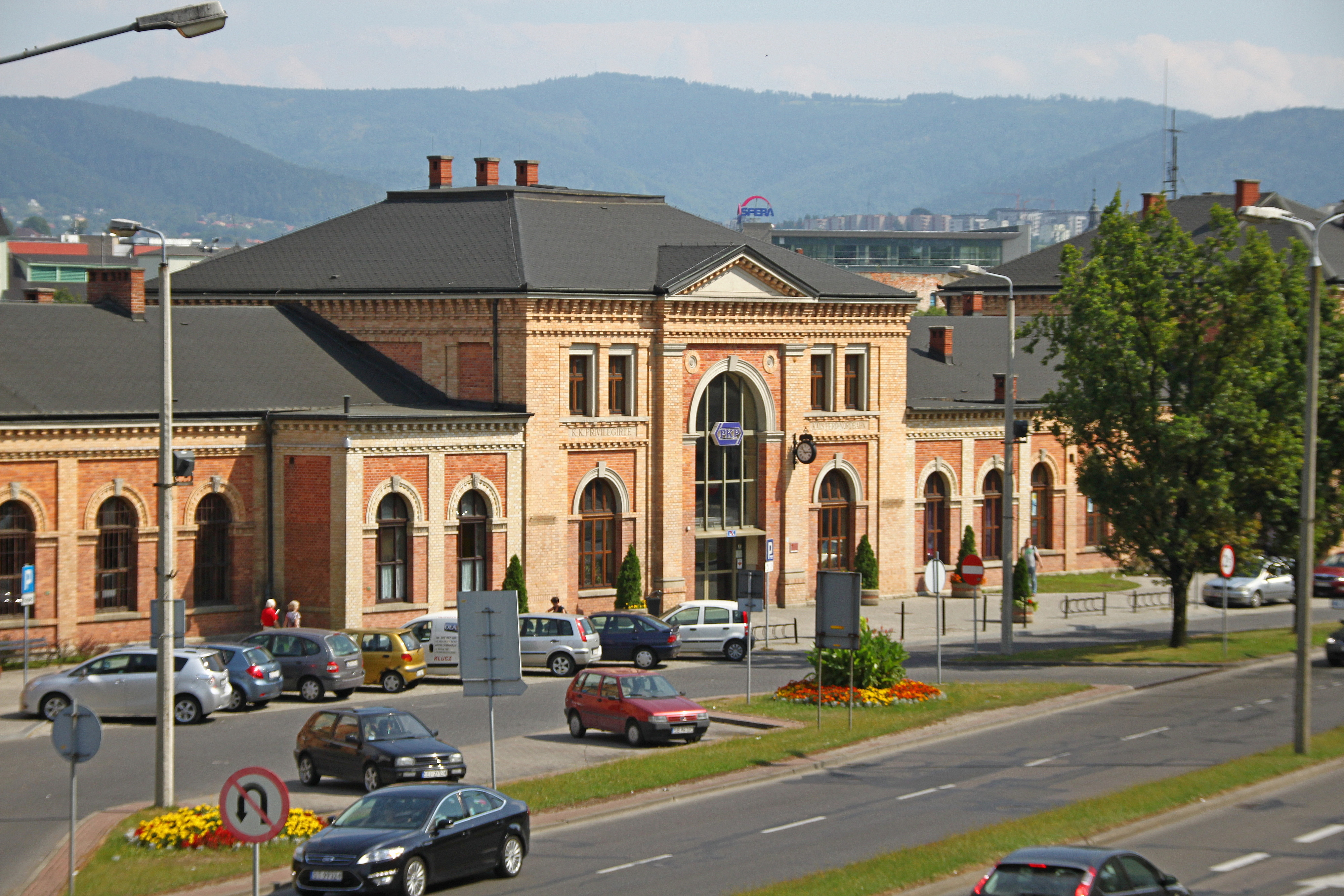
Dworzec Główny w Bielsku-Białej (1890, K. Korn): typowy XIX-wieczny dworzec austriacki

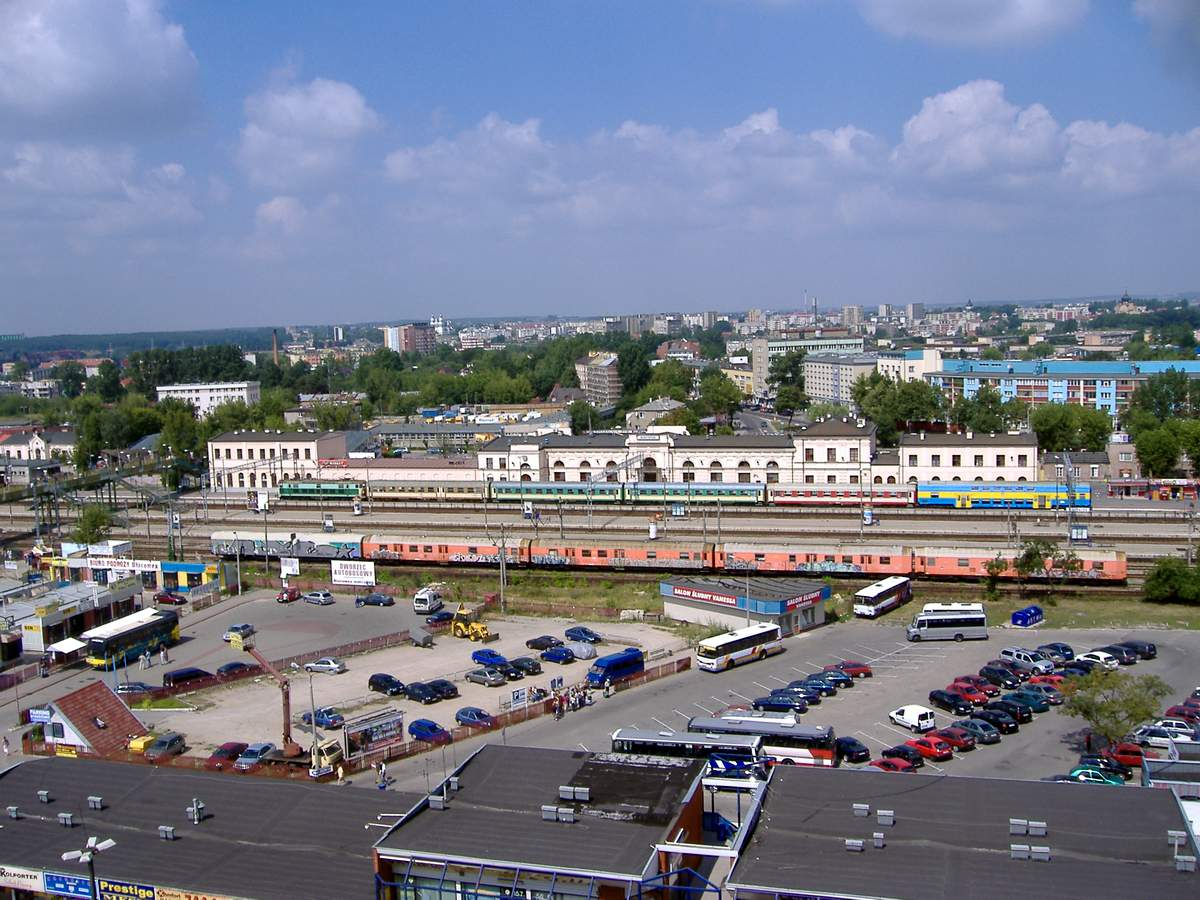
Dworzec Białystok: przykład oszczędnościowej budowy peronów – bez zadaszenia i bez powiązania ich z hallem recepcyjnym

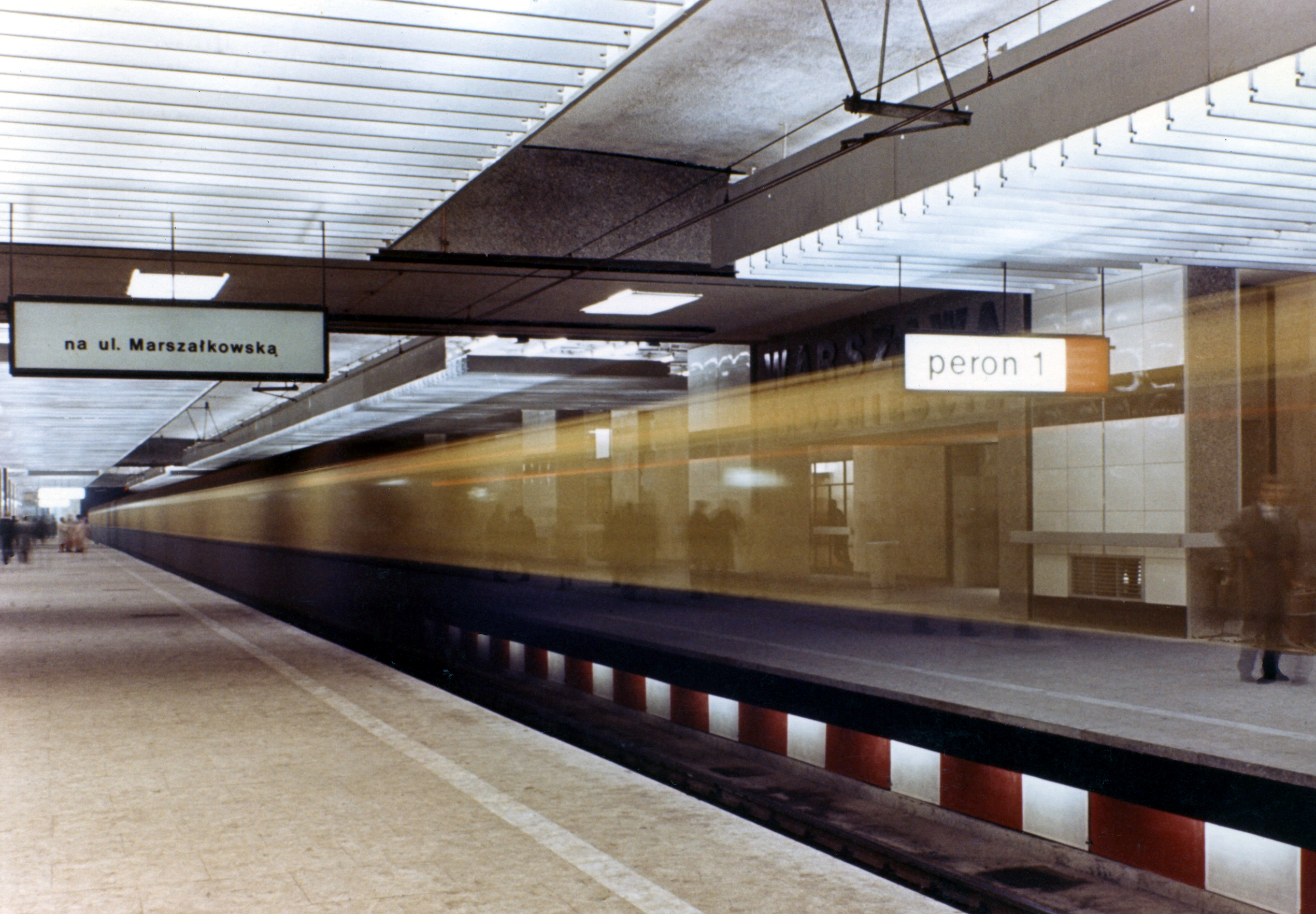
Nowo otwarty podziemny dworzec kolejowy Warszawa Śródmieście (1963)

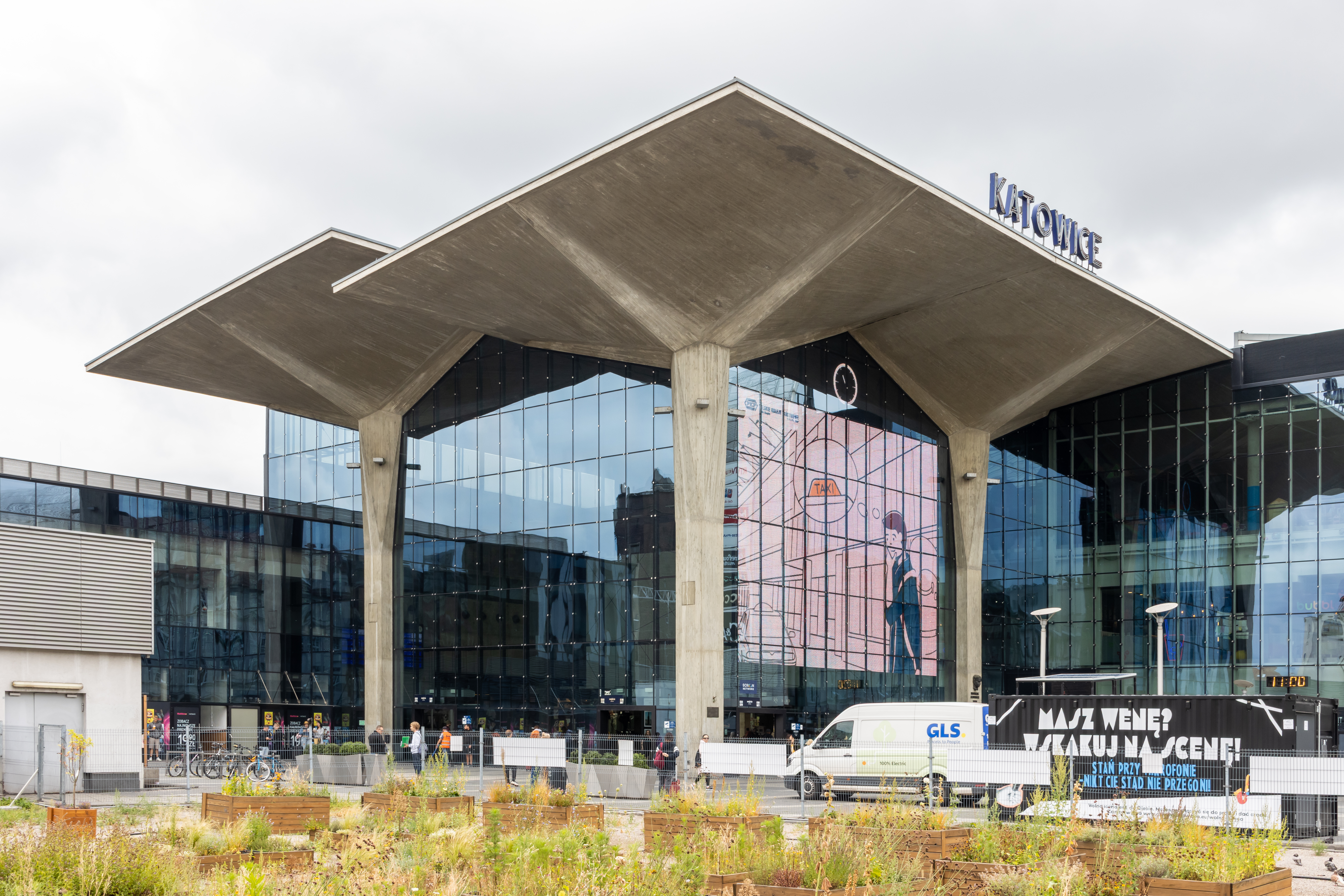
Dworzec Katowice (1972, W. Kłyszewski, J. Mokrzyński i E. Wierzbicki): jeden z modernistycznych (brutalistycznych) budynków dworcowych Europy

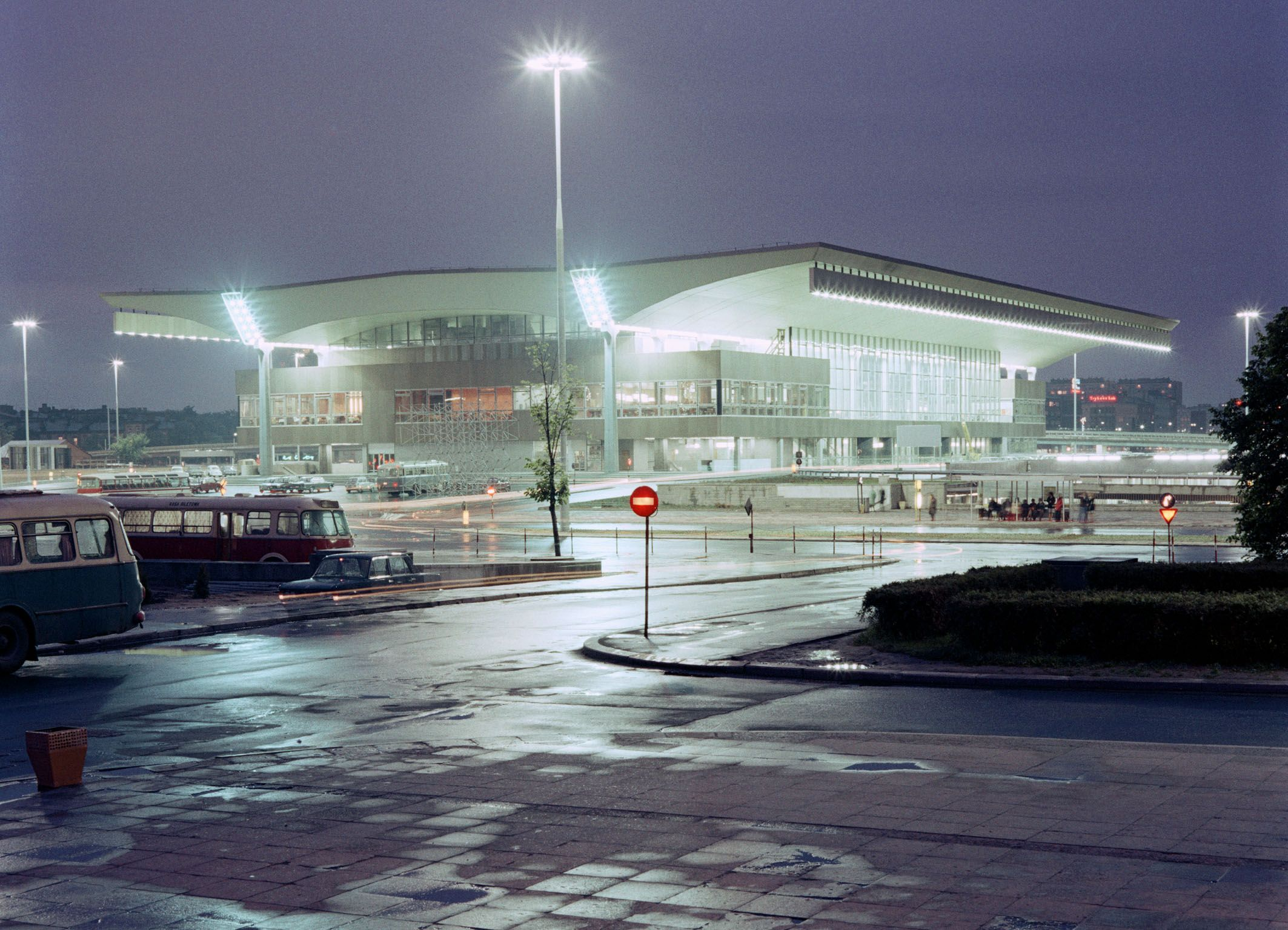
Dworzec Centralny w Warszawie (1975; A. Romanowicz): pionierska próba zastosowania symboliki dworcowej w modernistycznym budynku. Dworzec, w którym forma wynika z funkcji i który jest do dzisiaj dworcem o najbogatszym programie funkcjonalnym w Polsce. Każdy jego poziom został połączony licznymi schodami ruchomymi i windami a każdy peron został wyposażony w ogrzewane, przeszklone poczekalnie wyposażone w marmurowe ławki i telewizory. Według szwajcarskiej prasy: „Znakomita przestrzeń publiczna: hala główna dworca Warszawa Centralna w swoim pierwotnym kształcie”.

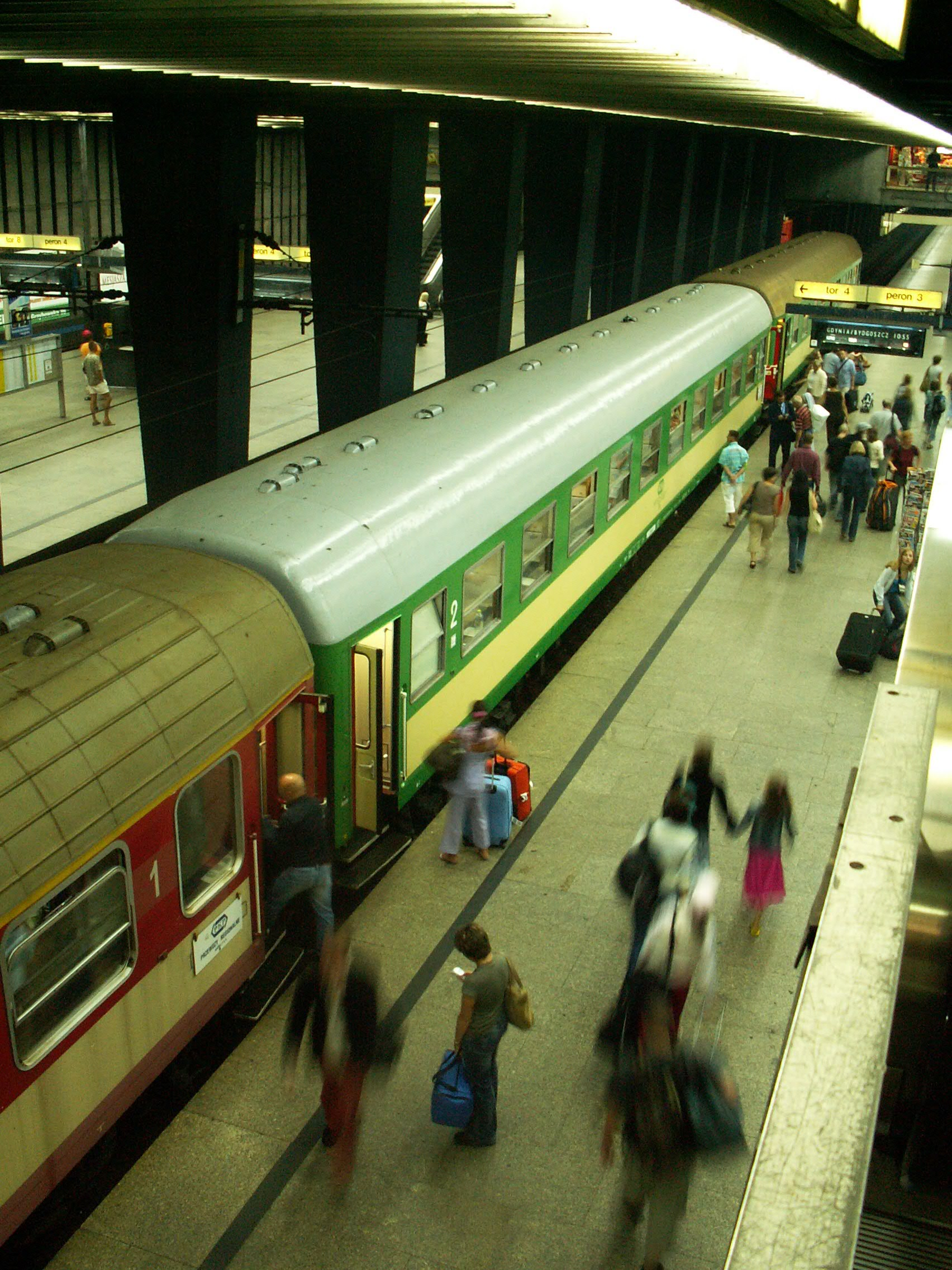
Hala peronowa dworca kolejowego Warszawa Centralna (1975)

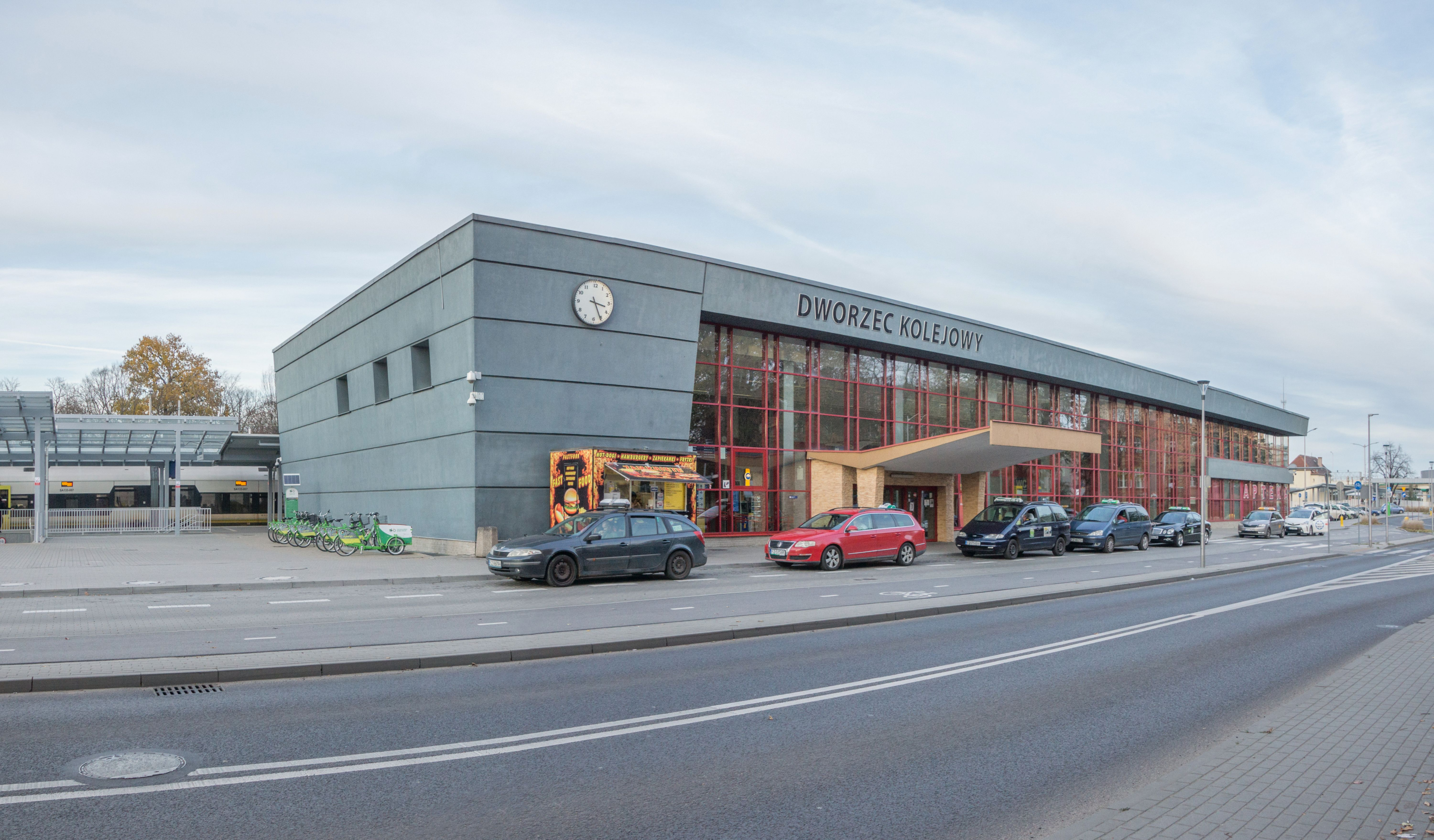
Dworzec Zielona Góra (1970) stanowił przykład oszczędnej formalnie, eleganckiej architektury modernistycznej, a po remoncie (2012) przypomina kontrowersyjny postmodernizm wczesnych lat 90. (ciężkie poziome okna zamiast smukłych pionowych, ekscentryczna i kiczowata kolorystyka zamiast czarno-białej, ciężki i gruby szary dach zamiast lekkiego dachu w kształcie zygzaka z przeszkleniami, które wpuszczały światło) a jedynym oryginalnym elementem z lat 70. jest zadaszenie nad wejściem.

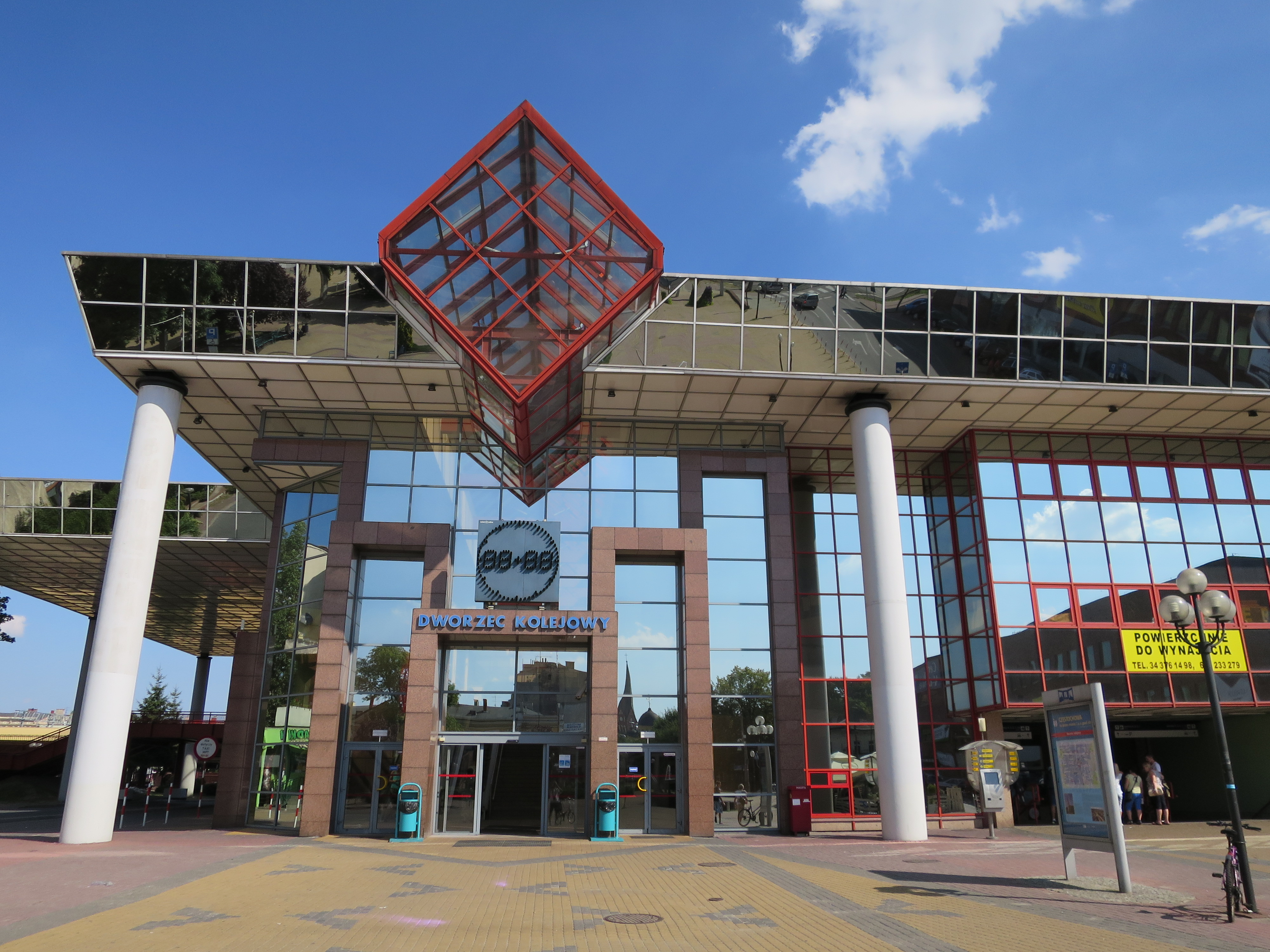
Dworzec Częstochowa (1996) – postmodernistyczny budynek dworcowy z abstrakcyjną formą zamiast zegara. Kontrowersyjna estetyka typowa dla lat 90.

Na znalezienie formuły architektonicznej dla dworca kolei żelaznej, która – jak kościół czy ratusz – byłaby łatwo rozpoznawalna w przestrzeni miasta potrzeba było kilkudziesięciu lat. Pierwsze budynki dworcowe nie miały ambicji operowania szczególnymi wyróżnikami funkcji, będąc w istocie wariacją na temat kamienicy lub biurowca. Trudno rozpoznać funkcję dworcową w budynku końcowej stacji kolei Liverpool & Manchester Rly. w Manchesterze, ale trudno też rozpoznać ją w obu pokazanych niżej dworcach wiedeńskich, mimo że nadano już im cechy budynku użyteczności publicznej. Często były one na tyle skromne, że głównym widocznym elementem dworca stawała się hala peronowa (np. pierwszy dworzec w Mannheim).
Warszawski neorenesansowy Dworzec Wiedeński (1846) stanowił jedną z wczesnych, nieco naiwnych prób demonstracji przeznaczenia obiektu: został ukształtowany tak, że mógł przypominać dwa sczepione tendrami parowozy. Budynek stanowił jednak „dzieło zamknięte” – żaden motyw architektoniczny nie wywoływał wrażenia przenikania się wielkich kubatur pomieszczeń wewnętrznych (których zresztą nie miał) z przestrzenią otaczających ulic.

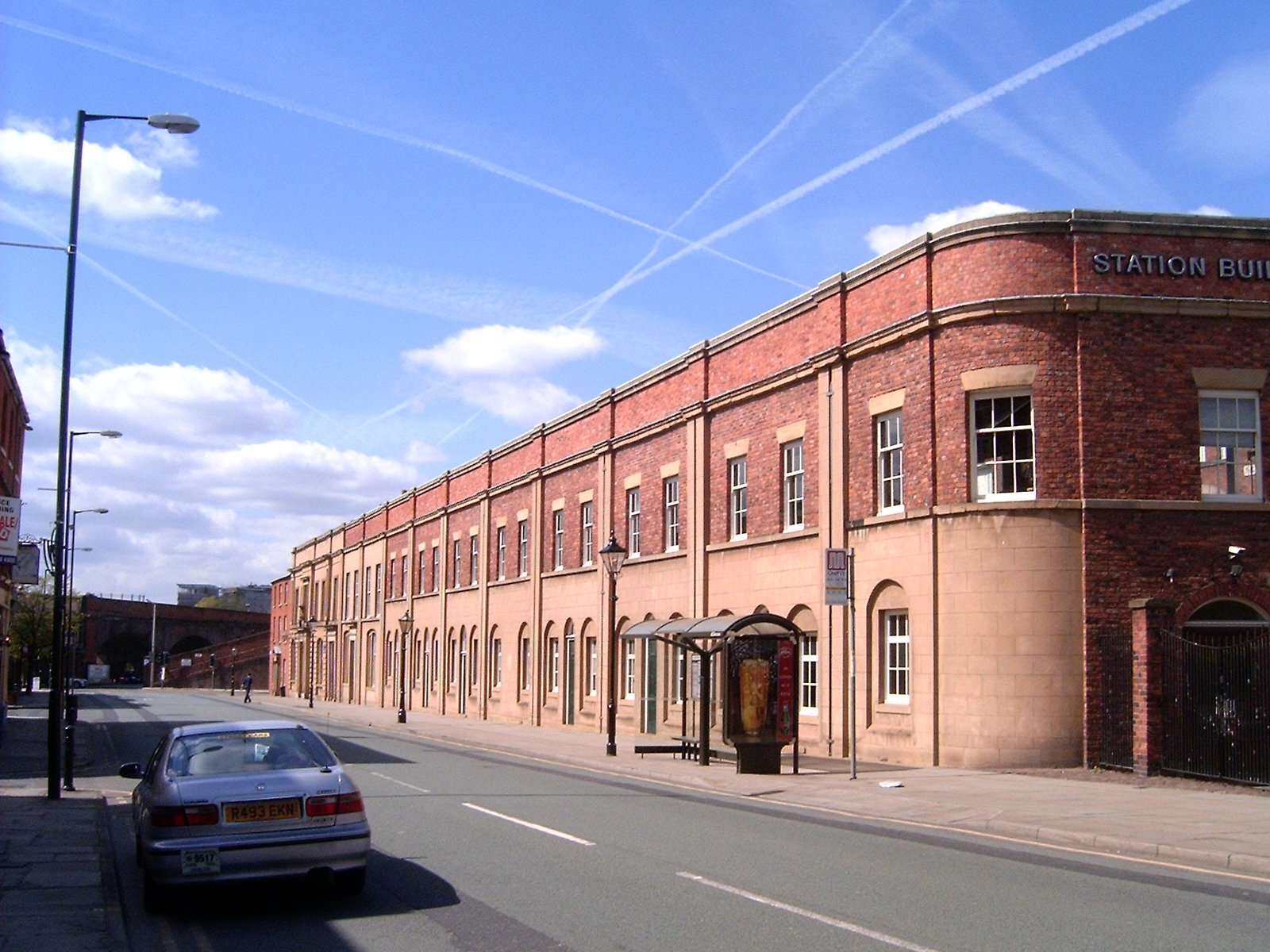
Manchester: dworzec Liverpool & Manchester Railway (1830)
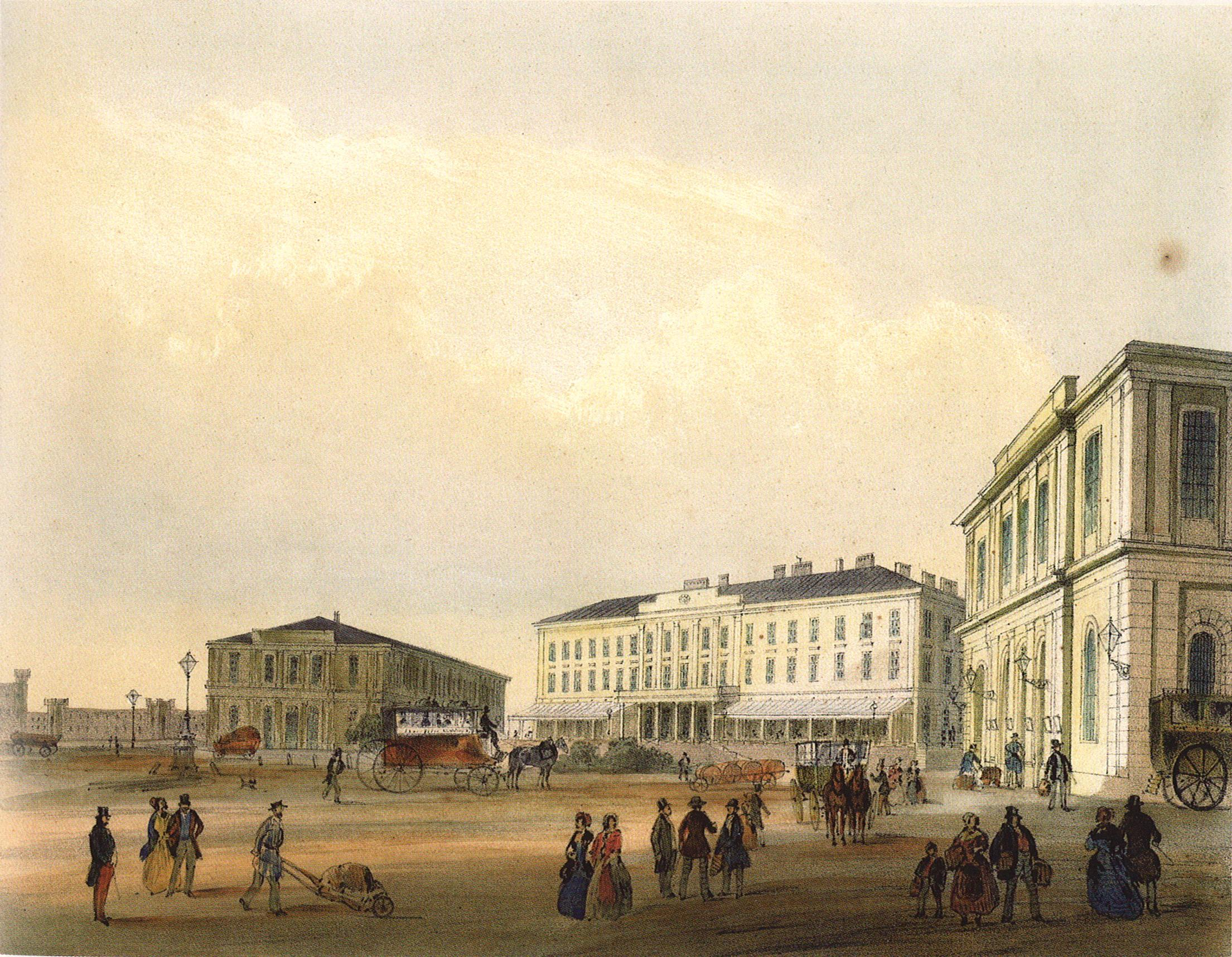
Wiedeń: bliźniacze dworce Staatsbahnhof (z lewej) i Gloggnitzer Bahnhof (z prawej) z pocz. l. 40. XIX w.
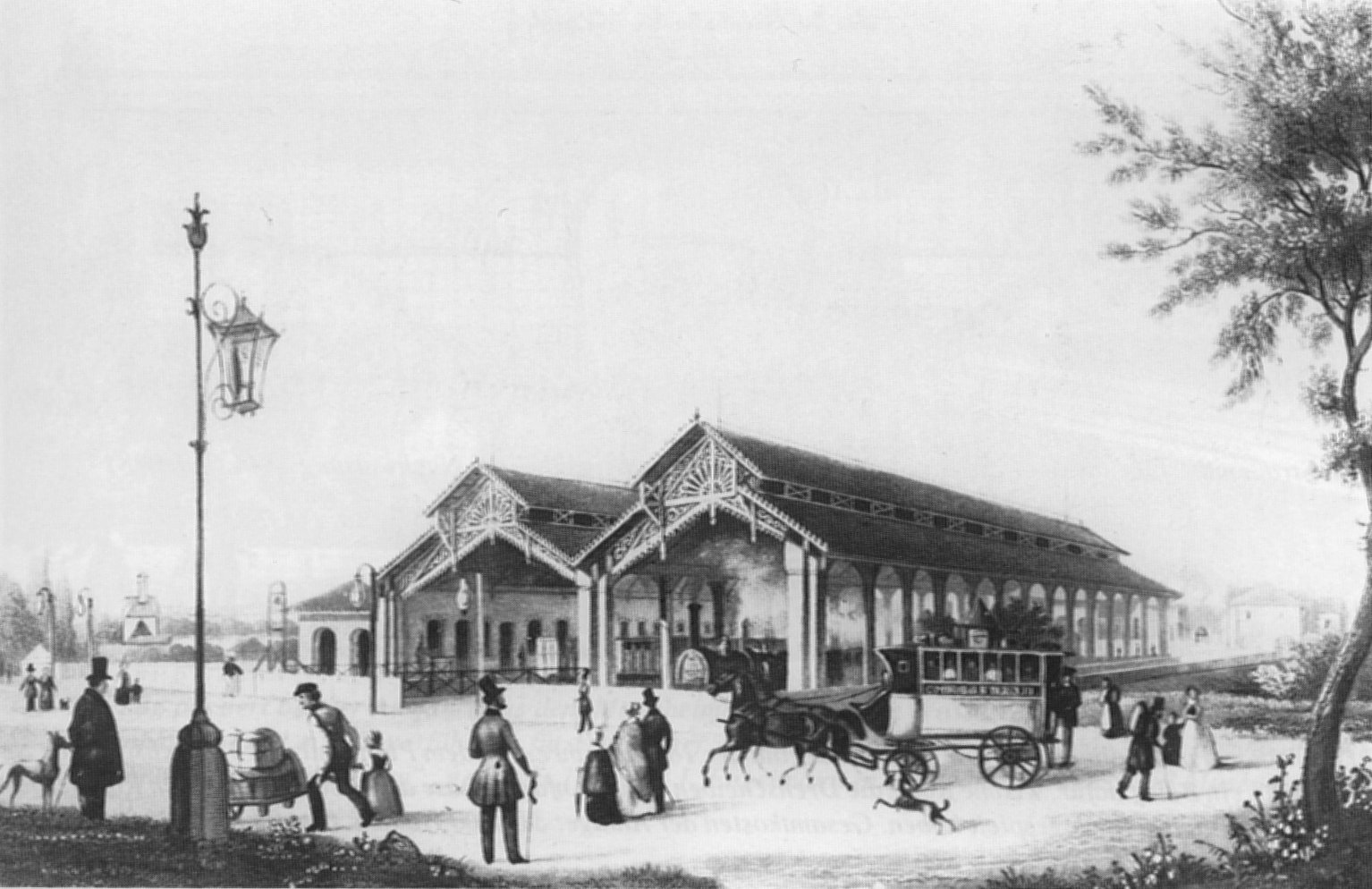
Mannheim: pierwszy dworzec z 1840 r.; budynek recepcyjny za halą peronową

Niektórym budynkom i zespołom dworcowym starano się jednak nadawać cechy reprezentacyjności. Początkowo sięgano do tradycyjnych symboli architektonicznych, związanych głównie z formą „bramy”, takich jak portyk, łuk triumfalny lub propyleje. Żaden z nich jednak (może z wyjątkiem łuku triumfalnego) nie okazał się szczególnie odpowiedni do wyrażenia specyfiki funkcji dworcowej.

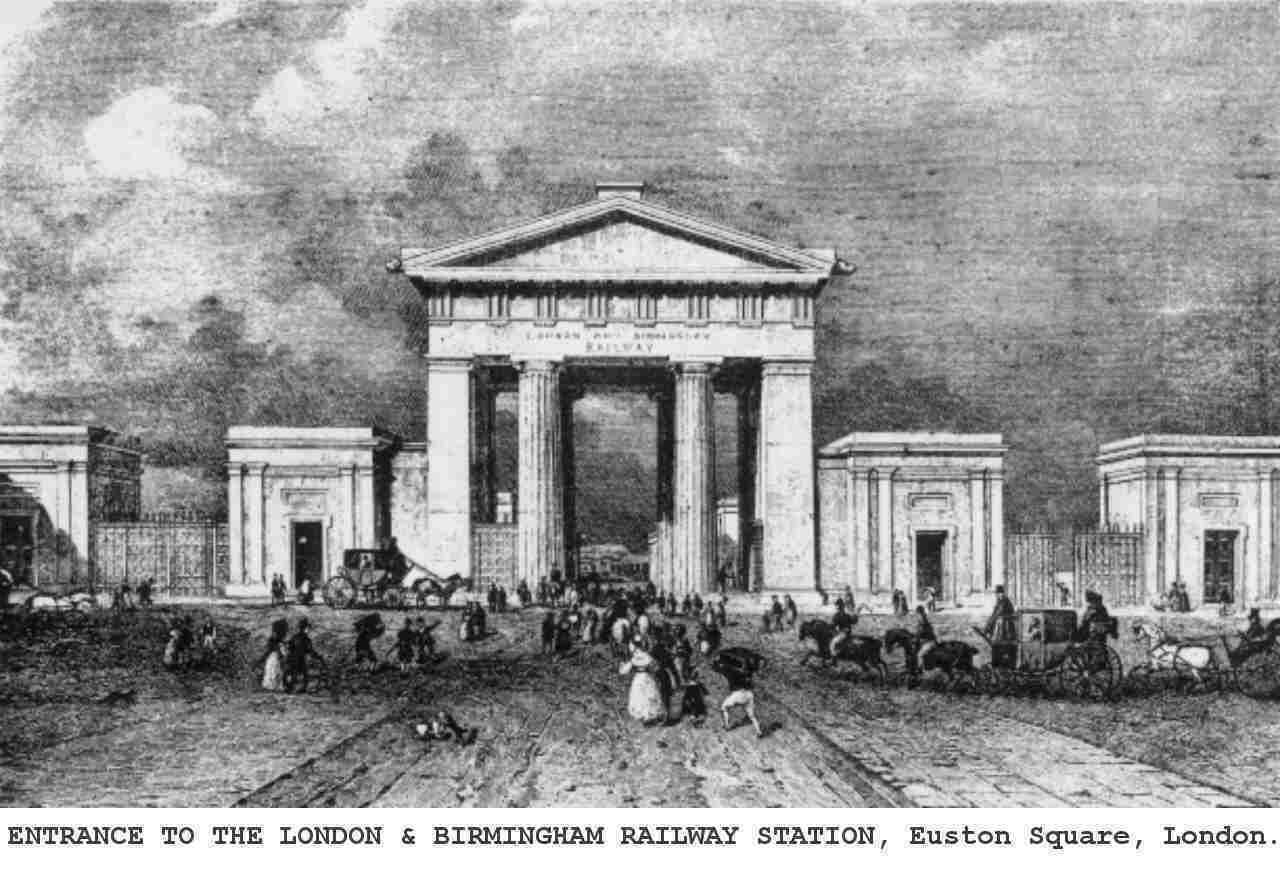
Dworzec Euston w Londynie (1838): motyw propylejów jako wolnostojącej bramy na plac dworcowy
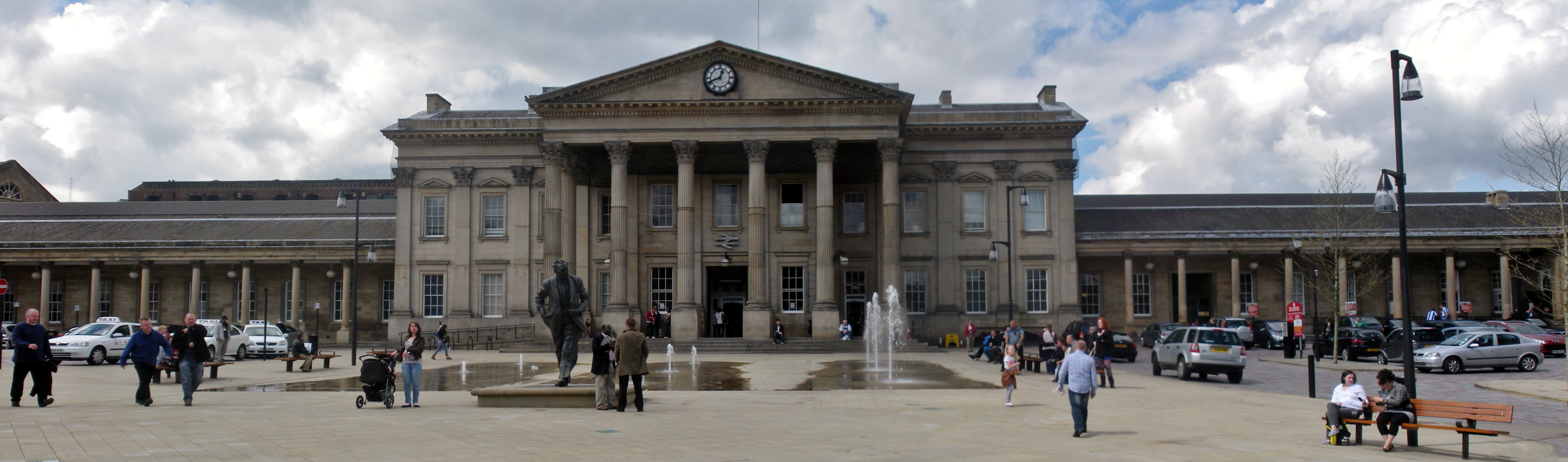
Dworzec Huddersfield (Yorks., Anglia; 1850): palladiański klasycyzm z portykiem
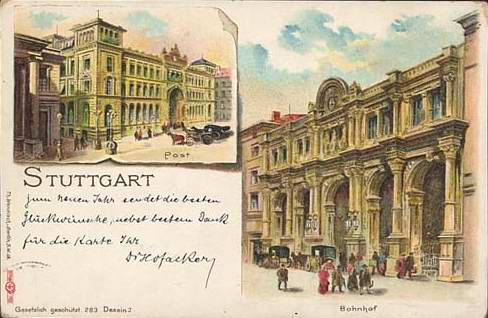
Central-Bahnhof w Stuttgarcie (1868; po prawej): trawestacja motywu łuku triumfalnego

Jednym z wczesnych pomysłów na formę budynku dworca było zaakcentowanie wiaty podjazdu i powiększenie jej do skali dominującego elementu fasady. Motyw ten występuje już w budynku dworca Newcastle Central (1850, fot.), później chętnie stosowano go w innych dworcach brytyjskich. Stał się on też w XX w. motywem ukształtowania fasady wielkiego dworca Milano Centrale.
Dworce brytyjskie, na których – dzięki gęstemu ruchowi pociągów – wymiana pasażerów następowała szybko, nie musiały mieć dużych budynków recepcyjnych. Ich rolę do pewnego stopnia pełnią gmachy hoteli kolejowych (czasem także biur zarządów kolejowych). Budowle te nie zdradzają jednak wielu cech „dworcowych”. Jedyną z cech, które mają, może być właśnie wiata nad podjazdem, zwykle wykonana z żelaza (np. część dworca London Victoria dawnej kolei LBSCR).
Dwa pierwsze z podanych niżej przykładów użycia podcienia (wiaty) to budynki na dworcach przelotowych. W ich wypadku nie tylko podcień akcentuje ich publiczną funkcję, ale także rozłożyste, symetryczne ukształtowanie kompleksu.

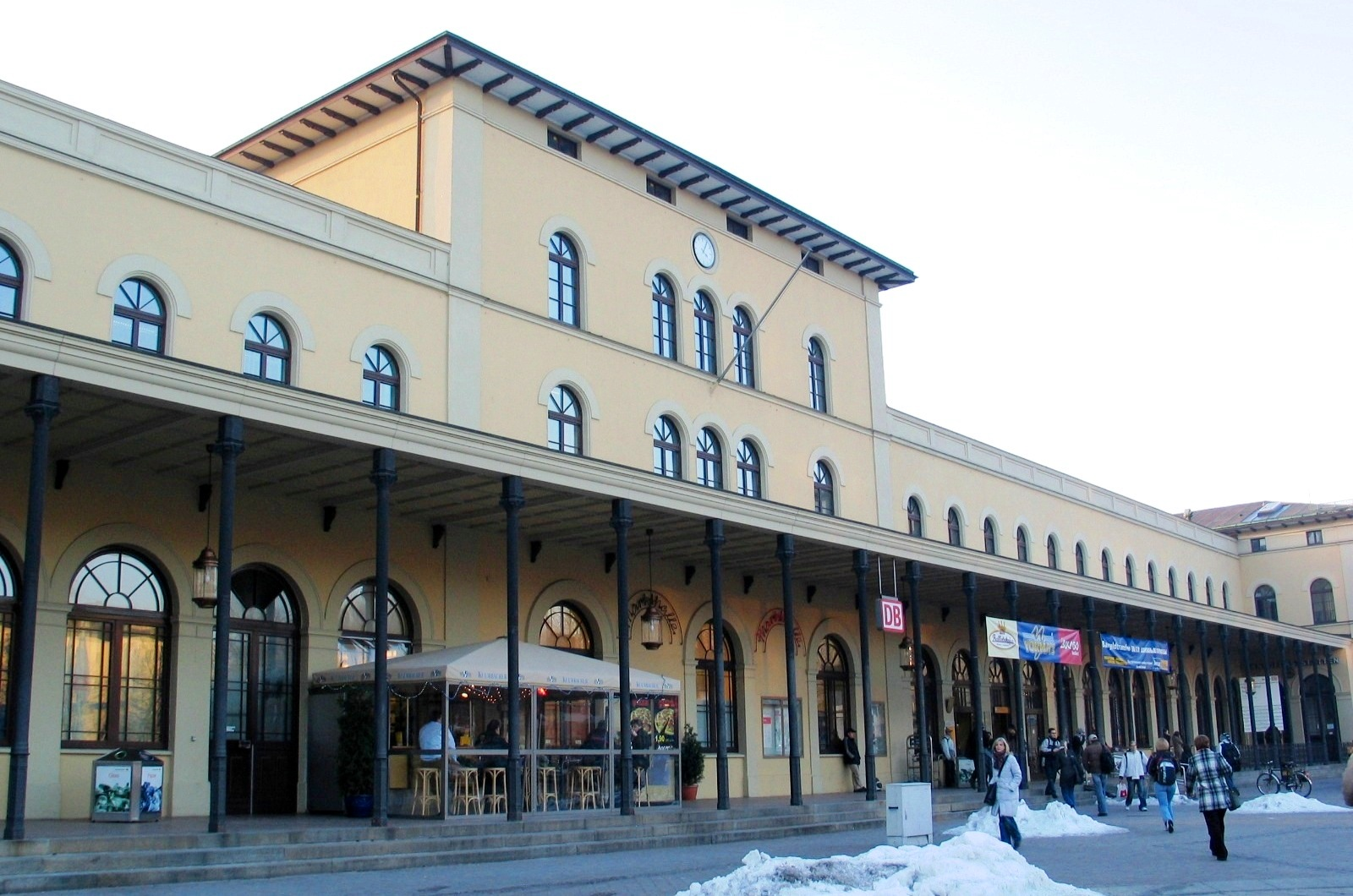
Augsburg Hauptbahnhof (1843): podcień żelazny w jednym z najstarszych zachowanych budynków dworcowych w Niemczech
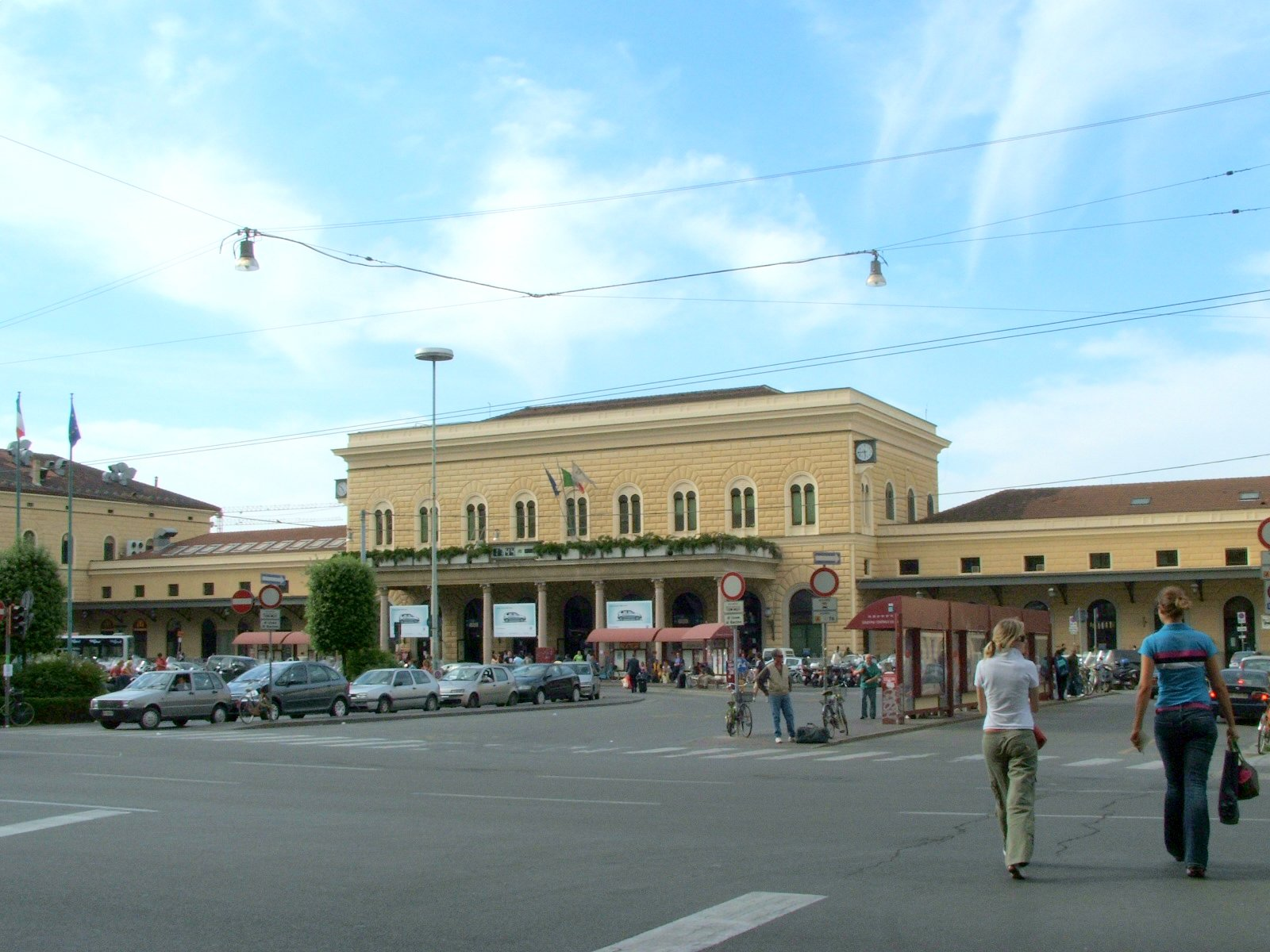
Bologna Centrale (1873): podcień kolumnowy dostawiony do „florenckiego” pałacu
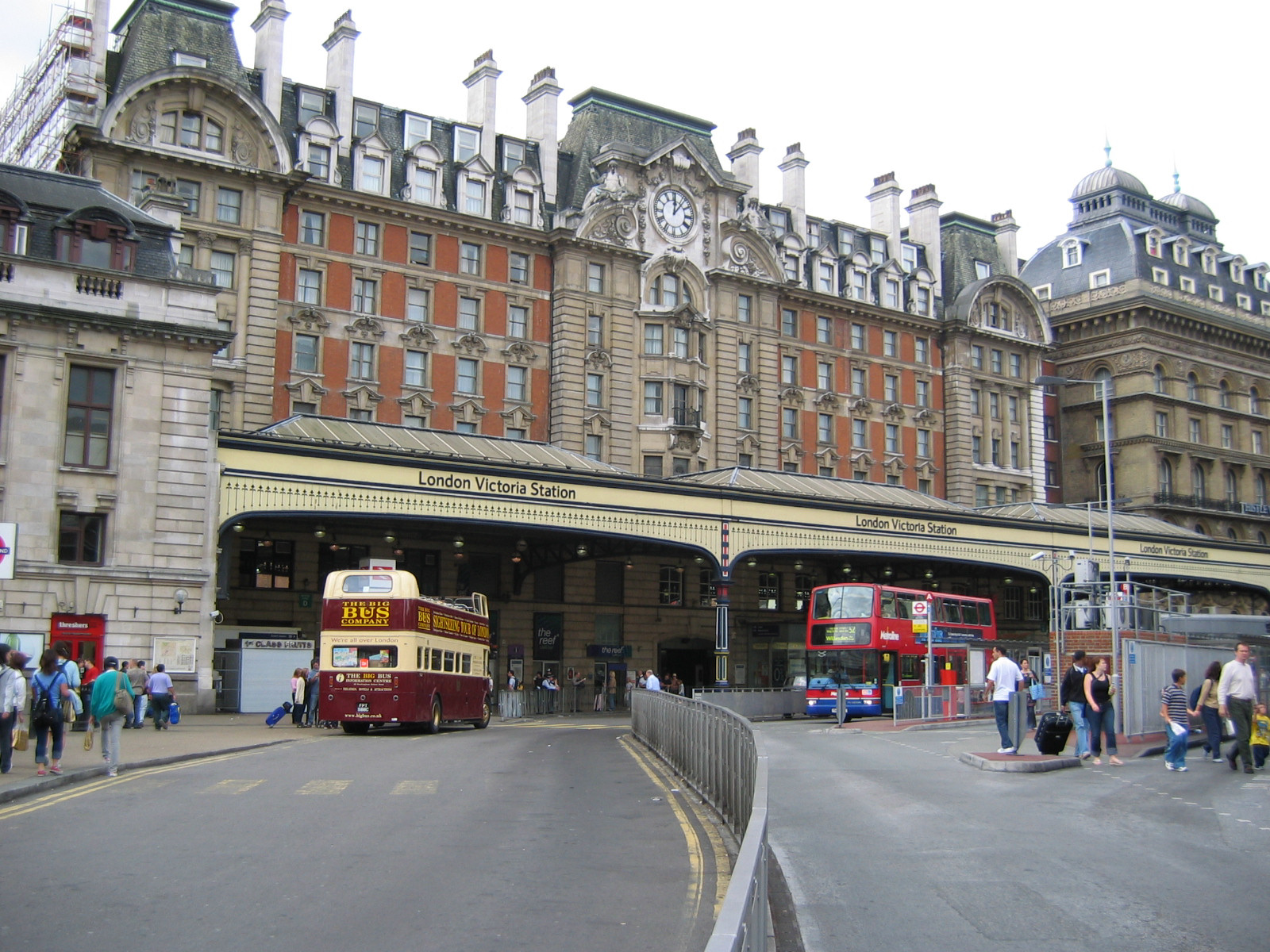
London Victoria (d. strona LBSCR): podcień-wiata dostawiony do gmachu hotelu dworcowego z 1860 r.

Spośród atrybutów dworca, trudno o bardziej odpowiedni od zegara. Umieszczano go nie tylko we wnętrzu, ale również jako charakterystyczny element fasady budynku recepcyjnego. Skromna (ale elegancka) fasada dworca w Bari spośród elementów determinujących funkcję ma podcień i arkadowy parter oraz właśnie zegar umieszczony na osi w dekoracyjnym kartuszu. Fasada galicyjskiego dworca w Przemyślu (p. galeria z prawej), późniejsza o około 10 lat, uzyskała podobny kartuszowy zegar – ale dodatkowo jeszcze wyraźnie akcentuje dużą kubaturę hallu recepcyjnego, ujętego w środkowym ryzalicie, doświetlonym dużymi oknami.
W krajach, gdzie istniała tradycja architektoniczna bardziej swobodna od klasycznej, dość szybko zaczęto używać motywu wieży zegarowej, przejętego z ratusza albo kościoła. Służyła ona zresztą niekiedy celom bardziej utylitarnym – niektóre były też wieżami ciśnień. Wieża zegarowa, stała się szczególnie popularna na przełomie wieków. Wraz z zadaszonym podjazdem może stanowić jednak charakterystyczny wyróżnik budynku dworcowego. W Polsce dobrym przykładem użycia wieży zegarowej, wzorowanej na ratuszu Głównego Miasta, jest dworzec Gdańsk Główny (p. galeria z prawej).

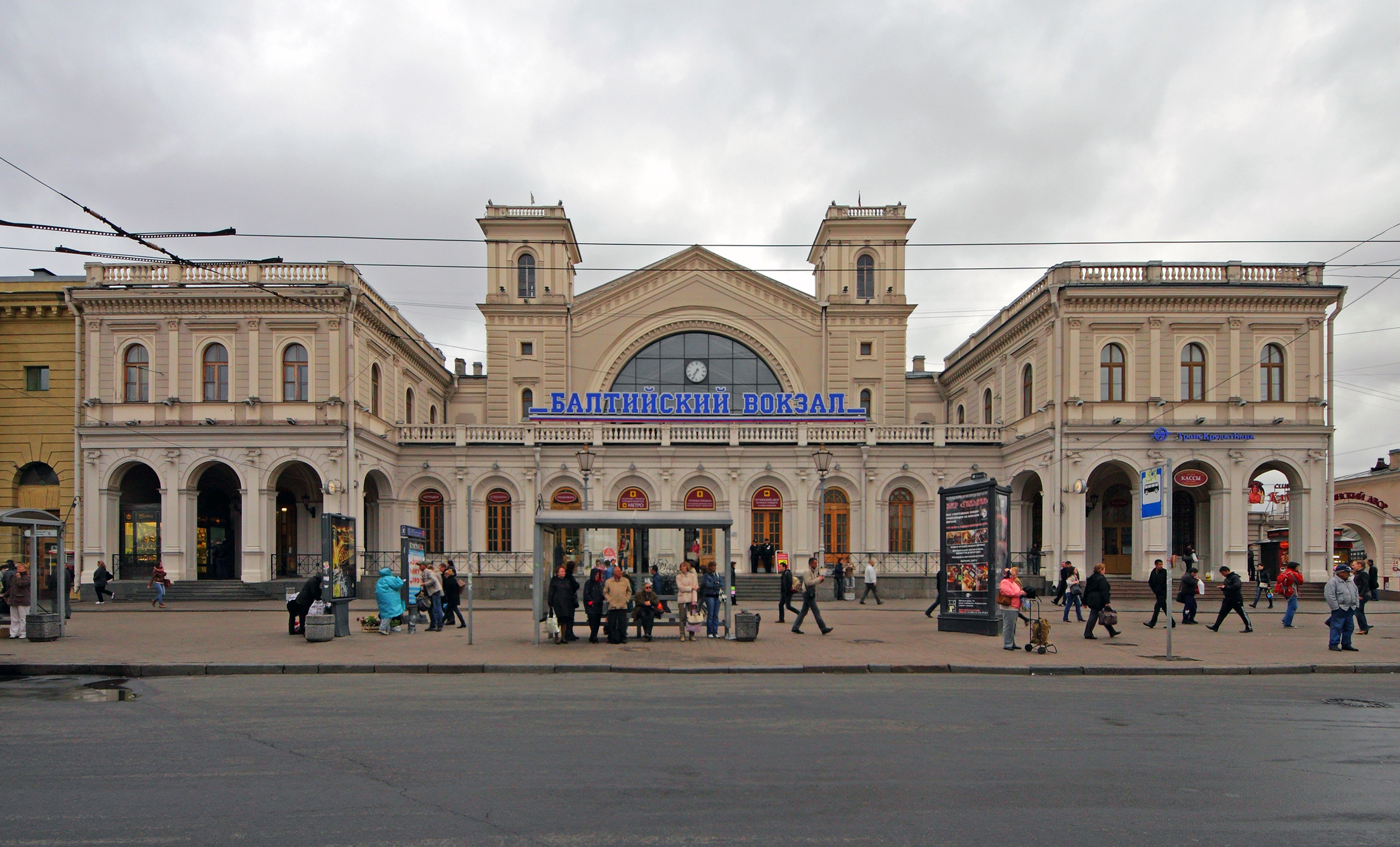
Petersburg, Bałtijskij wokzał (1857): jedna z kopii paryskiego Gare de l’Est
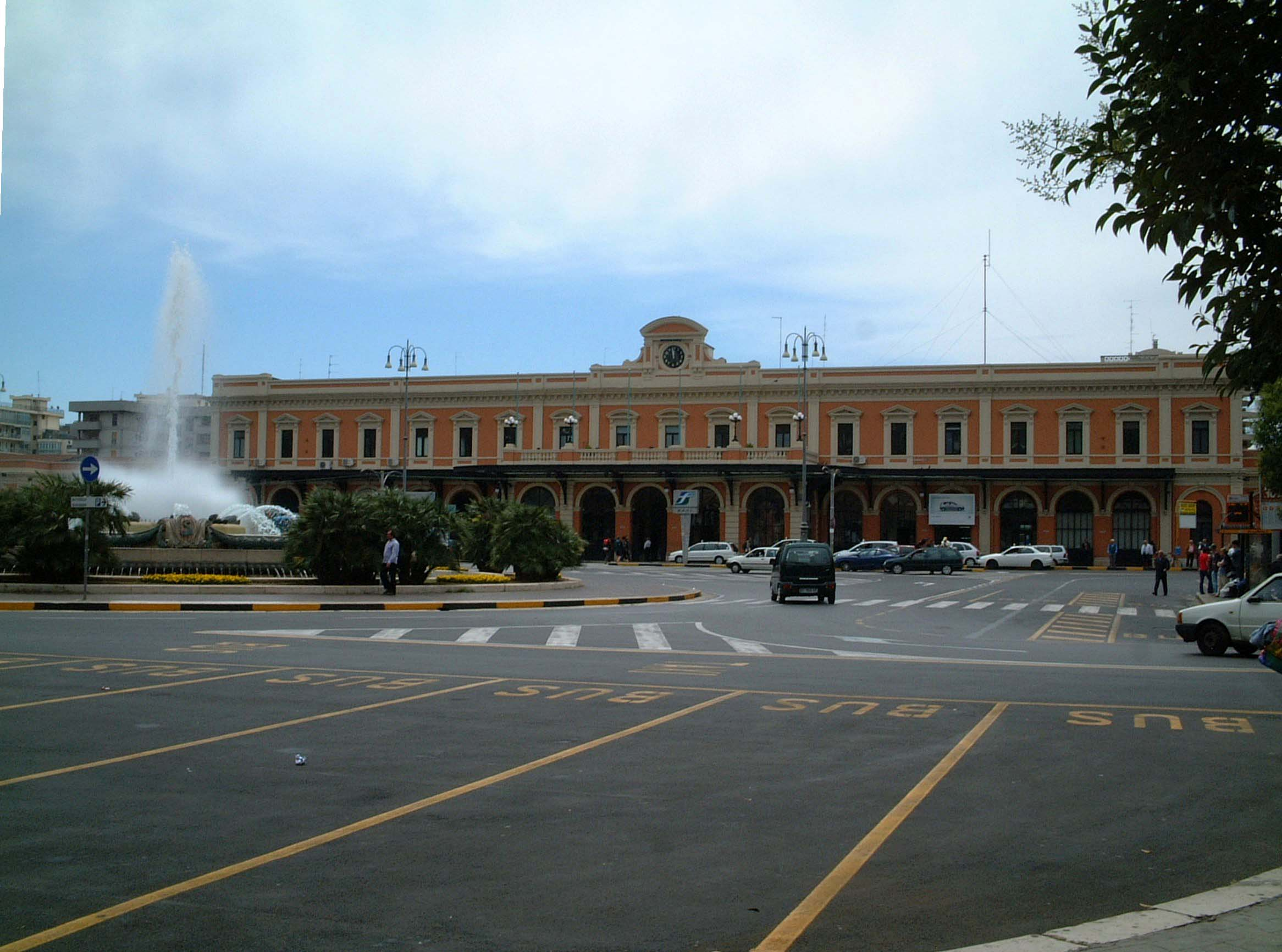
Dworzec Bari (1874)
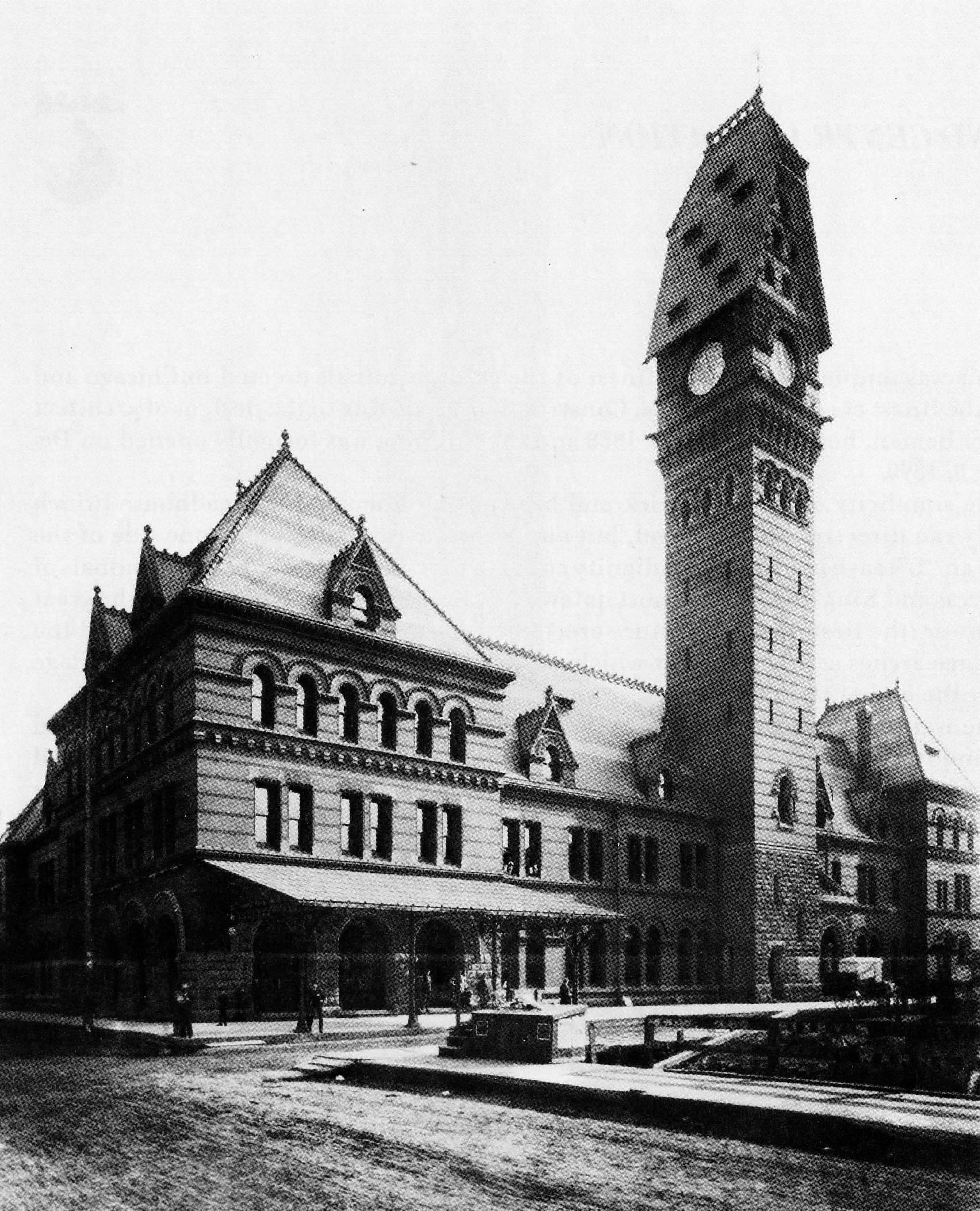
Chicago Dearborn (inaczej Polk St; 1883): jedna z najsmuklejszych wież dworcowych jako centrum kompozycji
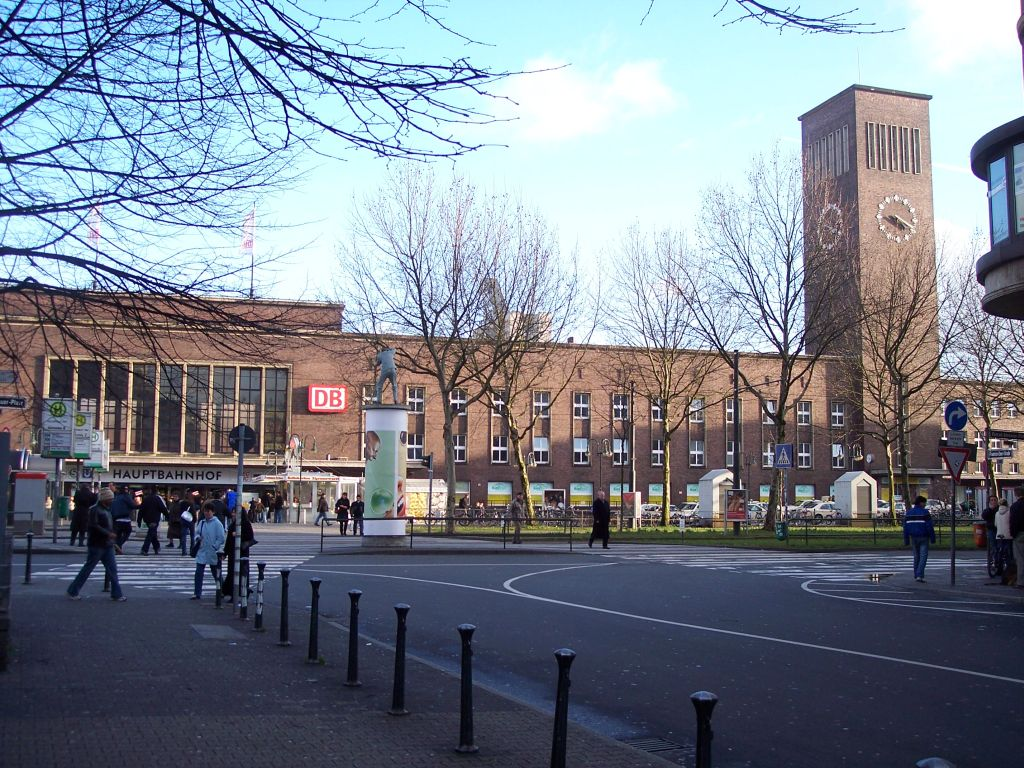
Düsseldorf Hauptbahnhof (1932): wieża zegarowa w surowym stylu „Neue Sachlichkeit”

### Dojrzałość
Zarówno dwa ostatnie przykłady z powyższej galerii, jak i dworzec w Gdańsku, ilustrują cechę budynku recepcyjnego charakterystyczną dla dojrzałej architektury dworcowej. Jest to ekspozycja w elewacji i bryle wielkiej kubatury, którą miały zarówno hala peronowa, jak i – coraz częściej – hall recepcyjny. Istnieje wiele przykładów, w których osiągnięte w ten sposób przenikanie się przestrzeni wewnętrznych i zewnętrznych jest wiodącym motywem identyfikującym funkcję dworcową.
Cecha ta ujawniła się najwcześniej na dworcach czołowych, w których doszło do zaakcentowania szczytu hali peronowej. Rozwiązaniem pionierskim był paryski Gare de Strasbourg (później zwany Gare de l’Est) z 1849 r. Mając przewagę nad współczesnym mu pierwszym stałym dworcem w Monachium (operował bowiem bardziej uniwersalnymi formami włoskiego renesansu zamiast neoromanizmu), stał się wzorcem chętnie powtarzanym. Podobnie atrakcyjnym modelem był później berliński Lehrter Bahnhof, otwarty w 1871 r., w którym zastosowano od czoła motyw łuku triumfalnego (wzorzec powtórzono m.in. na dworcu Budapest Keleti).
W późniejszym stadium rozwoju wykorzystywano halle recepcyjne (kasowe). Na czołowym dworcu Paris-Nord przedłużono wnętrze hali peronowej aż do linii fasady. W Bremie i Roubaix stworzono hall recepcyjny zajmujący całą wysokość budynku – i odpowiednio go zaakcentowano w elewacji dworca. Obiekty w poniższej galerii są ponadto przykładami, w których udało się osiągnąć dużą spójność formy między budynkiem recepcyjnym i halą peronową. Dychotomia między przekryciem peronów i budynkiem recepcyjnym stanowi problem, z którym architektura dworcowa radziła sobie nie bez trudności.

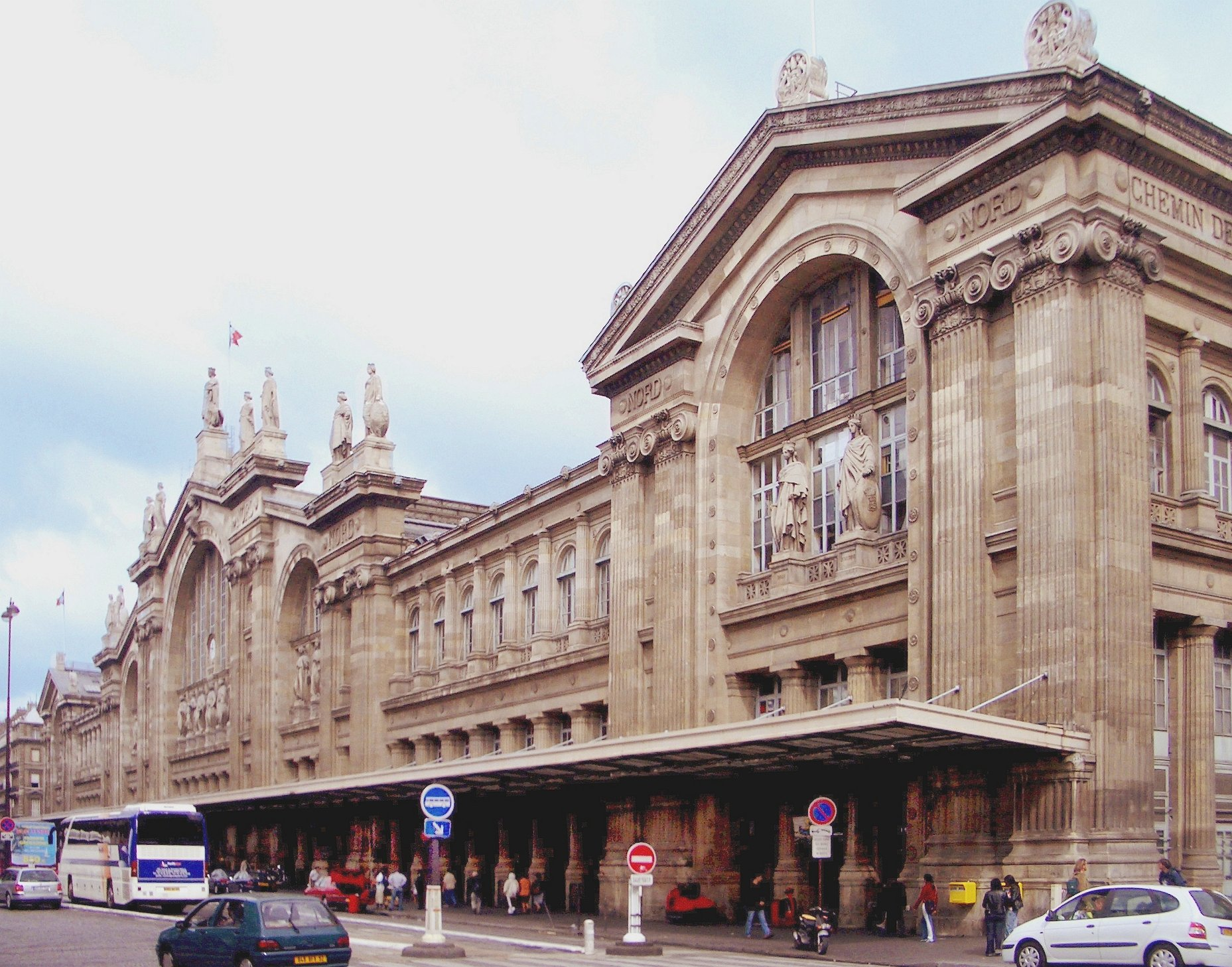
Paris-Nord (1861): wielka kompozycja w stylu klasycyzującego baroku, akcentująca na osi główną halę peronową
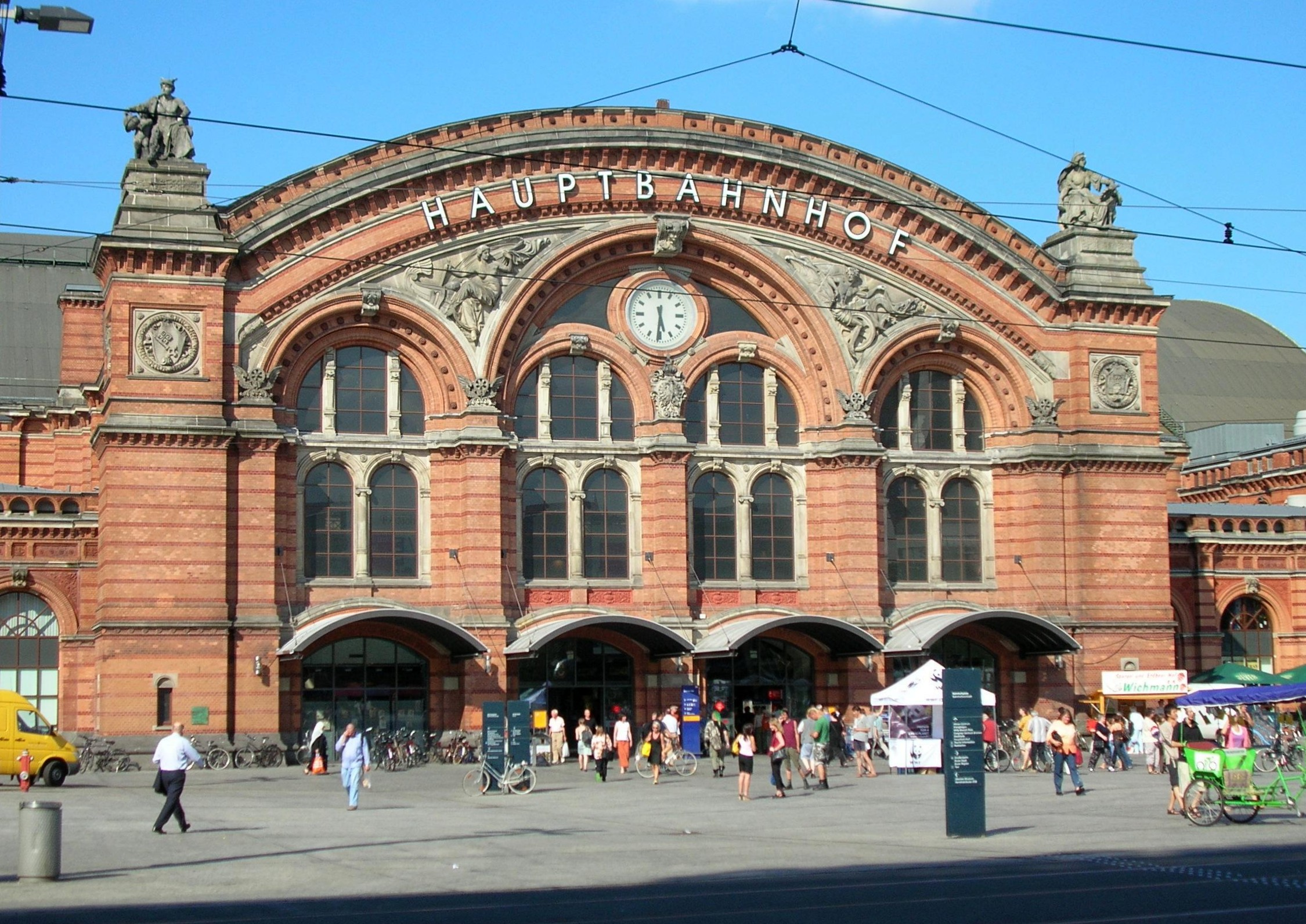
Bremen Hauptbahnhof (1885): kompozycja neoromańska, akcentująca hall recepcyjny
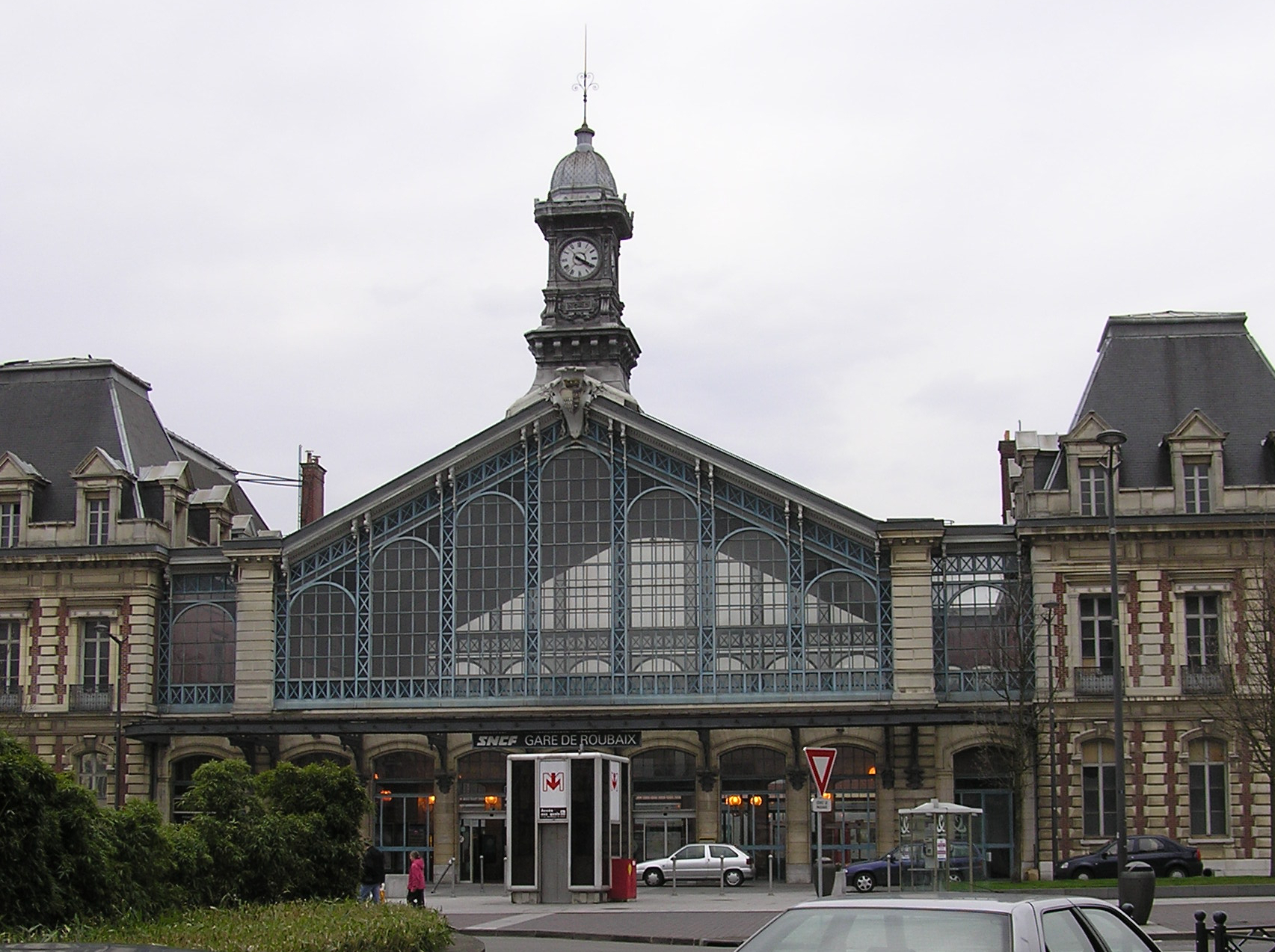
Roubaix (1887): hall recepcyjny jako konstrukcja z żelaza i szkła (transpozycja hali peronowej)

Interesujące, że brytyjska architektura dworcowa właściwie odrzuciła tę drogę rozwoju: budowle, które odpowiadają trendom europejskim są bardzo nieliczne. Jeden z ważnych dworców Imperium, Victoria Terminus w Bombaju (obecny Chhatrapati Shivaji Terminus) tworzy bardzo okazały budynek neogotycki, zwieńczony kopułą, który z trudem kojarzy się z architekturą kolejową. Pozostaje on też zupełnie autonomiczny w stosunku do dużej hali peronowej, zlokalizowanej z boku.
Rosnąca wielkość ruchu kolejowego skłaniała do budowy dworców o coraz większej skali. Coraz większe dworce zaspokajały też ambicje miast, zarządów kolejowych i państw, których koleje miały kształtować odpowiedni image kraju. Na przełomie wieków można już mówić o pewnej gigantomanii, przejawiającej się w celowym użyciu form architektonicznych dających rozległe i wysokie przestrzenie, ewokujących też bez mała skojarzenia z wielką architekturą imperialnego Rzymu. Architekci budujący wiele amerykańskich Union Stations celowo nawiązywali do antycznych łaźni (np. dworce nowojorskie, Union Station w Chicago). W Europie jednym z najlepszych przykładów kolejowej megalomanii jest dworzec Milano Centrale.

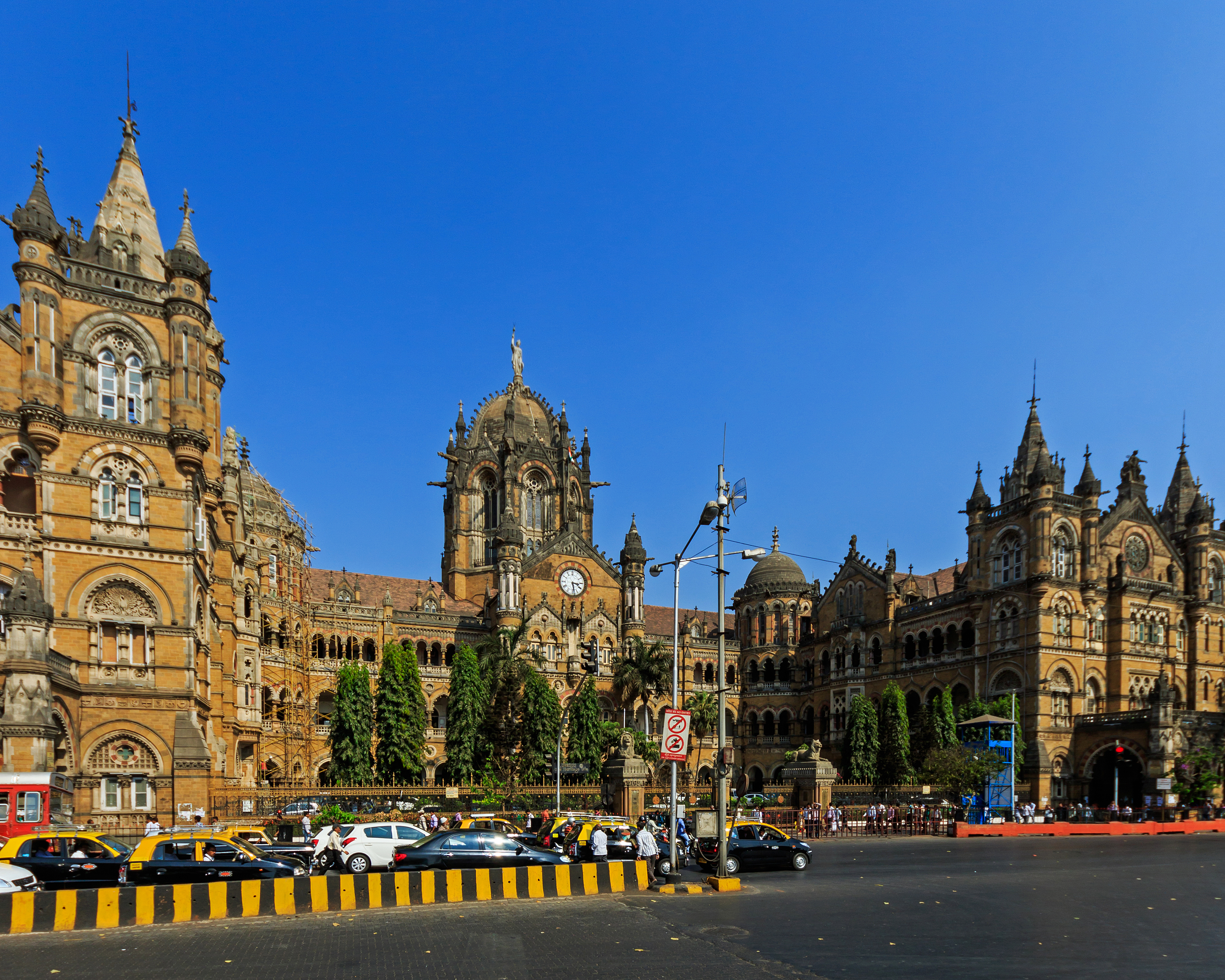
Bombaj, Victoria Terminus (1894; obecnie Chhatrapati Shivaji Terminus)
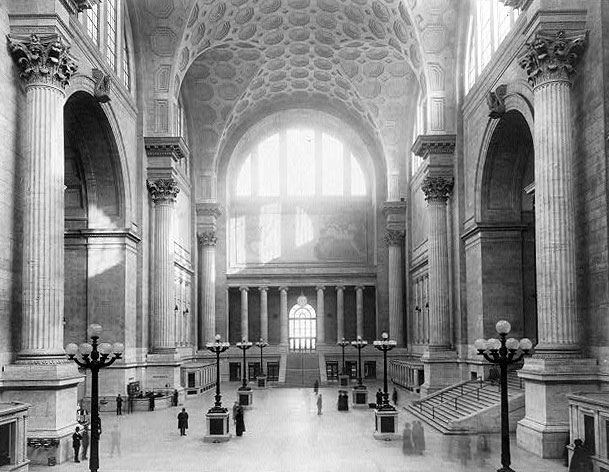
New York Pennsylvania Station (1908) – hall wejściowy (nie istnieje, zburzony 1968)
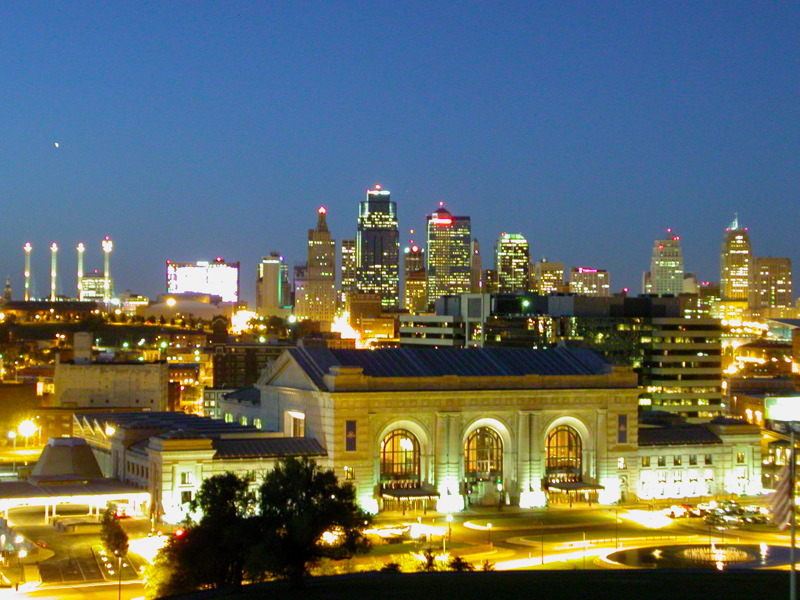
Kansas City Union (1914), zachowany dla nowych funkcji

Nie stroniła też od rozwiązań megalomańskich stalinowska architektura dworców ZSRR, która musiała spełnić założenia „socrealizmu”. W tym okresie tkwiła ona w formach historyzujących, nie przyjmując trendów modernizmu. Wieża zegarowa, przekształcona w iglicę zwieńczoną czerwoną gwiazdą, stanowi zapewne najbardziej charakterystyczny motyw większych dworców sowieckich. Dekoracji zewnętrznej nieraz próbowano nadać tradycyjne formy narodowe, sięgając do rosyjskiego renesansu. Dworzec w Charkowie prezentuje jednak eklektyczne powiązanie jej z motywami klasycyzmu i baroku. Epokę zamyka Dworzec Fiński w Petersburgu (ukończony 1960), będący mieszaniną socrealizmu i modernizmu. W Polsce architekturę socrealistyczną reprezentuje m.in. istniejący dworzec Gdynia Główna.

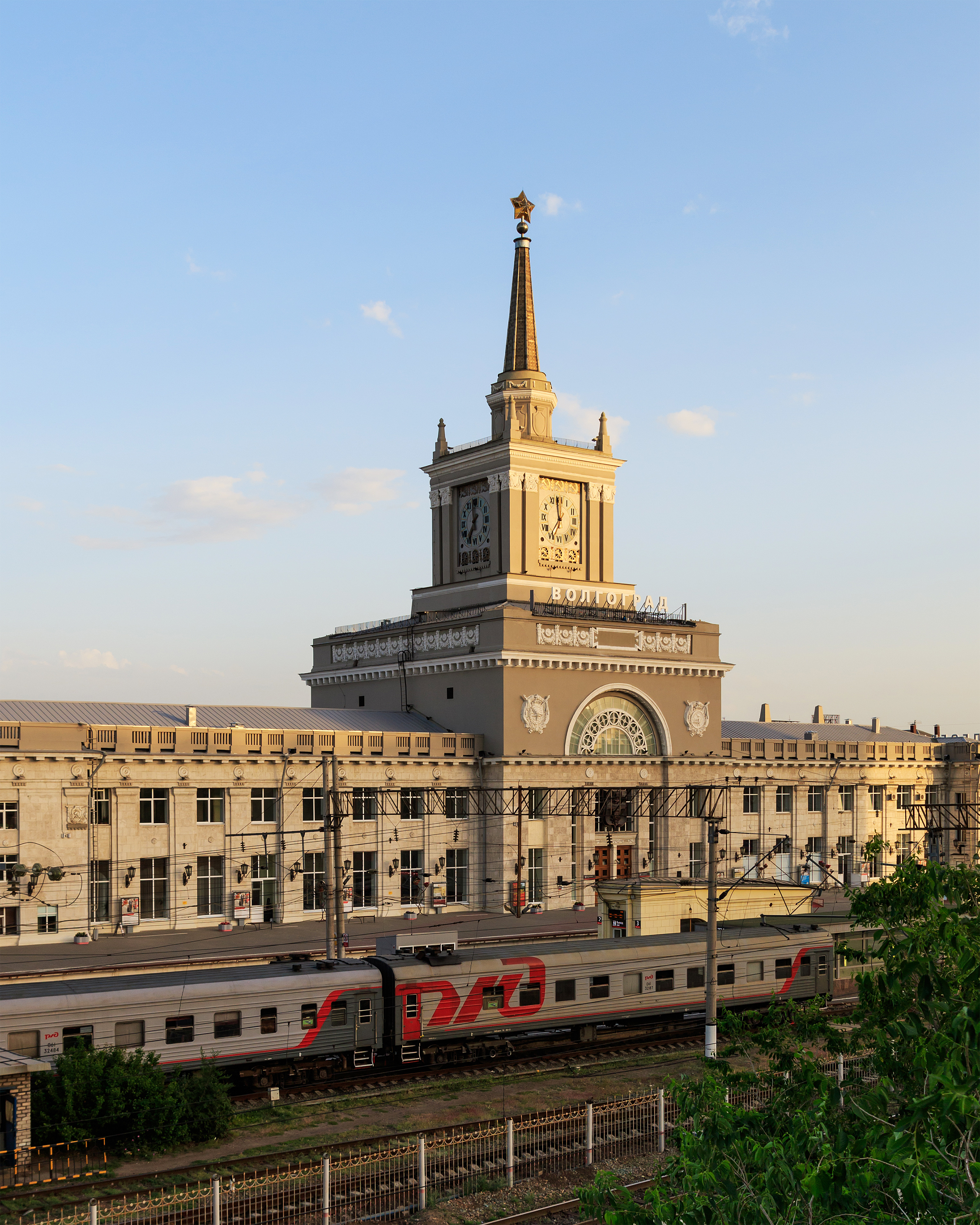
Dworzec w Wołgogradzie (wcześniej Stalingrad)
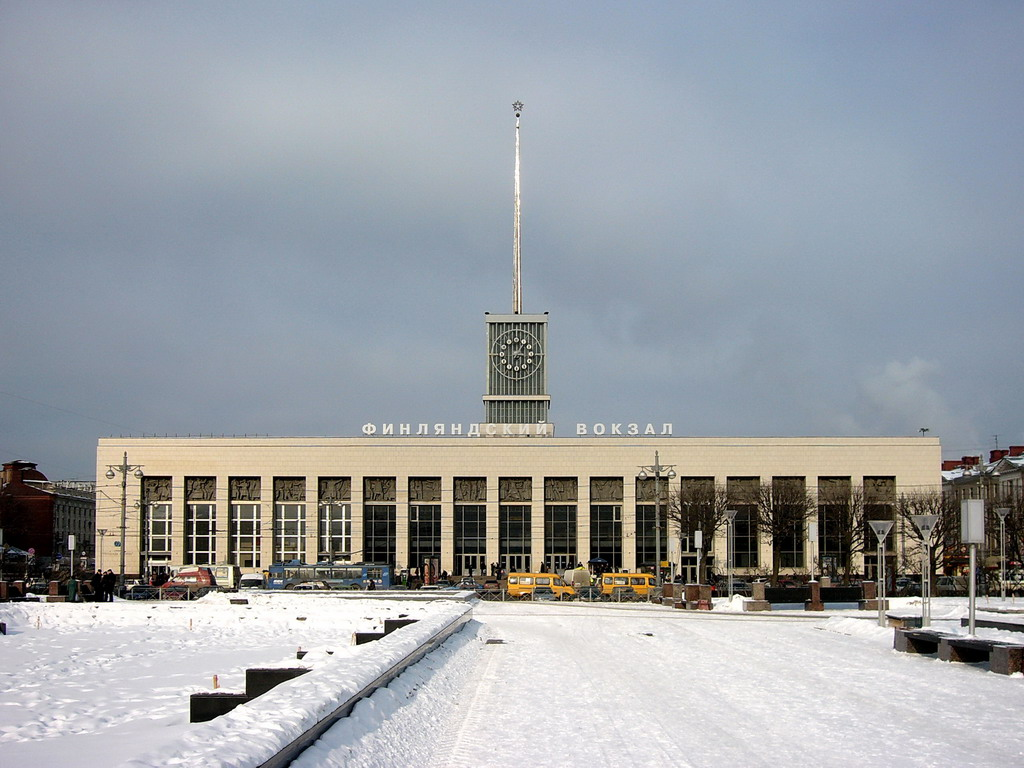
Petersburg (wcześniej Leningrad), Finlandskij wokzał (1960)

### Małe dworce
Dworce prowincjonalne kształtowano na wiele sposobów i nadawano im rozmaitą formę stylistyczną. Zwykle jednak forma odzwierciedla popularność poszczególnych stylów w różnych krajach i epokach: formy romantyczne liczne są w Brytanii i Niemczech; natomiast we Francji, Hiszpanii, Włoszech dominują style nawiązujące do klasycznej tradycji; wszędzie zaś chętnie sięgano do lokalnych form architektonicznych.

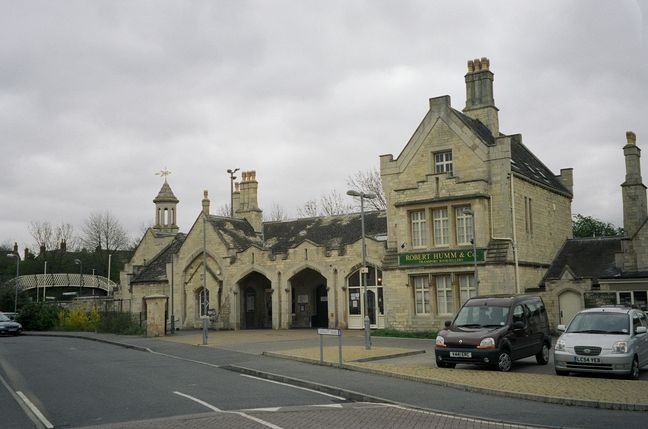
Stamford (Lincs., Anglia; 1846): styl Tudorów – jedna z form romantycznych dworców brytyjskich
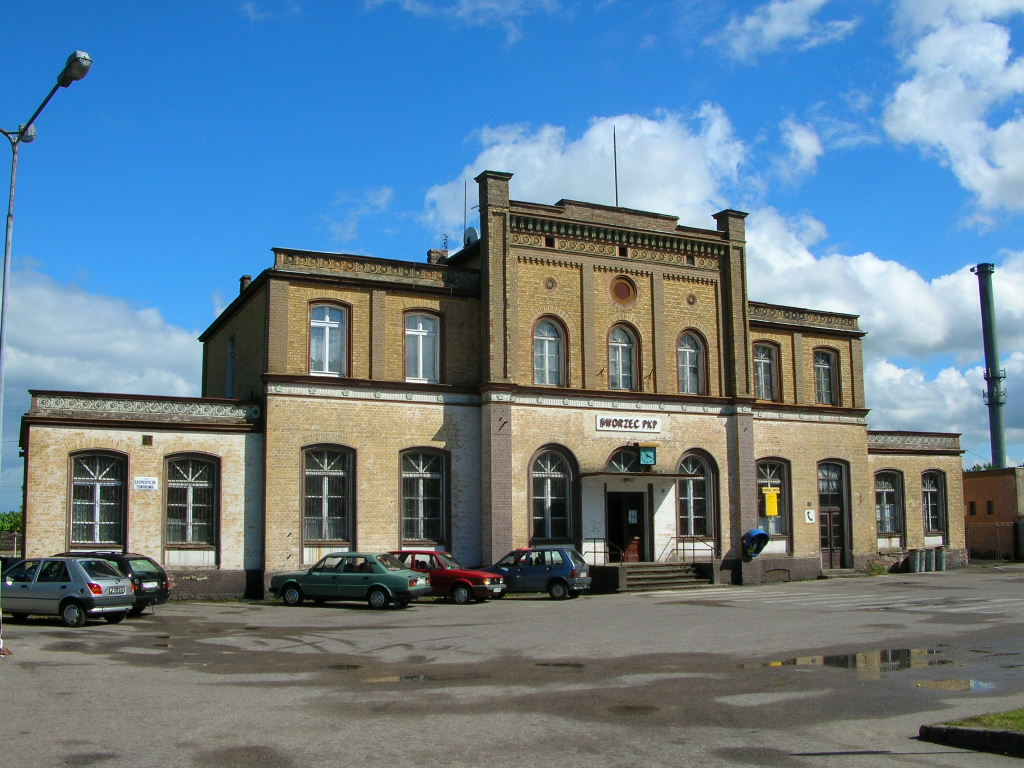
Złotów (niem. Flatow; Wielkopolska, lata 70. XIX w.): niemiecki styl romantyczny
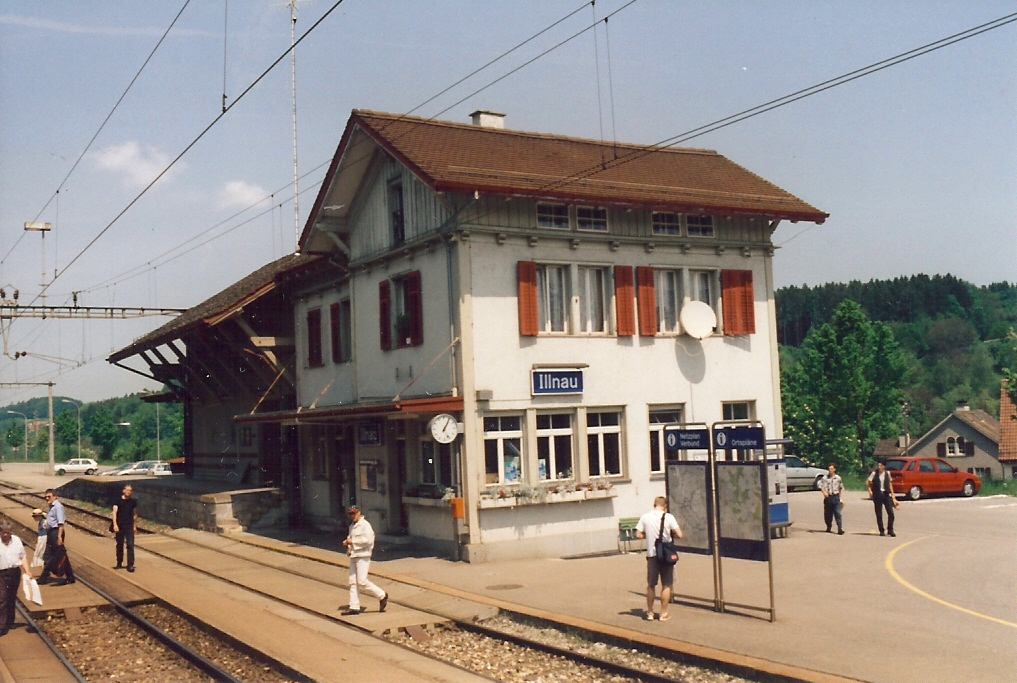
Illnau (Szwajcaria): styl alpejski, z charakterystycznym dachem „tyrolskim” (za budynkiem magazyn)
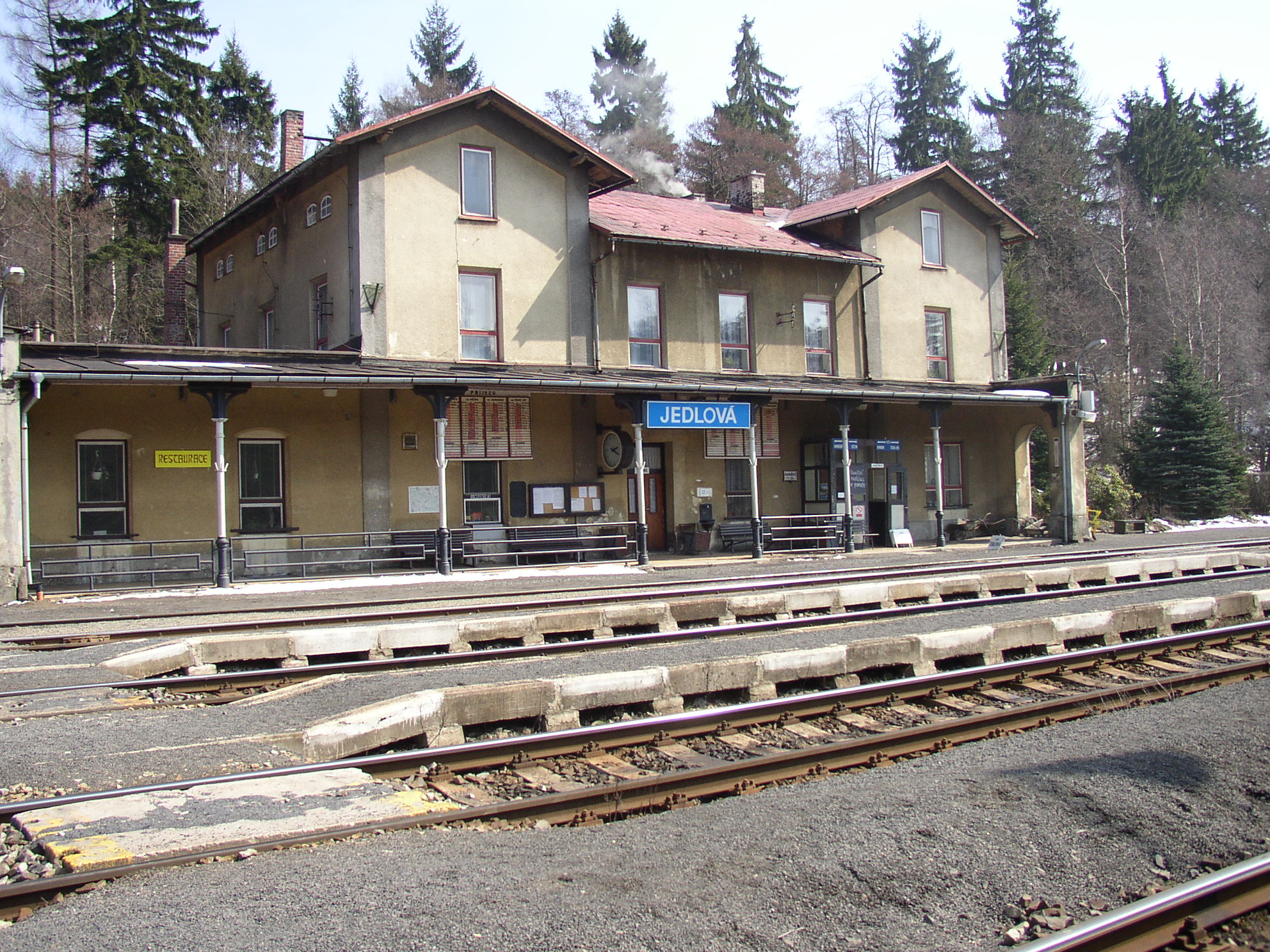
Jedlová (Czechy): budynek z podcieniem typowym dla Austro-Węgier
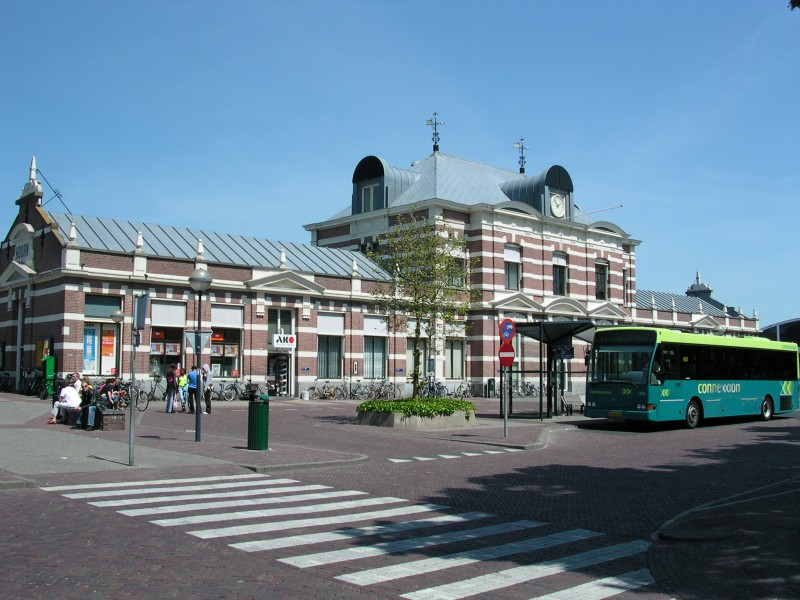
Hoorn (Holandia; 1883): neomanieryzm holenderski
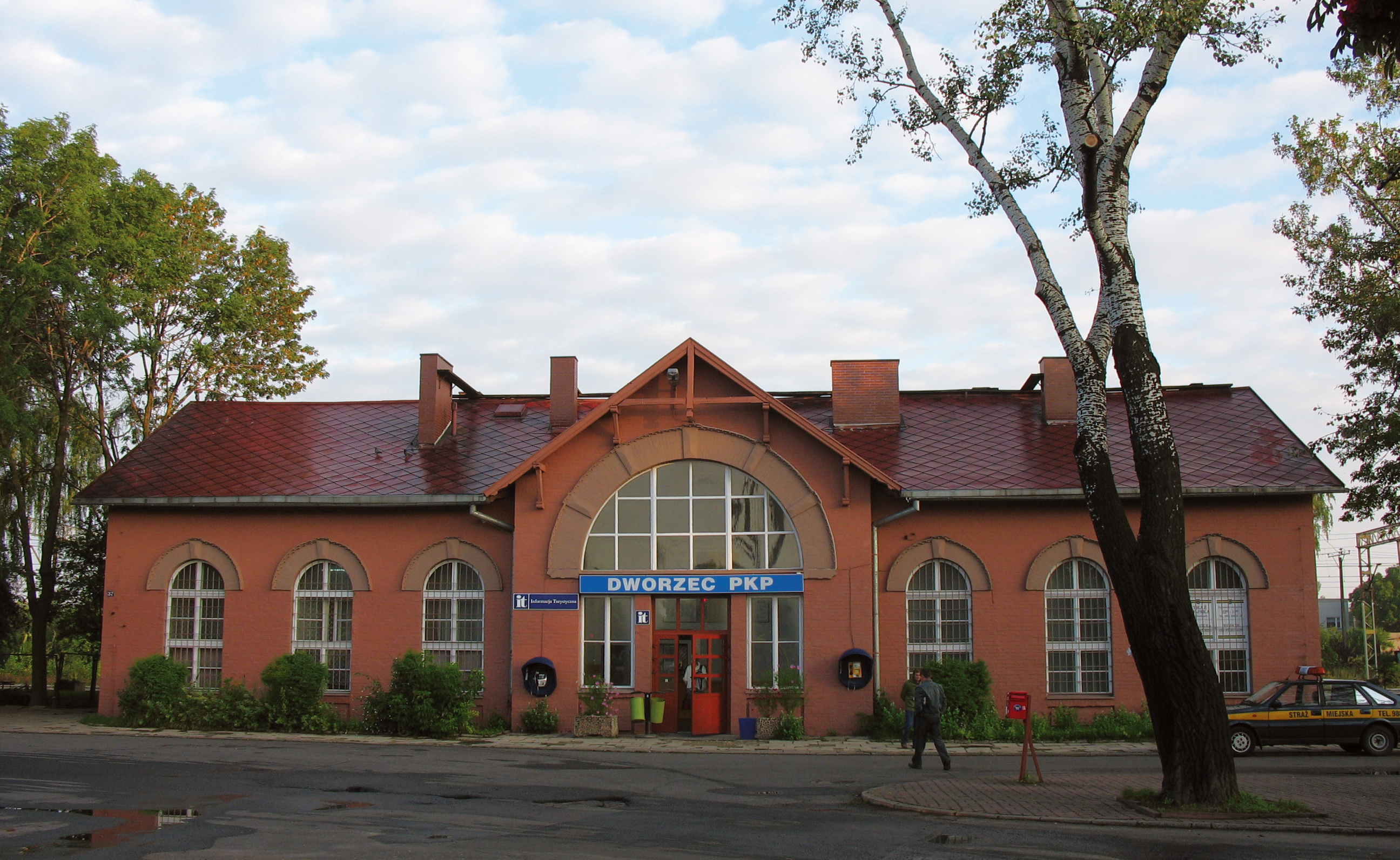
Pabianice (1903): neorenesans pod „swojskim” dachem
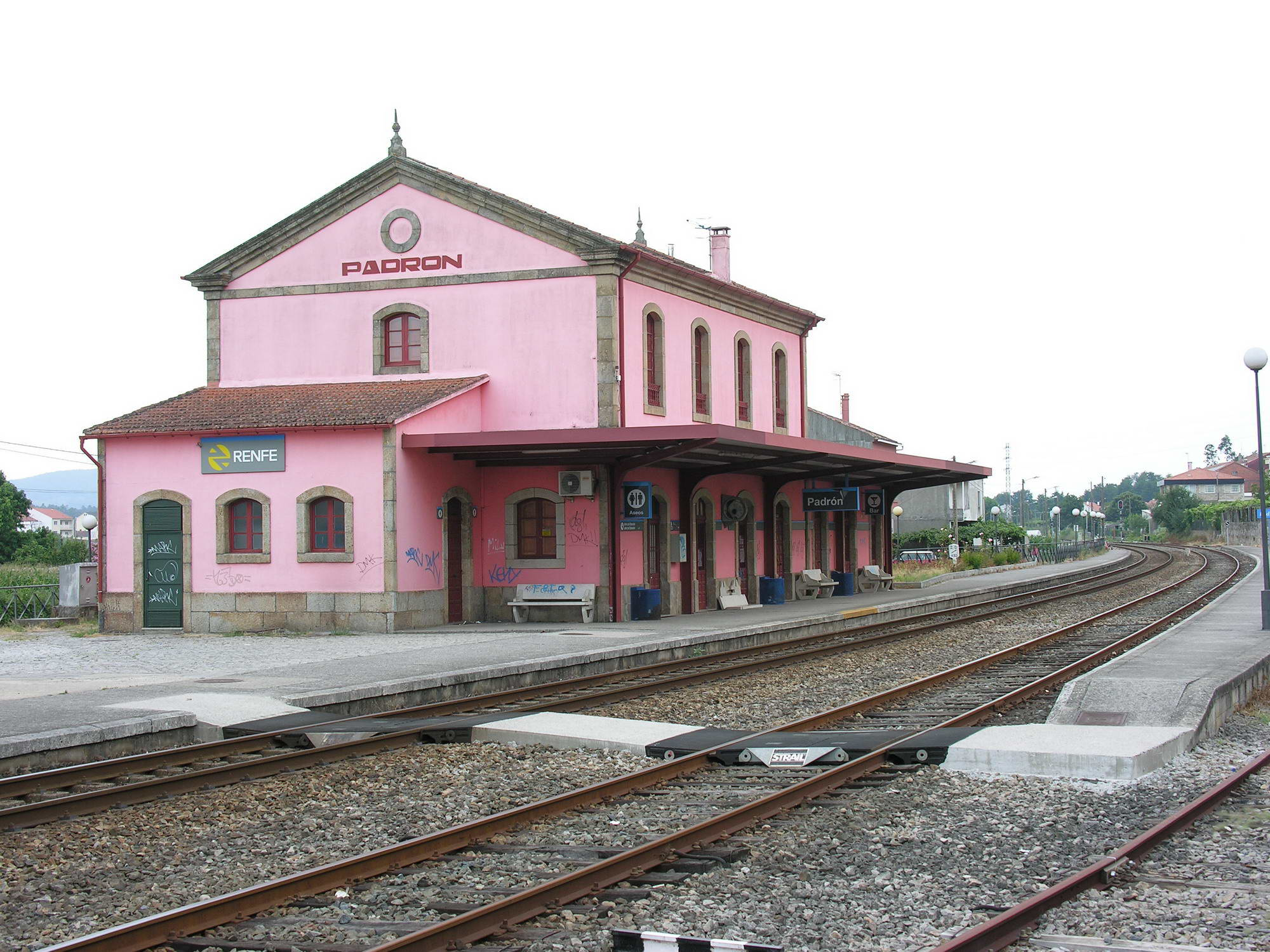
Padrón (Galicja hiszpańska): neorenesans; forma typowa dla wielu dworców Hiszpanii, Francji, Włoch
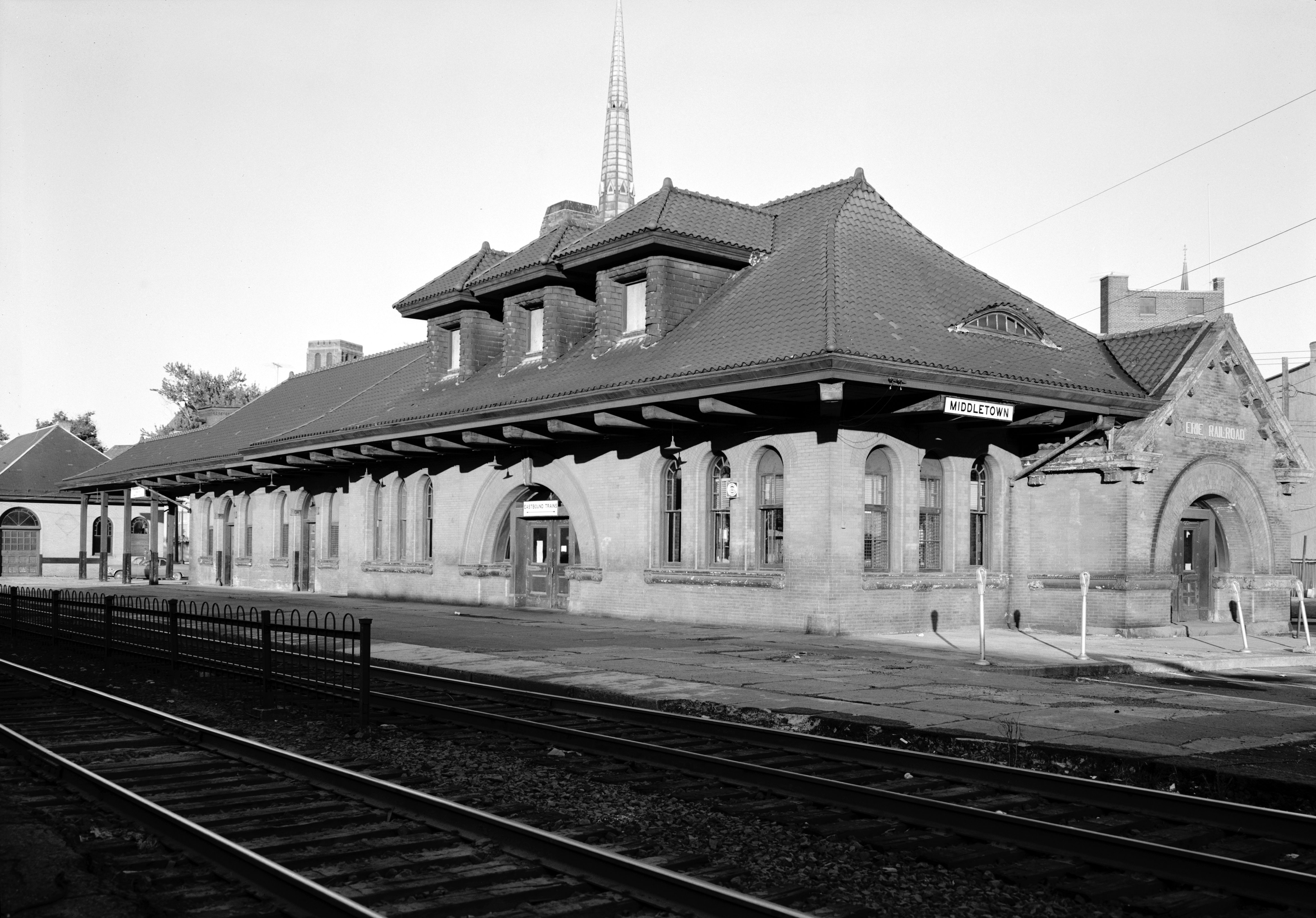
Middletown (stan Nowy Jork; 1897): charakterystyczny dla USA rozłożysty dach; styl neoromański
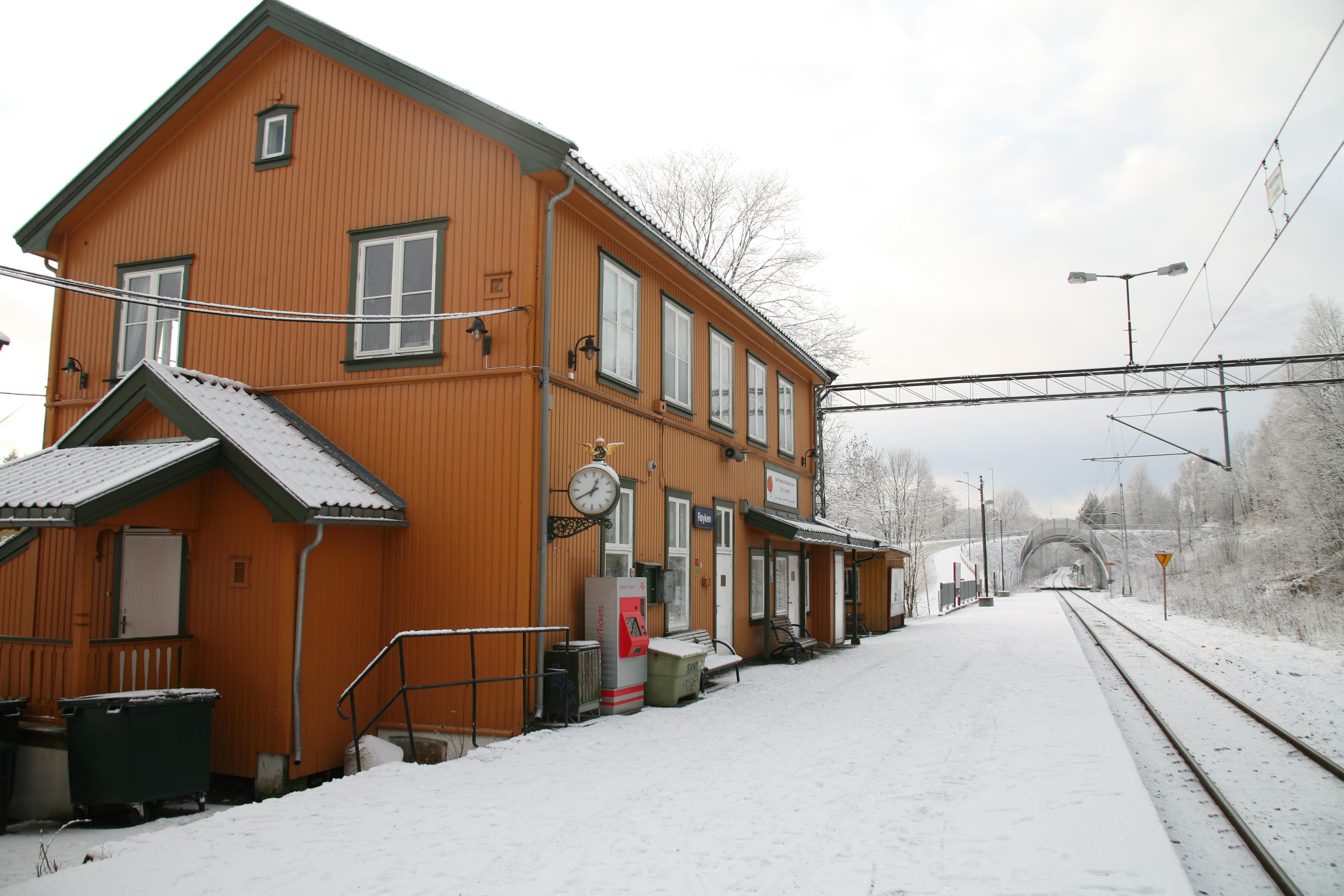
Røyken (Norwegia; 1872?): prosty drewniany budynek dworca skandynawskiego
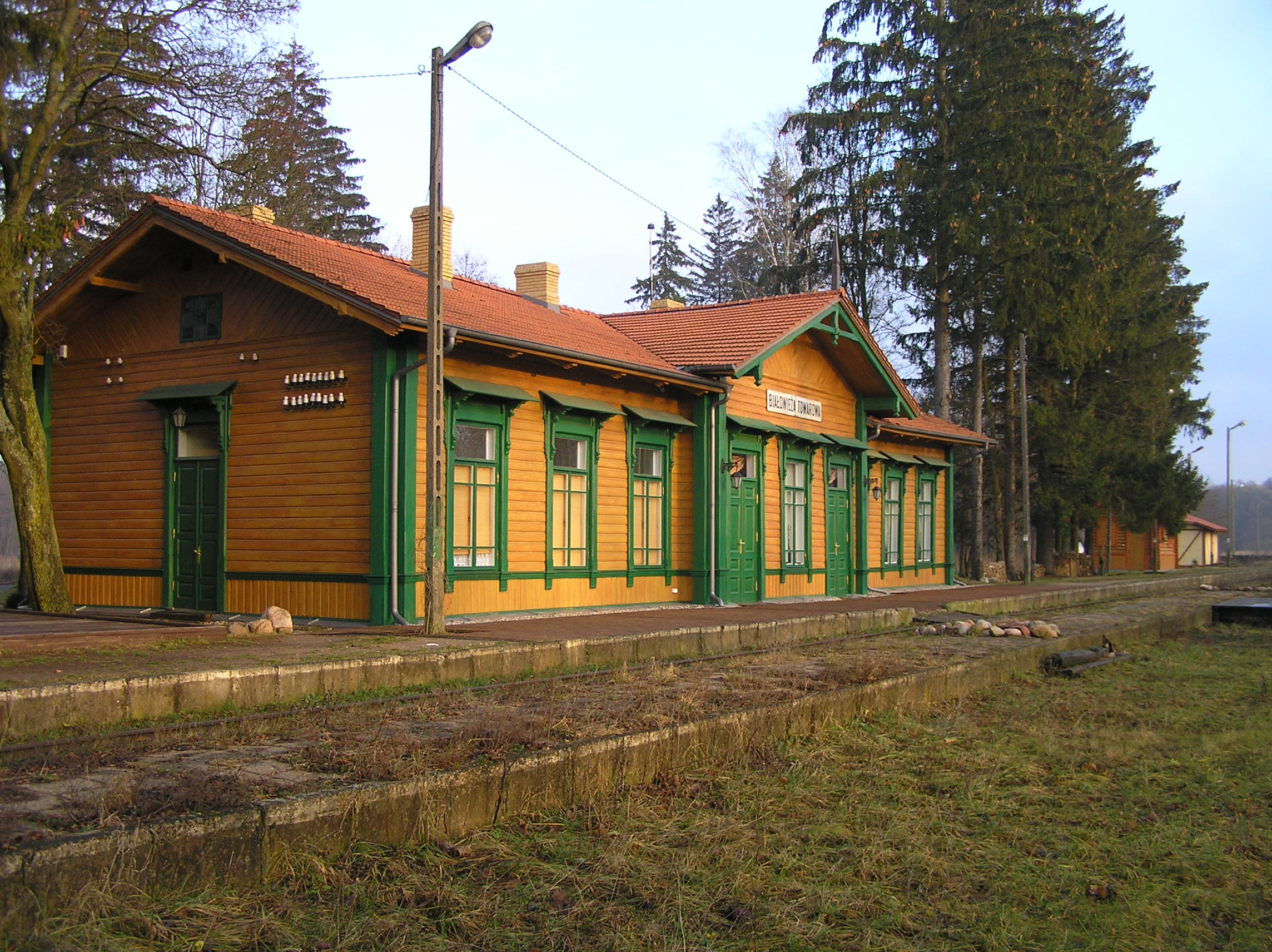
Białowieża (Polska; 1897?): drewniany budynek w tradycji rosyjskiej
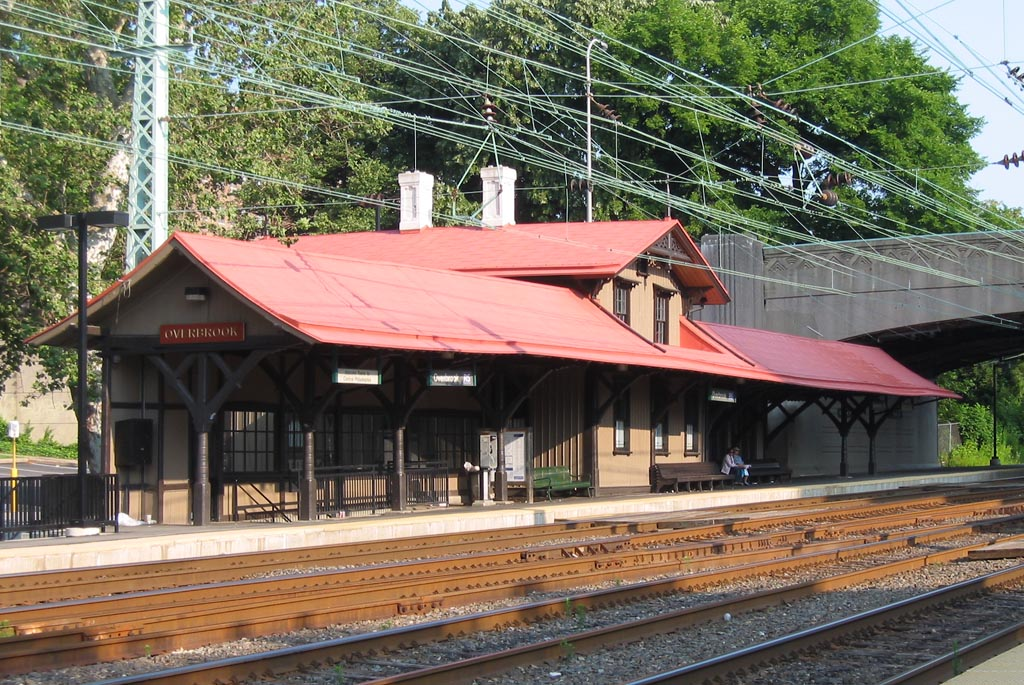
Overbrook (Filadelfia; 1858, rozbud. lata 80. XIX w.): jeden z najstarszych w Ameryce
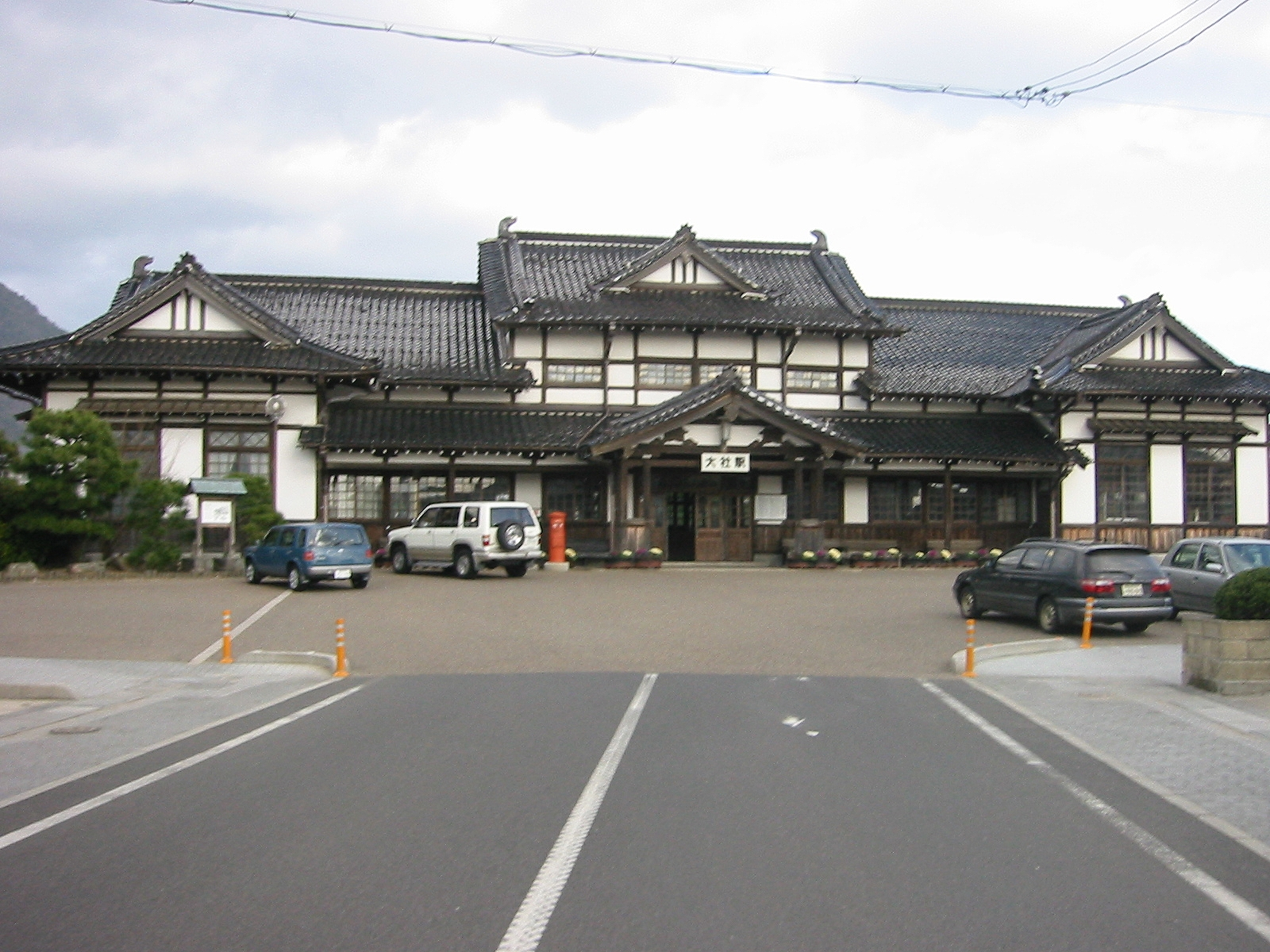
Taisha (Japonia; 1924): tradycyjny drewniany dworzec japoński

### Inne elementy architektury dworca
Architektura dworca nie sprowadza się wyłącznie do architektury budynku recepcyjnego. Tworzą ją także zadaszenia peronów, bądź w formie osobnych wiat, bądź hali peronowej – czyli całościowego zadaszenia peronów i torów. Również wiaty mogą nadawać dworcu charakterystyczne oblicze i być czymś więcej niż utylitarną formą budowlaną. Architekturę dworca tworzą też kolejowe wieże ciśnień oraz urządzenia i budowle związane z ruchem pociągów: nastawnie, a nawet semafory, zgrupowane niekiedy na pomostach ponad torami. Istnienie części tych obiektów, szczególnie nastawni, bywa zagrożone po zmianie technologii zabezpieczenia ruchu.

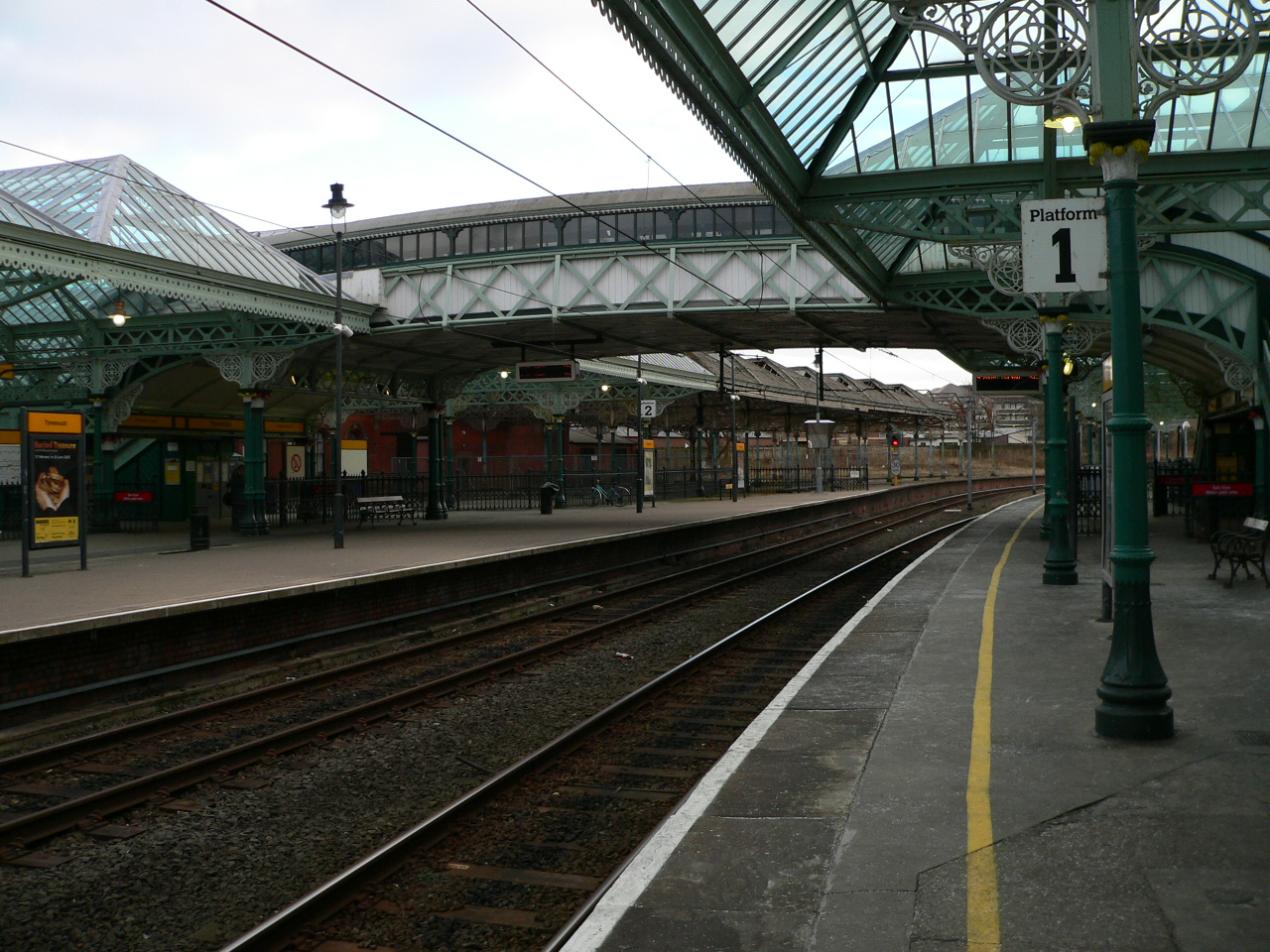
Tynemouth (okolice Newcastle upon Tyne): wiaty peronowe
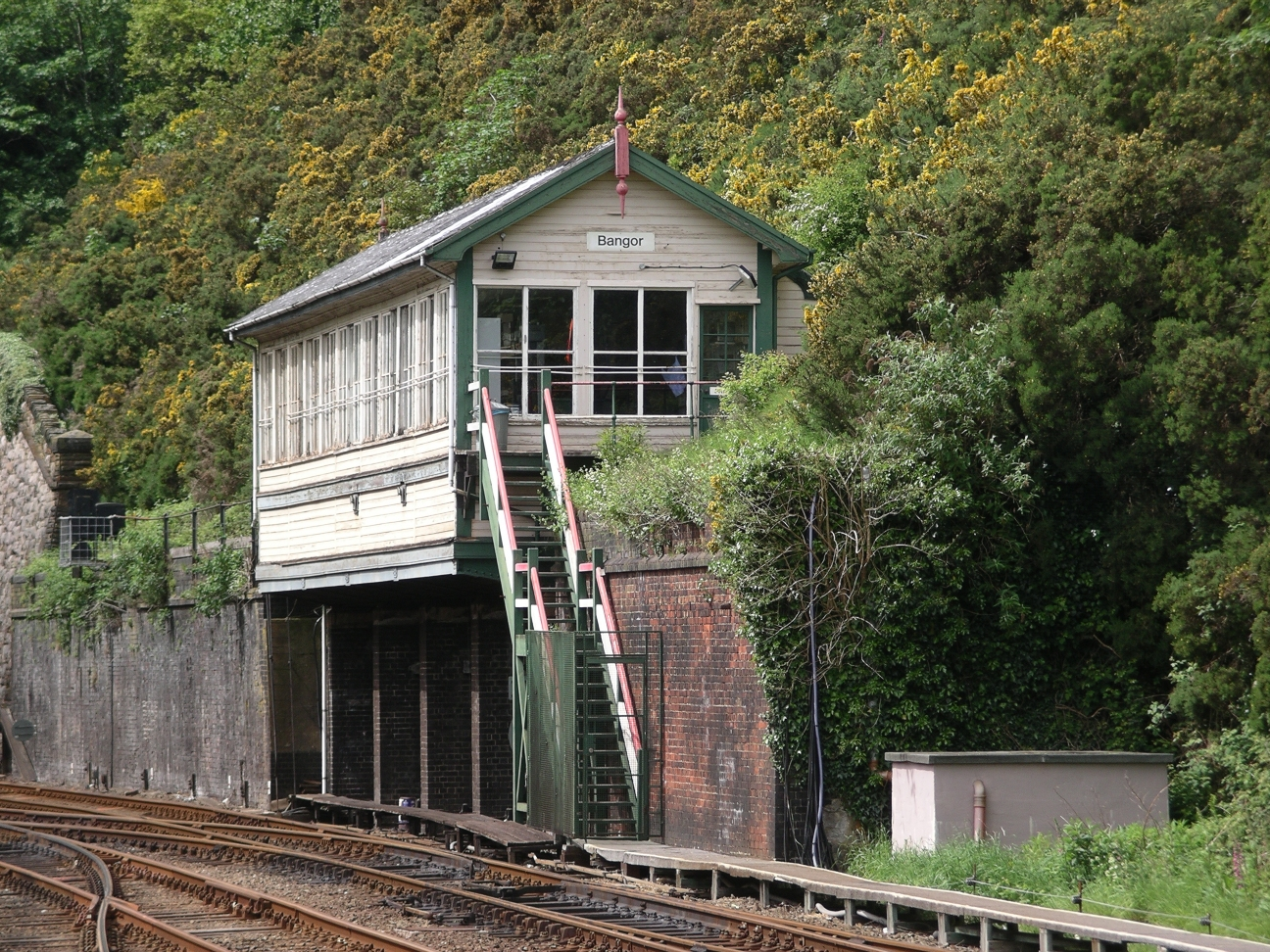
Bangor (Irlandia Płn.): nastawnia
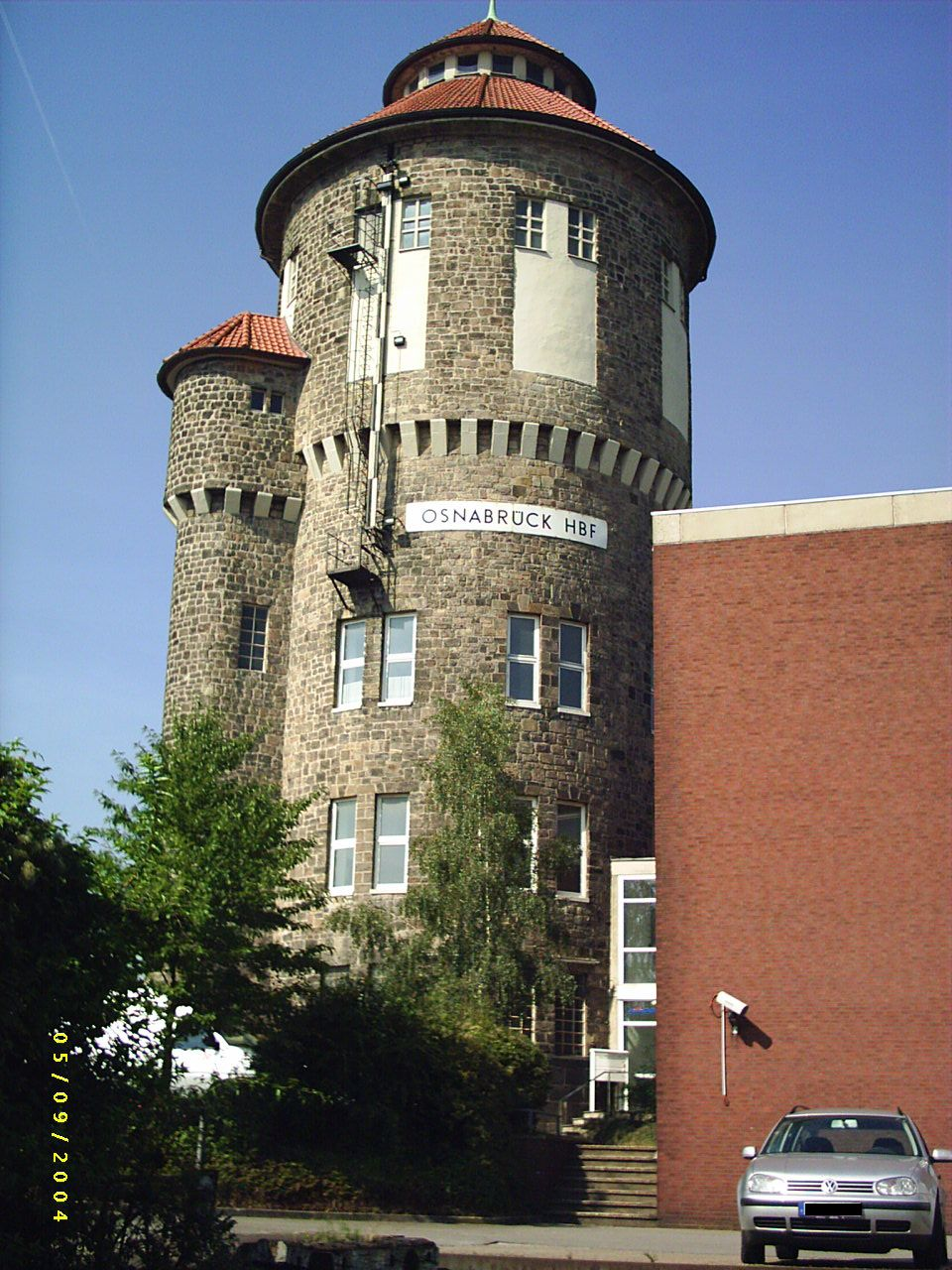
Osnabrück Hauptbahnhof: wieża ciśnień
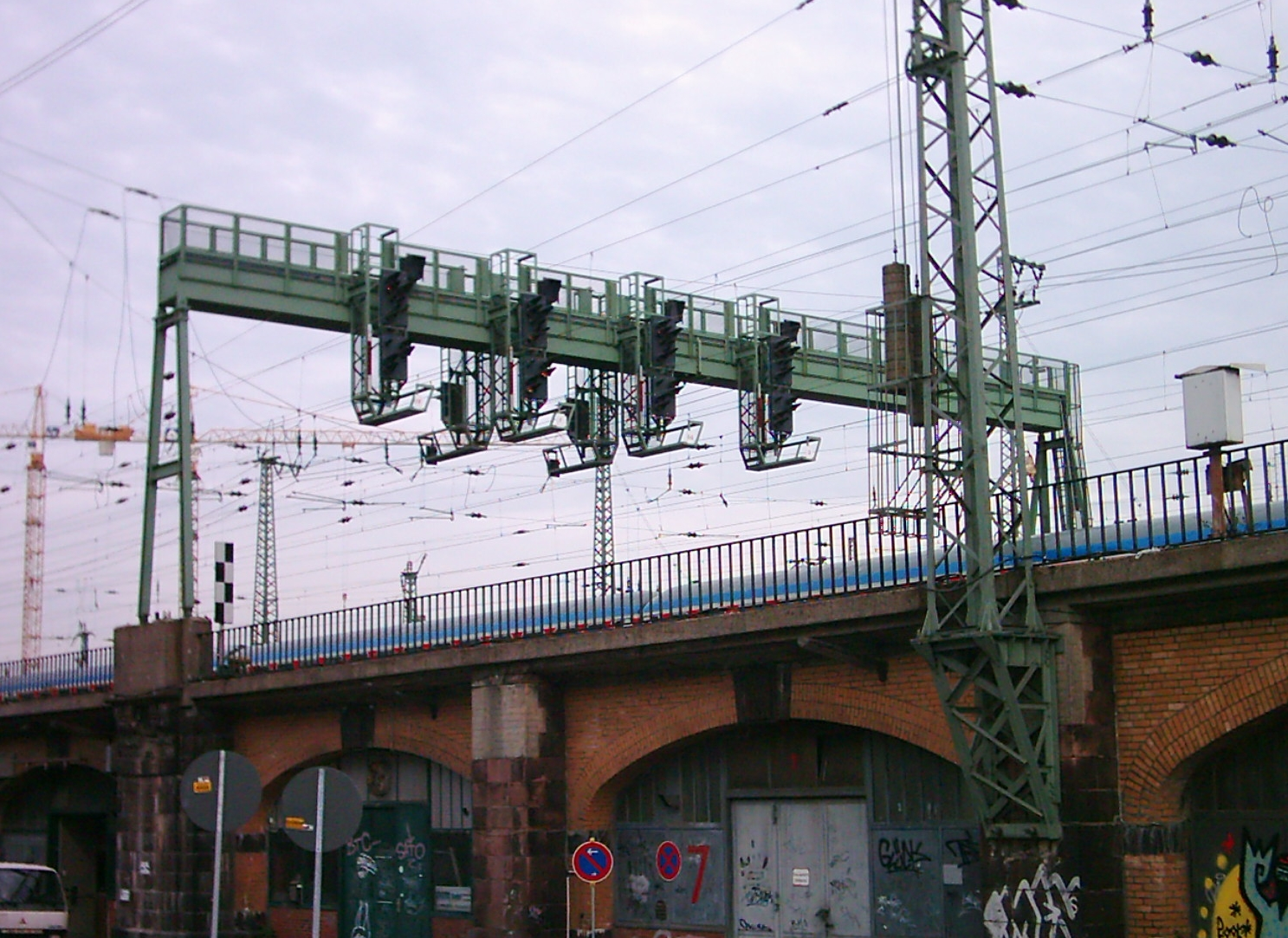
Semafory na wjeździe na Hamburg Hbf.

### Regres kolei i jej architektury
Konkurencja samochodu i samolotu w II. poł. XX w. zepchnęła kolej na pozycje środka transportu mało atrakcyjnego, a nawet anachronicznego. W Ameryce, gdzie doszło do zaniku kolei pasażerskiej, wielkie, stosunkowo niedawno zbudowane dworce opuszczono (Buffalo Central, Michigan Central Station), w najlepszym razie znajdując dla nich nowe przeznaczenie niezwiązane z koleją (Philadelphia Reading, St Louis Union). Przystankami kolejowymi stawały się nieraz niepozorne baraki położone na peryferiach i tanie w utrzymaniu.
Przypadłością, która dotknęła dworce kolejowe nawet tam, gdzie kolej funkcjonowała nadal, było poświęcenie walorów architektonicznych dla korzyści finansowych. W USA, Brytanii, Belgii, we Włoszech czyniono oszczędności demontując hale peronowe, wymagające kosztownego remontu i utrzymania. Przełomowe dla rozplanowania dworca stało się wprowadzenie trakcji elektrycznej, która umożliwiła przekrywanie kompleksów peronów nisko położoną płytą (zasada zastosowana po raz pierwszy na nowojorskim Grand Central Terminal, 1903-13; w Europie przykładem jest Bruxelles-Central/Brussel-Centraal, 1952; w Polsce – pierwszy dworzec Warszawa Główna z 1939 r., potem Dworzec Centralny w Warszawie, 1975). Później okazywało się, że można zrezygnować nie tylko z hal peronowych, ale nawet z klasycznych budynków recepcyjnych, by teren dworca mógł zostać w całości nadbudowany przynoszącą dochód strukturą (najgłośniejszym takim przypadkiem jest Dworzec Pennsylvania w Nowym Jorku). W Osace nie było początkowo konieczności nadbudowy peronów (wykorzystano komercyjnie kondygnację pod nimi), zbudowano natomiast w 1983 r. biurowiec na miejscu budynku recepcyjnego, który jest całkowicie pozbawiony cech architektury kolejowej. Motyw wieżowca jako fasady dworca zrodził się co prawda w USA jeszcze w XIX w., ale stał się w naszych czasach bardzo popularny w Japonii. Interesujące, że zanikowi typowych form architektury dworcowej nie towarzyszył tam spadek popularności podróży kolejowych. Wręcz przeciwnie: intensywniej wykorzystywano teren coraz bardziej obciążonych dworców.
Regres architektury kolejowej, rozumiany jako rezygnacja z okazałości na rzecz „siermiężnej” prostoty, miał miejsce również w Europie, choć nie wszędzie i nie na skalę porównywalną z Ameryką. W Brytanii dokonywanym masowo redukcjom sieci kolejowej towarzyszyła też masowa „racjonalizacja” samych dworców. Oznaczała ona czasem usuwanie całościowych zadaszeń peronowych, a czasem destrukcję całych kompleksów dworcowych. Charakterystyczne były skrócenie linii w śródmieściu i budowa małego dworca na nowym, bardziej peryferyjnym miejscu (np. Bradford Interchange).

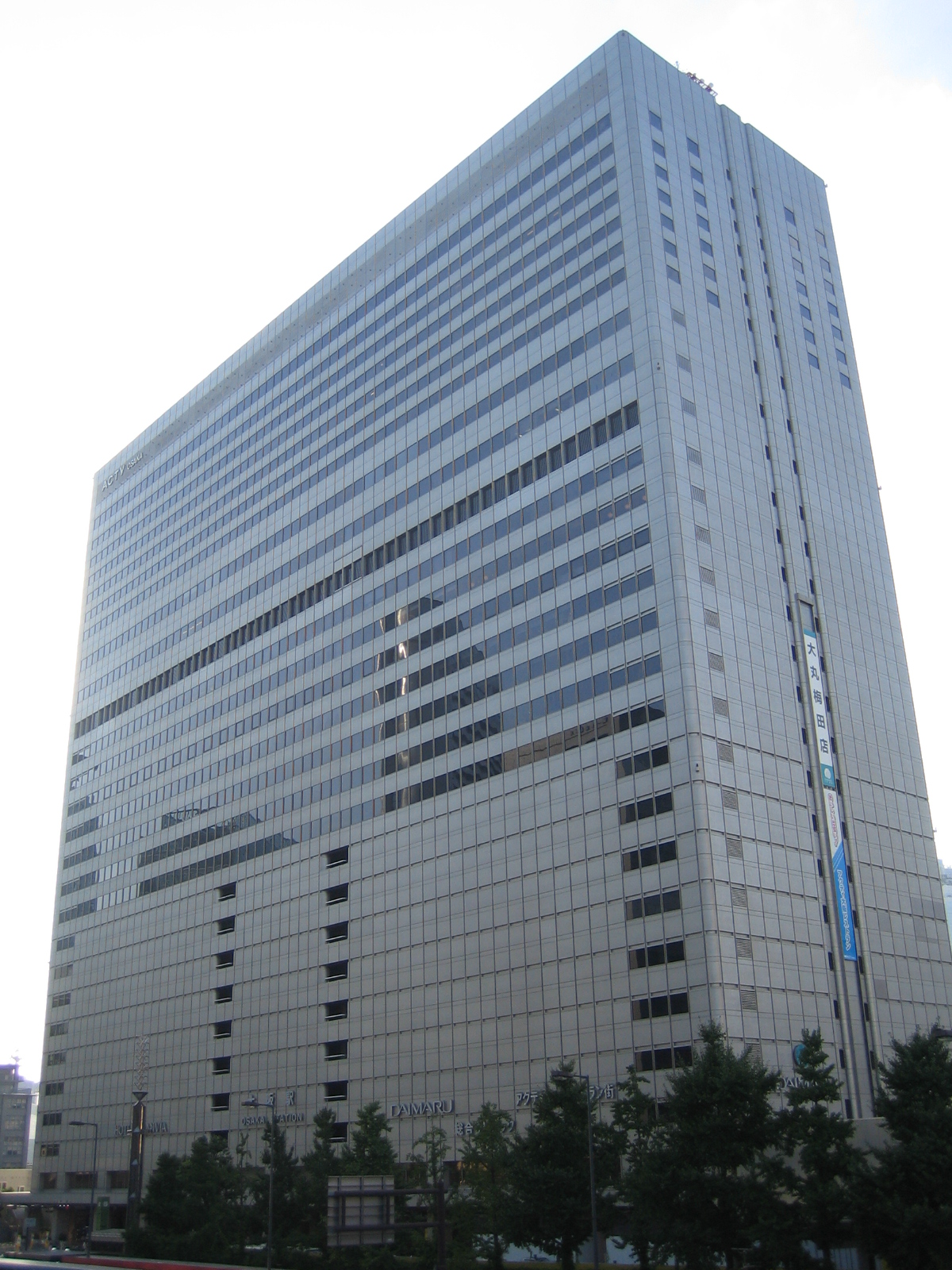
Dworzec JR Ōsaka: anonimowy biurowiec zastąpił budynek recepcyjny
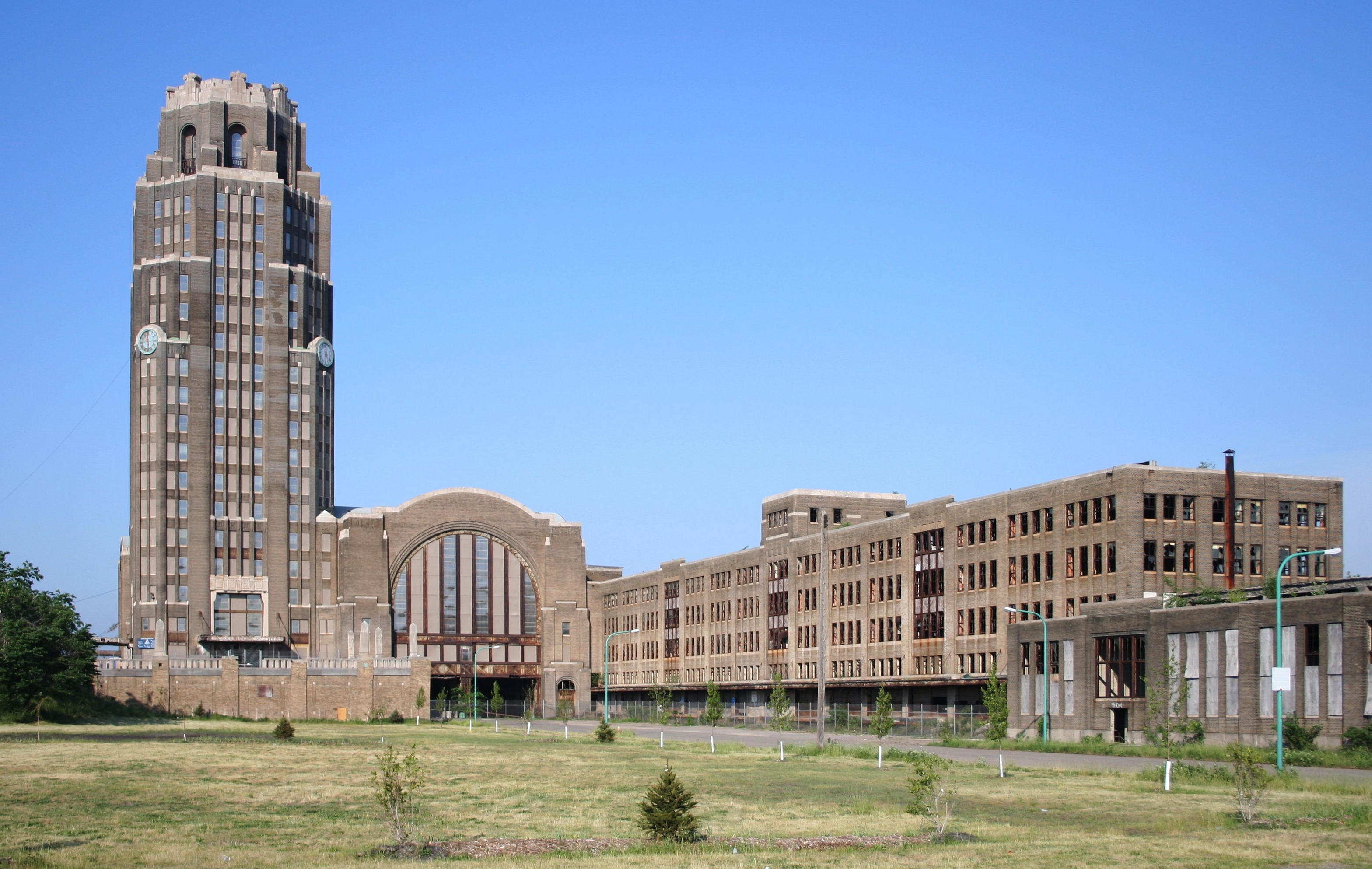
Buffalo Central (1930): zamknięty w 1979, częściowo używany jako magazyn, częściowo zrujnowany
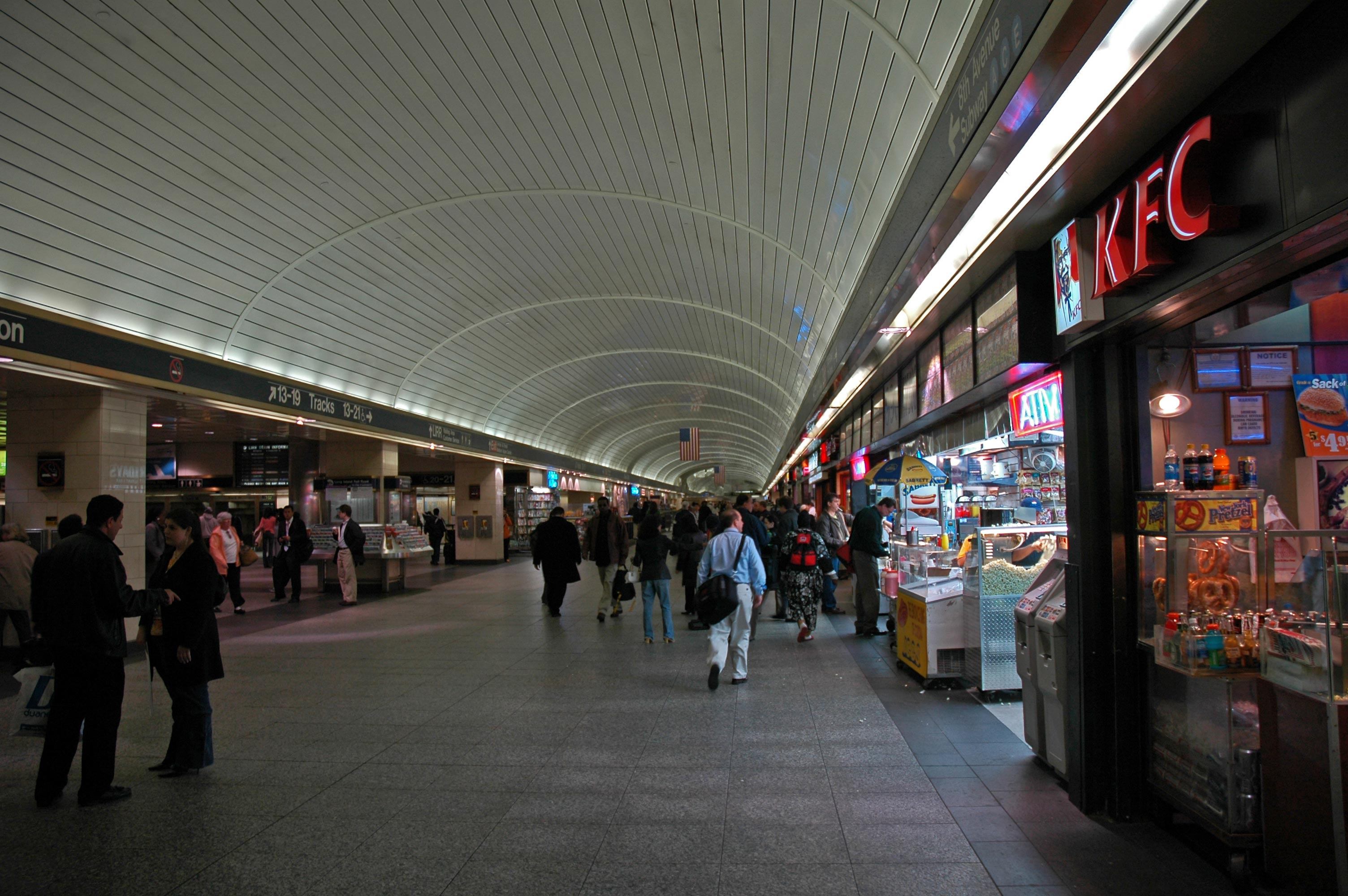
New York Penn Station: po nadbudowie przekształcony w dworzec podziemny
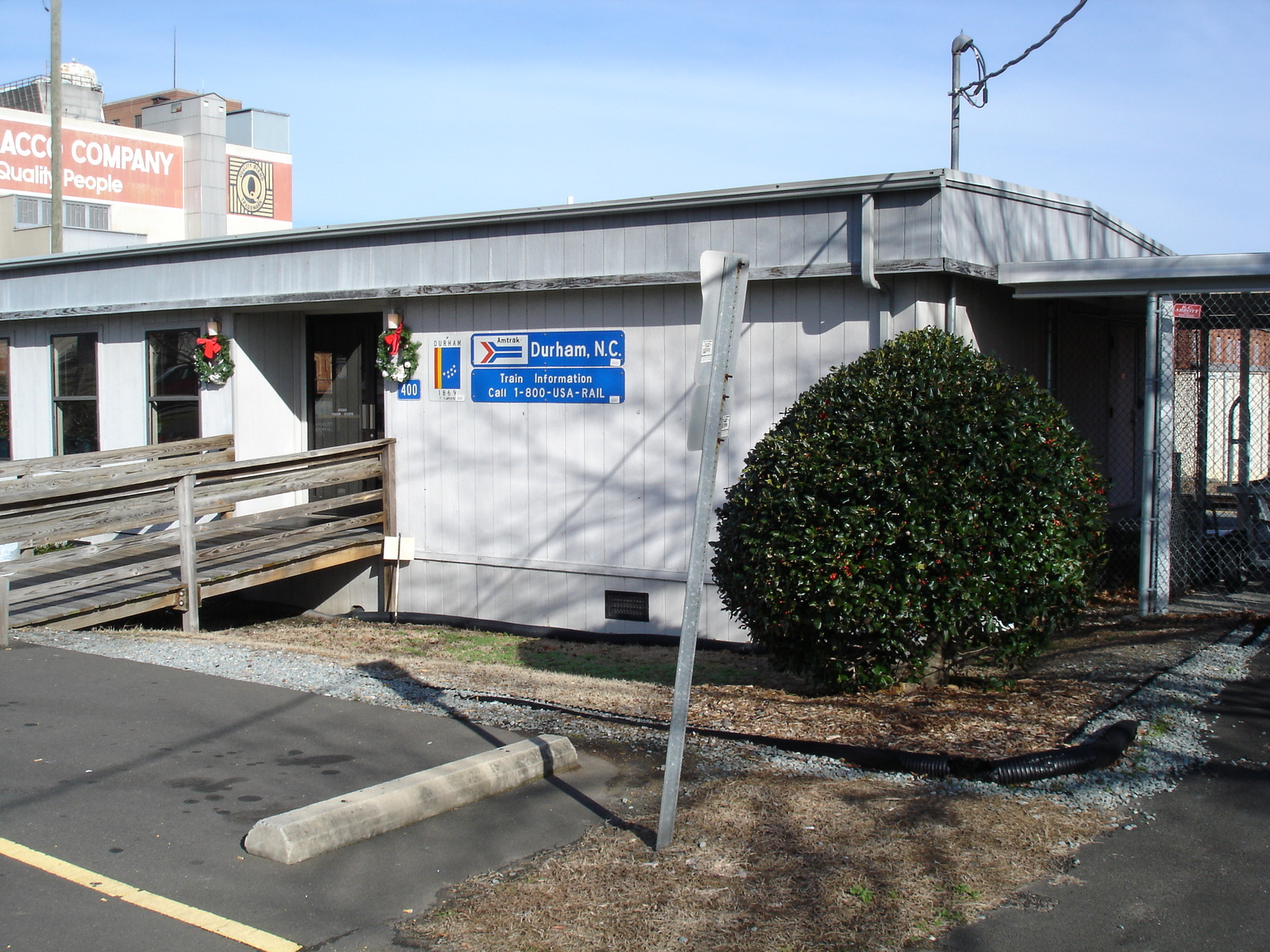
Durham (Płn. Karolina): współczesny dworzec pociągu Amtrak

W Polsce, gdzie kolej została po 1989 r. zaniedbana brakiem modernizacji, podobnie myślało się o ukształtowaniu jej najbardziej popularnych dworców takich jak Katowice i Warszawa Centralna aby zdominować je inwestycjami biznesowymi niezwiązanymi z koleją. Od początku XXI wieku polska kolej przechodzi etap zaplanowanej przez władze państwowe wieloletniej modernizacji związanej z remontami dworców, infrastruktury i zakupem nowego taboru. W związku z czym wszelkie udane inwestycje kolejowe zarówno te przedwojenne, jak i z czasów socjalizmu zyskują coraz większe masy zwolenników i obrońców przed destrukcją i oszpeceniem. Przykładem są najnowsze i udane remonty polskich dworców kolejowych, takich jak warszawski Dworzec Centralny i krakowski Dworzec Główny.

### Poszukiwania nowej formy
W Europie, gdzie kolej funkcjonowała nadal, pojawienie się estetyki modernistycznej i nowego materiału, którym był żelbet, przyniosło nowe rozwiązania formalne dla dworców. Celowały w nich szczególnie Włochy, gdzie powstały tak awangardowe dzieła, jak nowy dworzec Santa Maria Novella we Florencji (1935) i nowy dworzec Termini w Rzymie (1950). Pionierscy we wprowadzaniu żelbetu, ale mniej nowatorscy, jeśli chodzi o formę, byli Francuzi. Chętnie odwoływali się oni do tradycyjnego „języka” architektury dworcowej, budując żelbetowe wieże zegarowe (np. Brest – 1932, Amiens – 1954), a nawet hale peronowe (Reims – 1934, Le Havre Maritime – 1936, Cherbourg Maritime – 1934). Podobnie bardziej zachowawcza była architektura dworcowa w Niemczech. Z żelbetu konstruowano tam zazwyczaj tylko budynek recepcyjny, dla hal i zadaszeń peronowych pozostawiając tradycyjną konstrukcję stalową (np. nowy Karlsruhe Hauptbahnhof – 1913; nowy Stuttgart Hauptbahnhof – 1927; Königsberg Hauptbahnhof – 1929; Beuthen/OS – 1930; nowy Düsseldorf Hauptbahnhof – 1936). W Polsce przykładem nowej architektury żelbetowej był do zniszczenia w 1944 r. wspomniany wyżej dworzec Warszawa Główna (1939). W okresie międzywojennym nowoczesnej formy było jednak w Polsce stosunkowo niewiele. Chętniej budowano w stylach lokalnych, w tym w narodowym stylu „dworkowym” (np. Żyrardów, Pruszków, pierwszy dworzec Gdynia). Dworzec Lublin przeszedł natomiast przebudowę na styl nawiązujący do polskiego renesansu lat 20.
Okres po II wojnie światowej przyniósł dominację modernistycznego „stylu międzynarodowego”, który to termin obejmuje architekturę prostych kubicznych brył. W stosunku do okresu przedwojennego istotnym novum było upowszechnienie się lekkich ścian osłonowych. Zanikły jednocześnie odwołania do tradycji klasycznej, widoczne jeszcze w dziełach przedwojennych, zwłaszcza we Francji. Istotnym nurtem modernizmu były eksperymenty z nowymi konstrukcjami: tarczownicami, paraboloidami, kratownicami przestrzennymi. Dworzec Tilburg w Holandii może być rzadkim przykładem modernistycznego rozwiązania, które z jednej strony ma nowatorską konstrukcję, a z drugiej stanowi rodzaj tradycyjnego całościowego zadaszenia peronów.

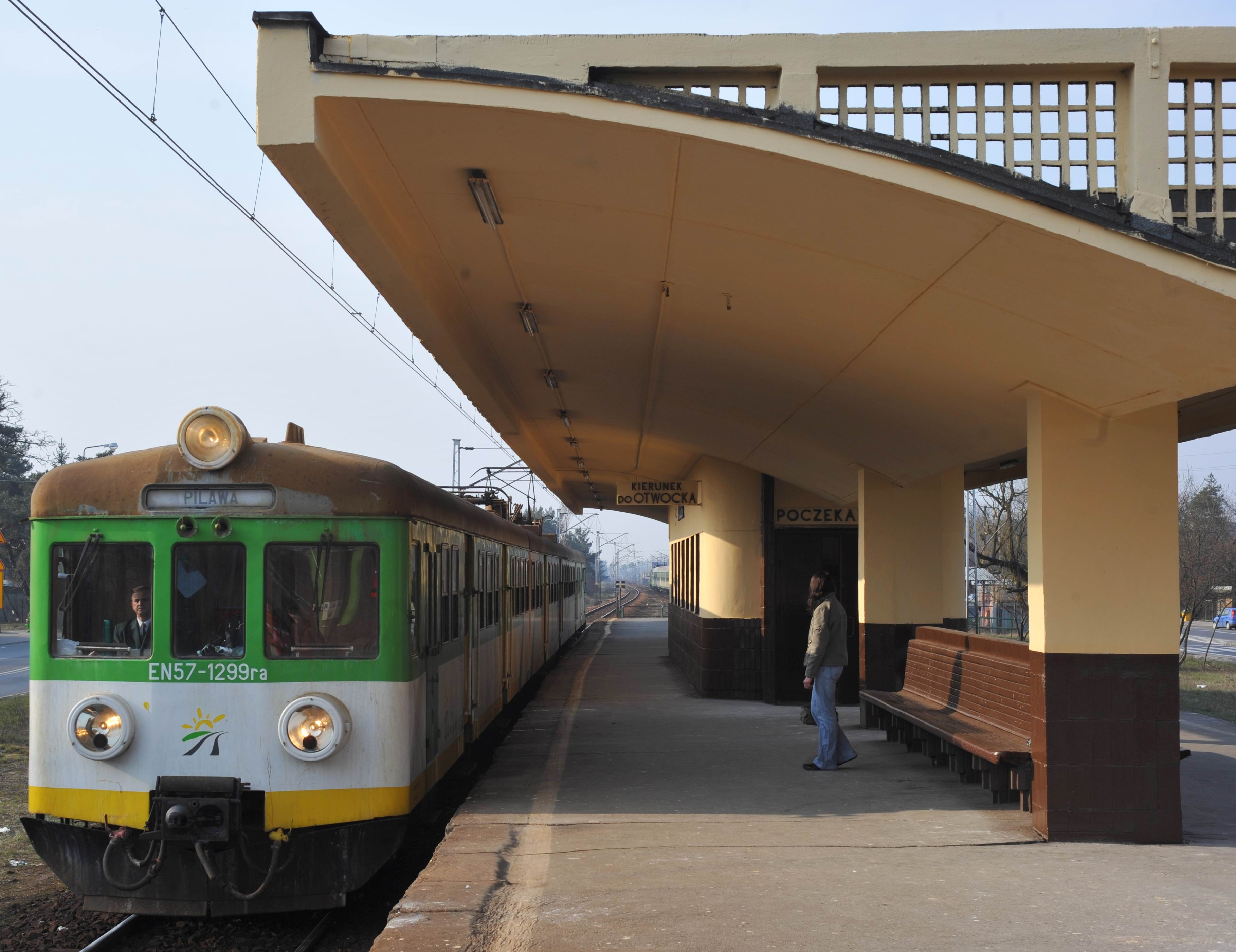
Warszawa Radość (1936) – modernistyczna, smukła i solidna forma małej stacji kolejowej stała się przed wojną wzorem typowym dla Mazowsza i w XXI wieku uzyskała status zabytku wraz z podobnymi budynkami w tym stylu
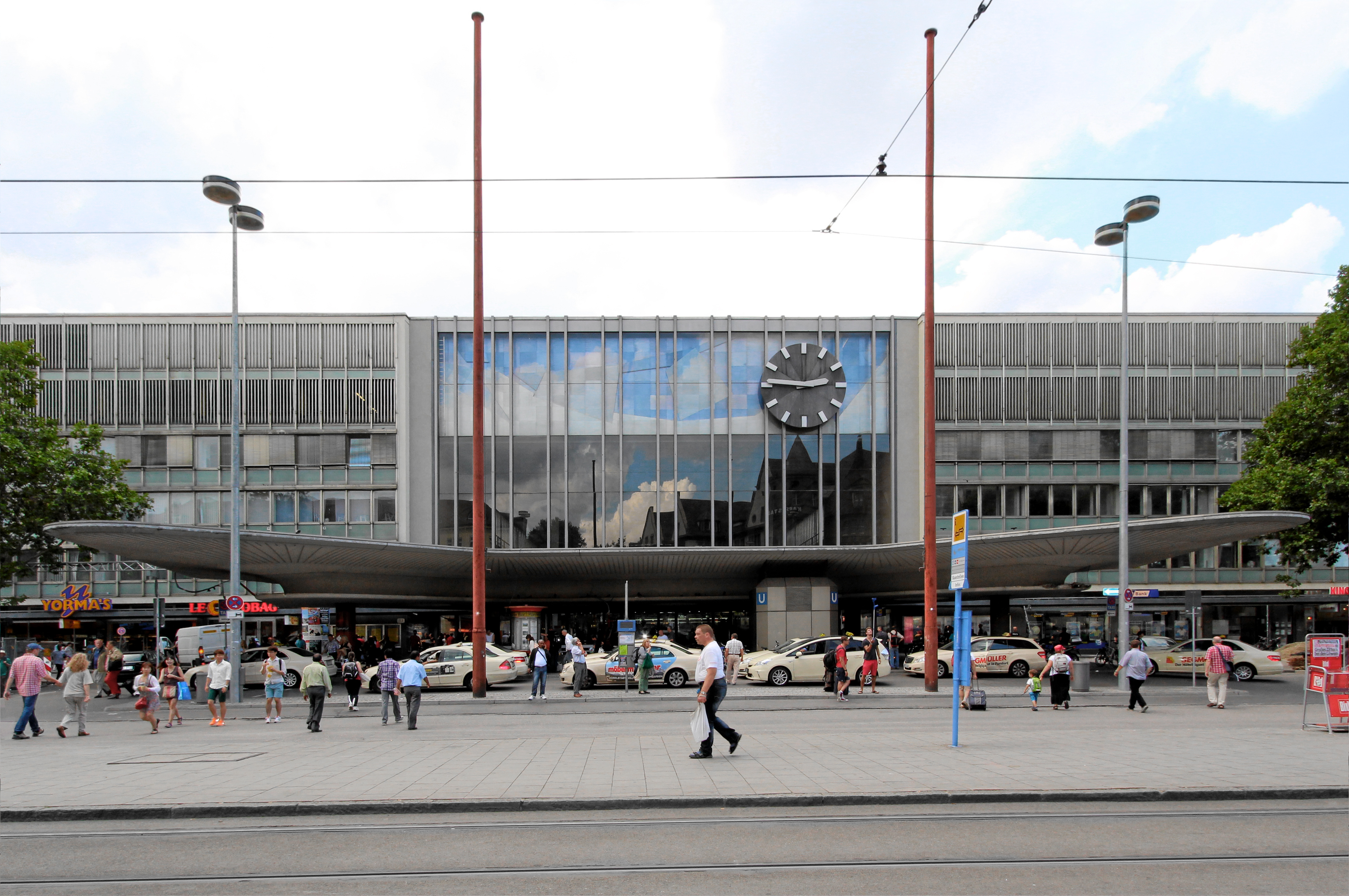
München Hauptbahnhof (1960) – nowa forma odbudowanego dworca
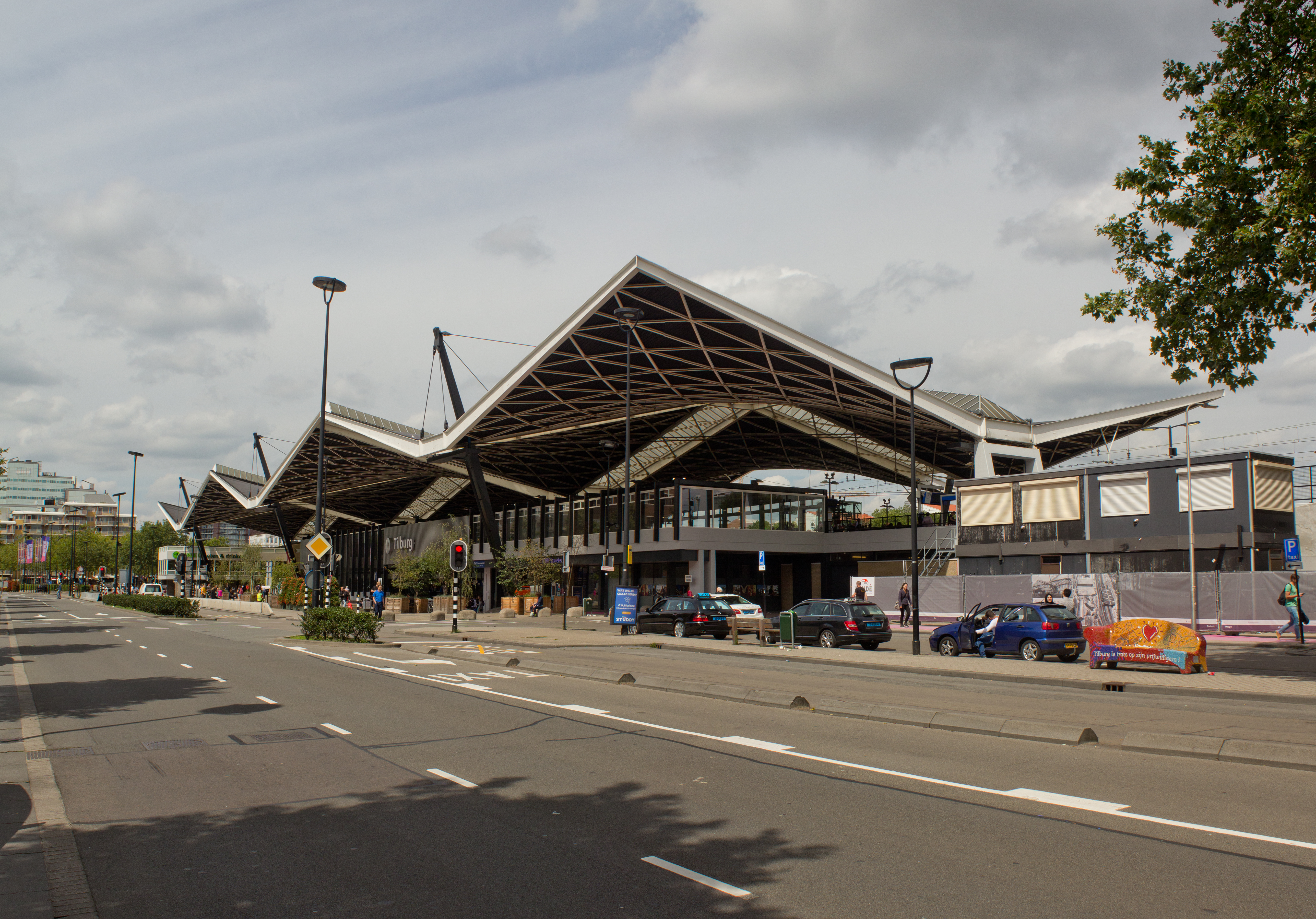
Tilburg (1966) – oryginalne zadaszenie peronów
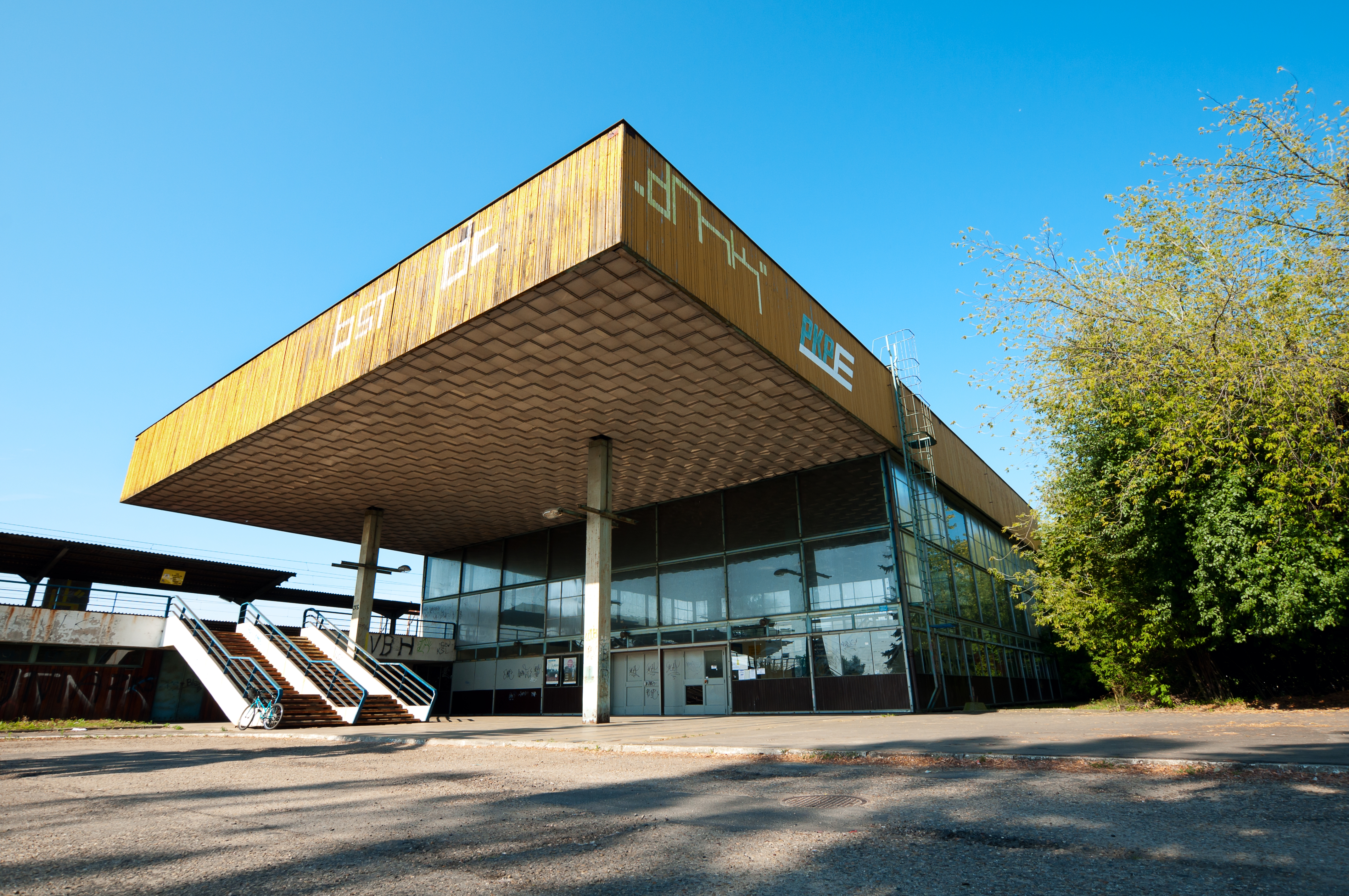
Tarnów-Mościce (1976) – dworzec kolejowy o wysokich walorach architektonicznych jest mocno zakorzeniony w tradycji zachodnioeuropejskiego modernizmu i nawiązuje do najwybitniejszych jego realizacji
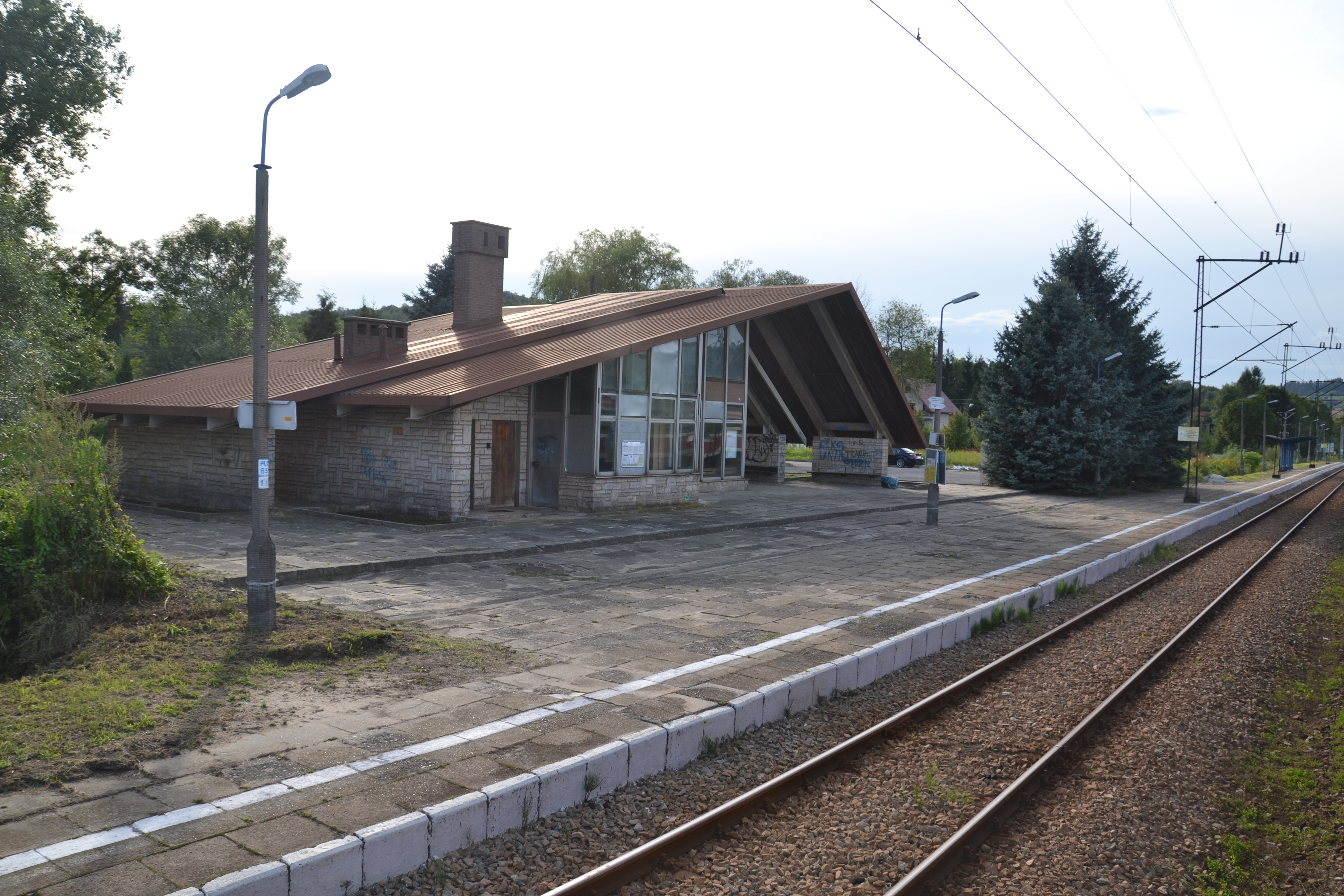
Mała stacja kolejowa Łowczów (identyczne: Siedliska, Wilczyska) (1984) w Małopolsce o wysokiej jakości wykonania, dopasowana do tradycji i historii budowlanej regionu stanowi przykład architektury będącej sprzeciwem wobec przypadkowych wiat kolejowych

Ostatnie dwie dekady XX w. przyniosły powrót mody na architekturę bardziej ekspresyjną, a przynajmniej operującą większą ilością detalu. Skrajnymi przykładami „dworcowego ekspresjonizmu” są realizacje arch. S. Calatravy (np. Lyon-Saint-Exupéry TGV – d. Lyon-Satolas – 1994, Lisboa Oriente – 1998, Liège-Guillemins – planowane ukończenie 2008). Niecodzienne formy nadano też biurowcom stanowiącym element kompleksu dworca Lille-Europe. Dworzec ten wprowadził do architektury kolei motyw nadbudowy ponad halą peronową (1994).
Znaczenie tego okresu polegało też na reakcji wobec zjawisk degradacji architektury kolejowej, budynek dworca miał stanowić na powrót charakterystyczny punkt w mieście i, oprócz utylitarnych, zaspokajać także potrzeby reprezentacji. Nawet nadbudowy dworców starano się kształtować w sposób kompromisowy, przekrywając perony częściowo i wzbogacając program przestrzeni recepcyjnych (np. dworzec Seoul). Chociaż nadbudowa londyńskiego Charing Cross (1990) nie wniosła niczego do programu samego dworca, to został on jednak zaakcentowany w pejzażu miasta charakterystyczną bryłą, nawiązującą do łukowej hali. Także w Japonii widoczne są poszukiwania nowego wyrazu dla architektury kolei; demonstruje je m.in. budynek recepcyjny dworca JR w Kioto (będący w istocie wielofunkcyjnym zespołem usługowym). Trendy te zbiegły się z modernizacją kolei i poprawą jej wizerunku społecznego.

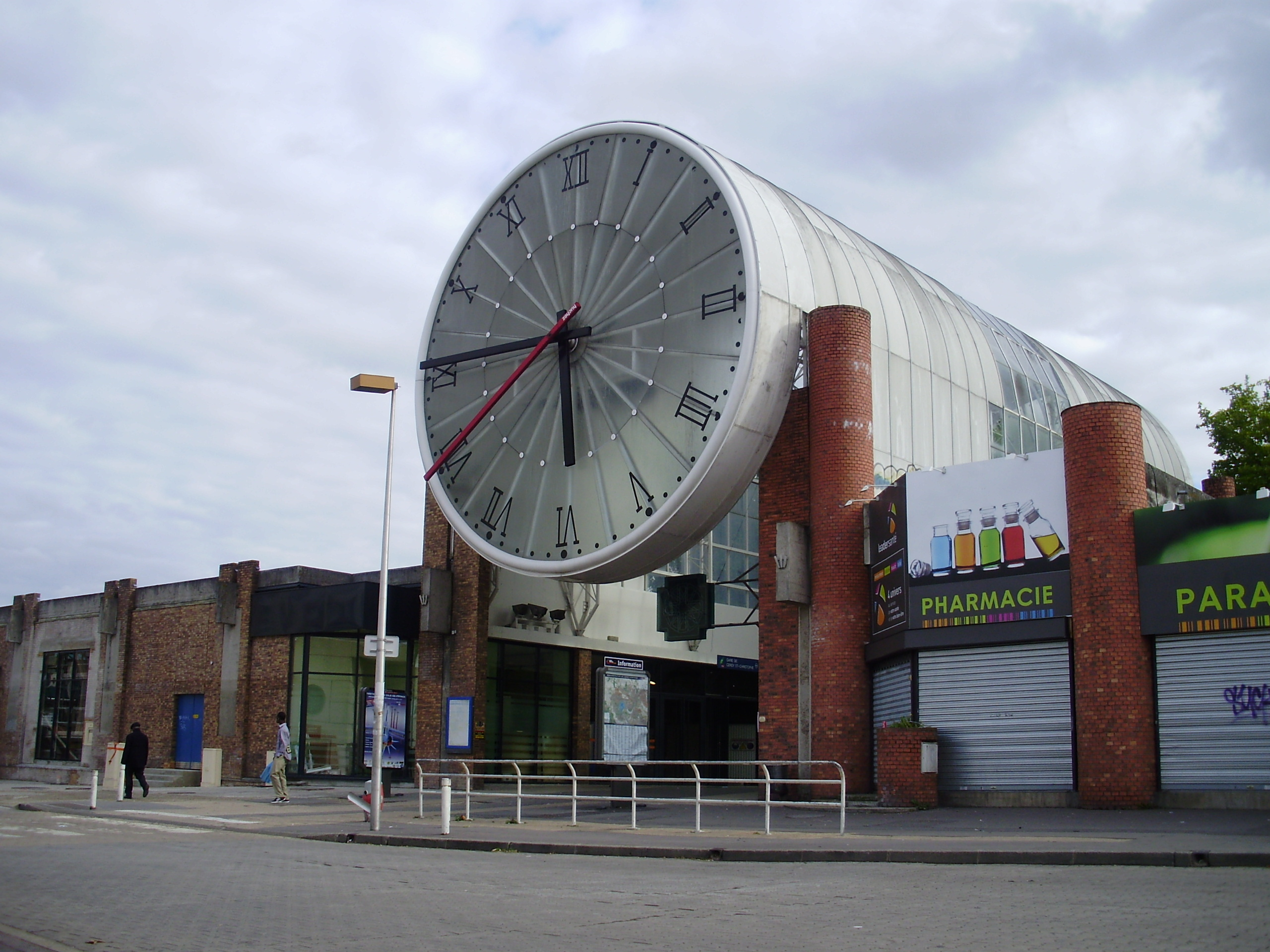
Cergy-St-Christophe (pod Paryżem, 1985) – ekscentryczna, postmodernistyczna architektura z zegarem (największy zegar dworcowy w Europie)
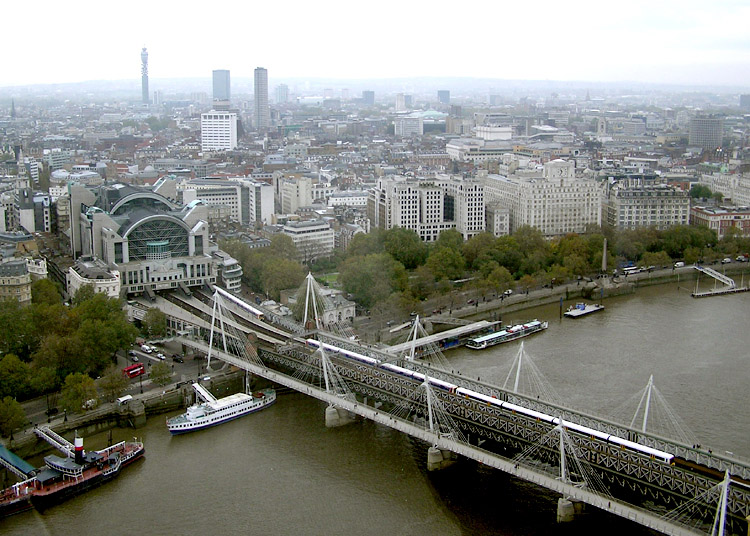
London Charing Cross, nadbudowany 1990
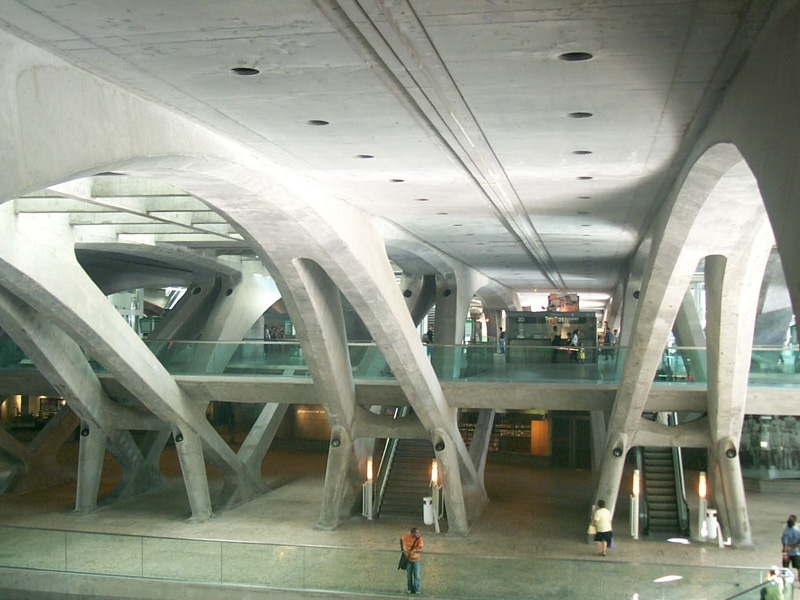
Lisboa Oriente (1998) – wnętrze części recepcyjnej dworca umieszczonej pod peronami
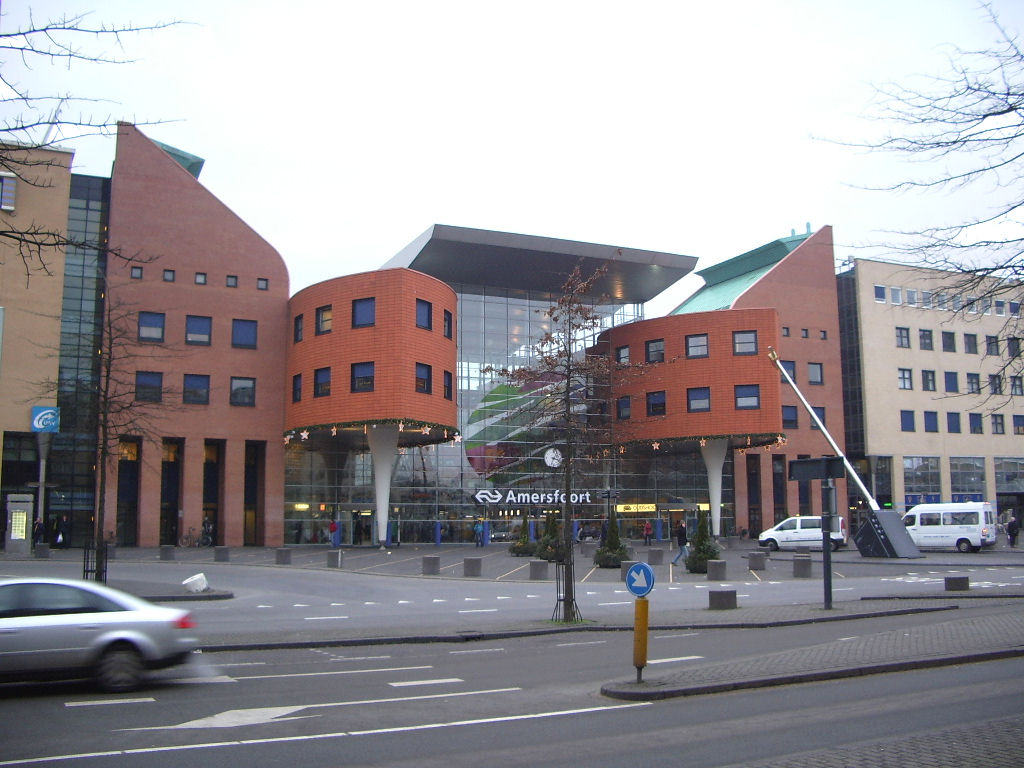
Amersfoort (1997) – indywidualne rozwiązanie fasady dworca

Sam przełom XX i XXI przyniósł dominację form modernistycznych, jednakże jak dotąd nie kosztem skali i jakości rozwiązań architektoniczno-budowlanych. Dopatrzyć się tej estetyki można już w otwartym w 1991 r. nowym dworcu Kassel-Wilhelmshöhe, położonym na linii dużych prędkości Hanower – Würzburg. Otwarte na początku XXI w. przebudowane dworce w Szanghaju, czy Nankinie mają budynki recepcyjne niewiele różniące się od wzorca wypracowanego w l. 60. (np. Kurskij wokzał w Moskwie), pominąwszy różnice technologiczne. Wiele zarządów kolejowych używa tych prostych, surowych form w programach modernizacji dworców (np. Austria, Szwajcaria). Otwarty w 2006 r. Berlin Hauptbahnhof, największy dworzec zbudowany od podstaw po 1945 r., stanowi ważną manifestację późnego modernizmu.

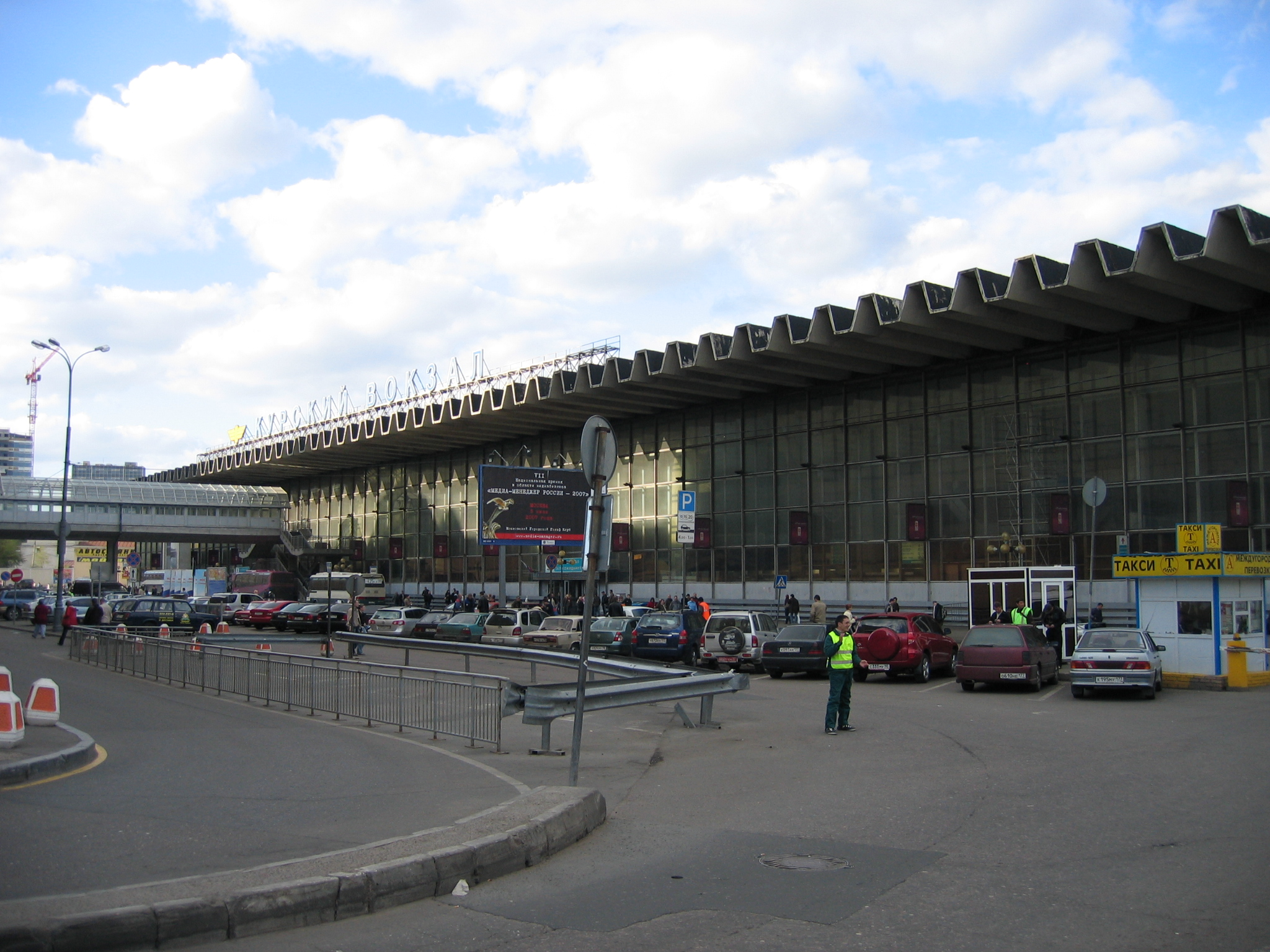
Moskwa Kurskaja (1972) – typowy modernistyczny budynek recepcyjny
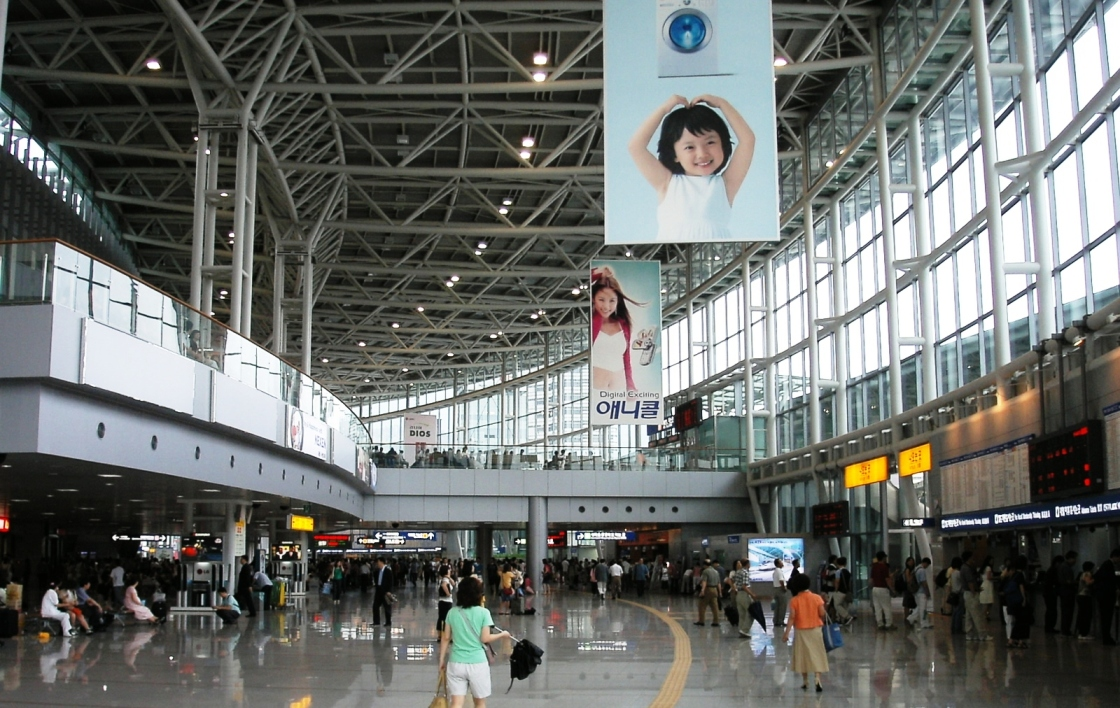
Seul (2004) – hall recepcyjny kompleksu dworcowo-usługowego, rozbudowanego wraz z uruchomieniem pociągów dużych prędkości KTX
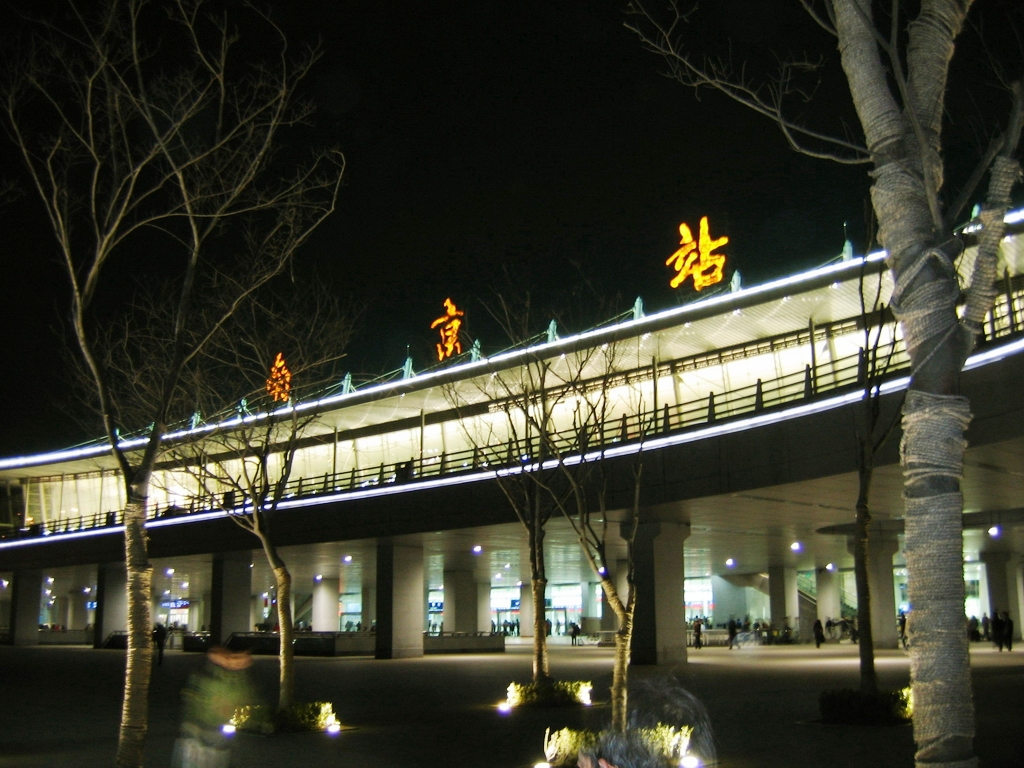
Nankin – późnomodernistyczny budynek recepcyjny z 2005 r.
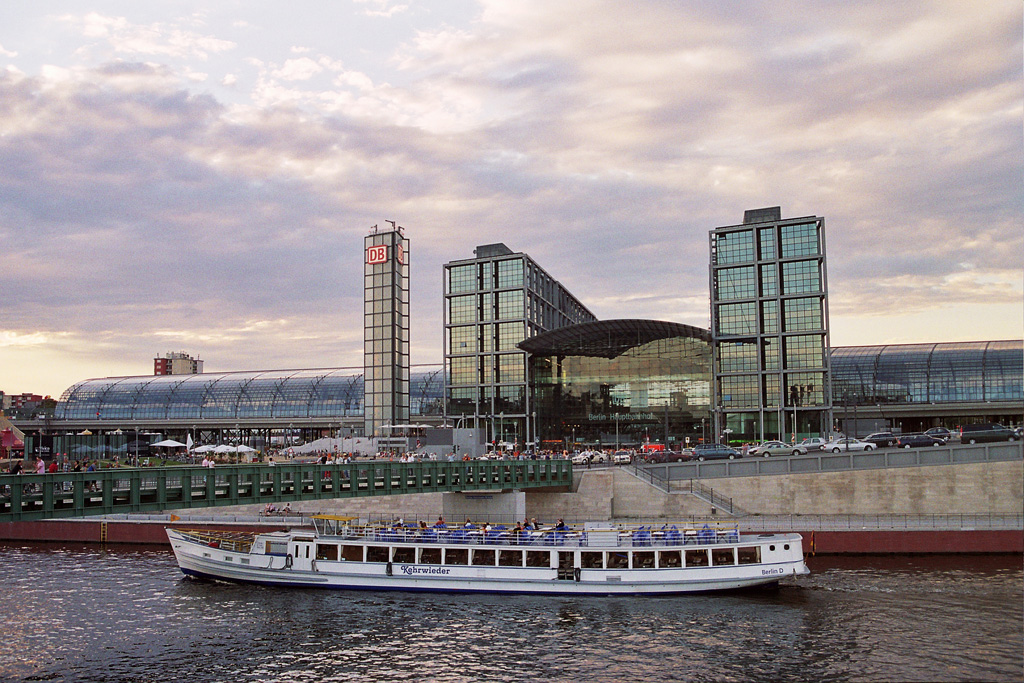
Berlin Hauptbahnhof (2006) – „dworzec wieżowy” o nowatorskiej formie, wykorzystującej m.in. motyw hali peronowej

## Największe dworce na świecie

### Według liczby krawędzi peronowych

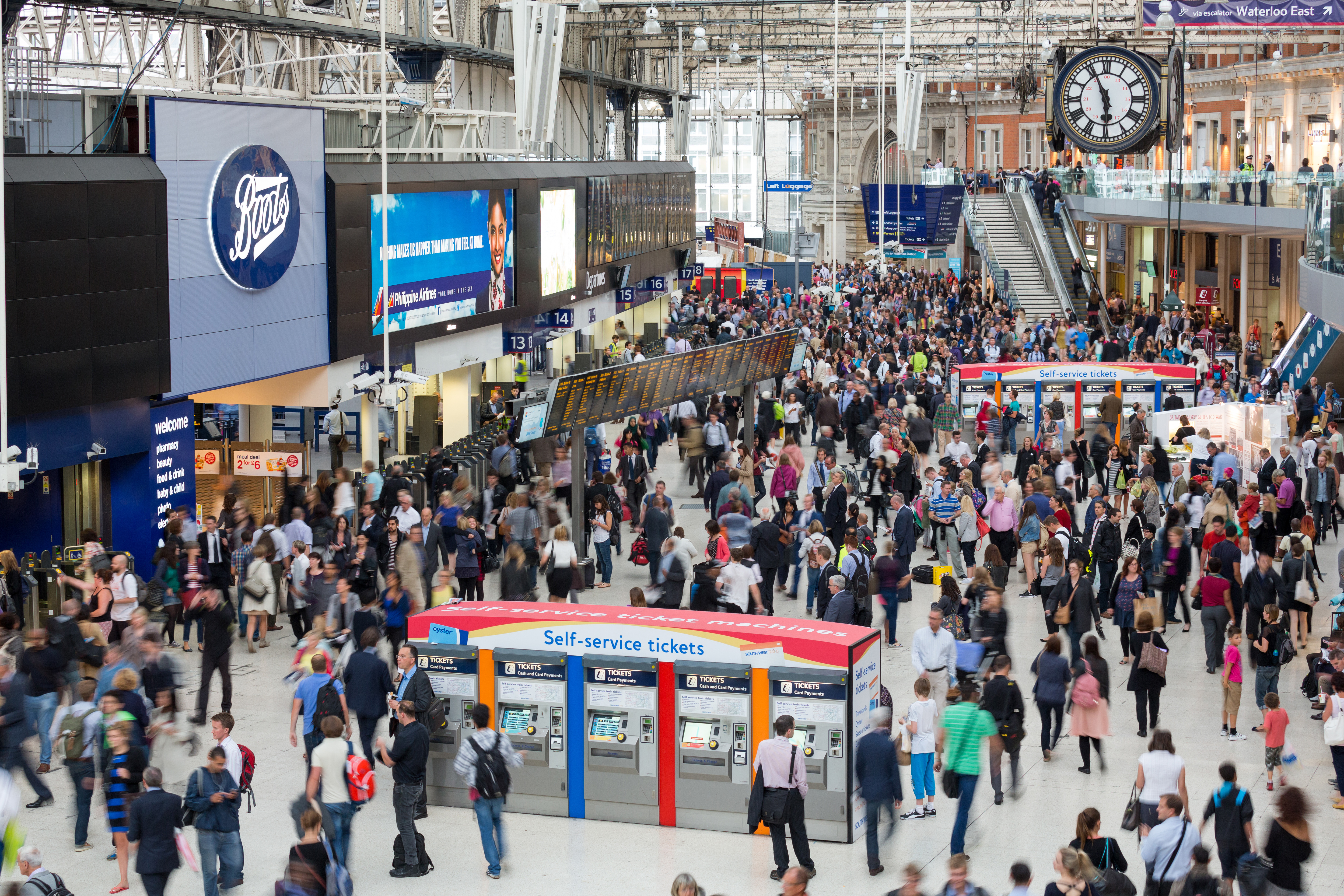
Dworzec London Waterloo

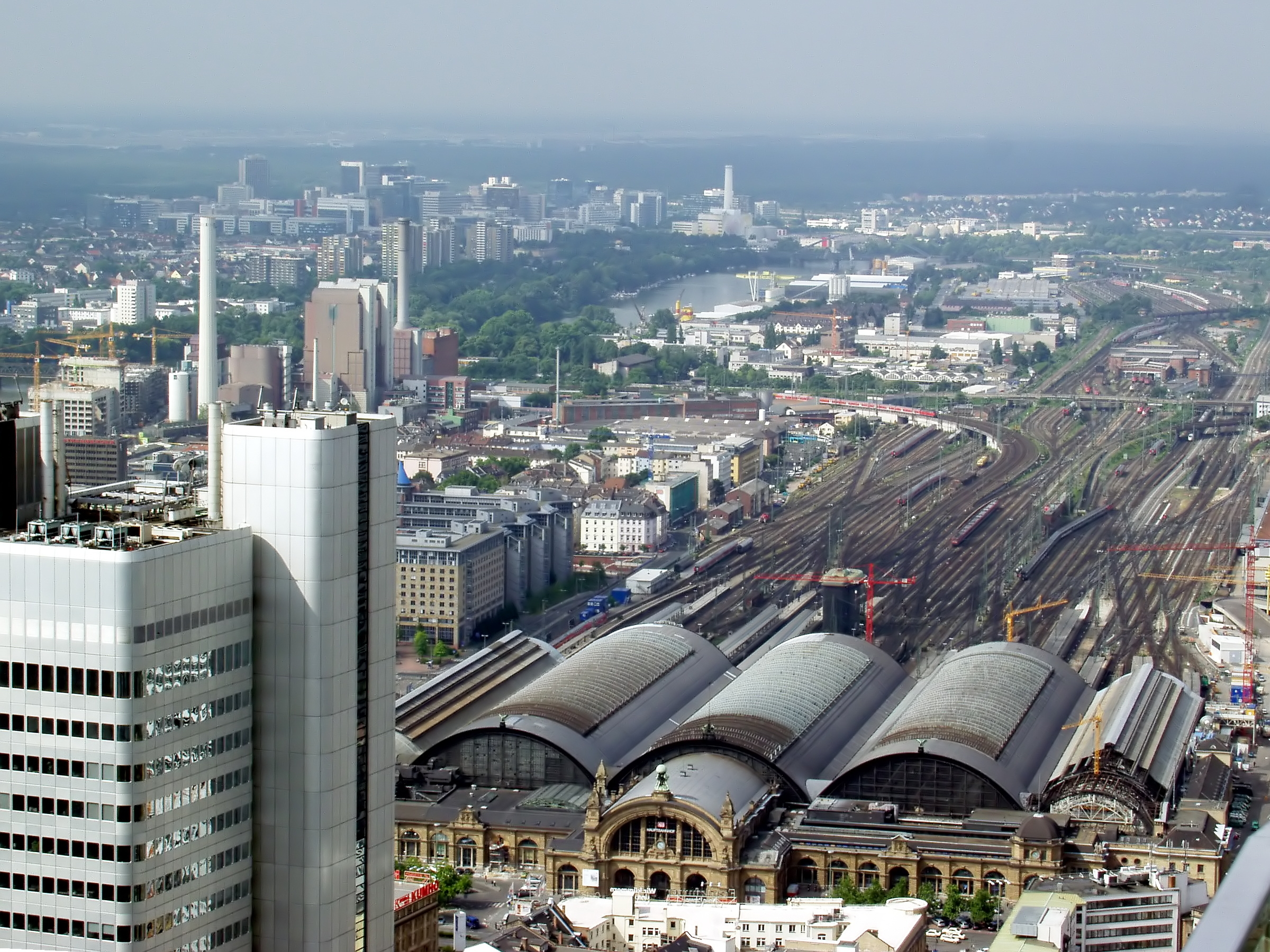
Dworzec Frankfurt (Main) Hauptbahnhof

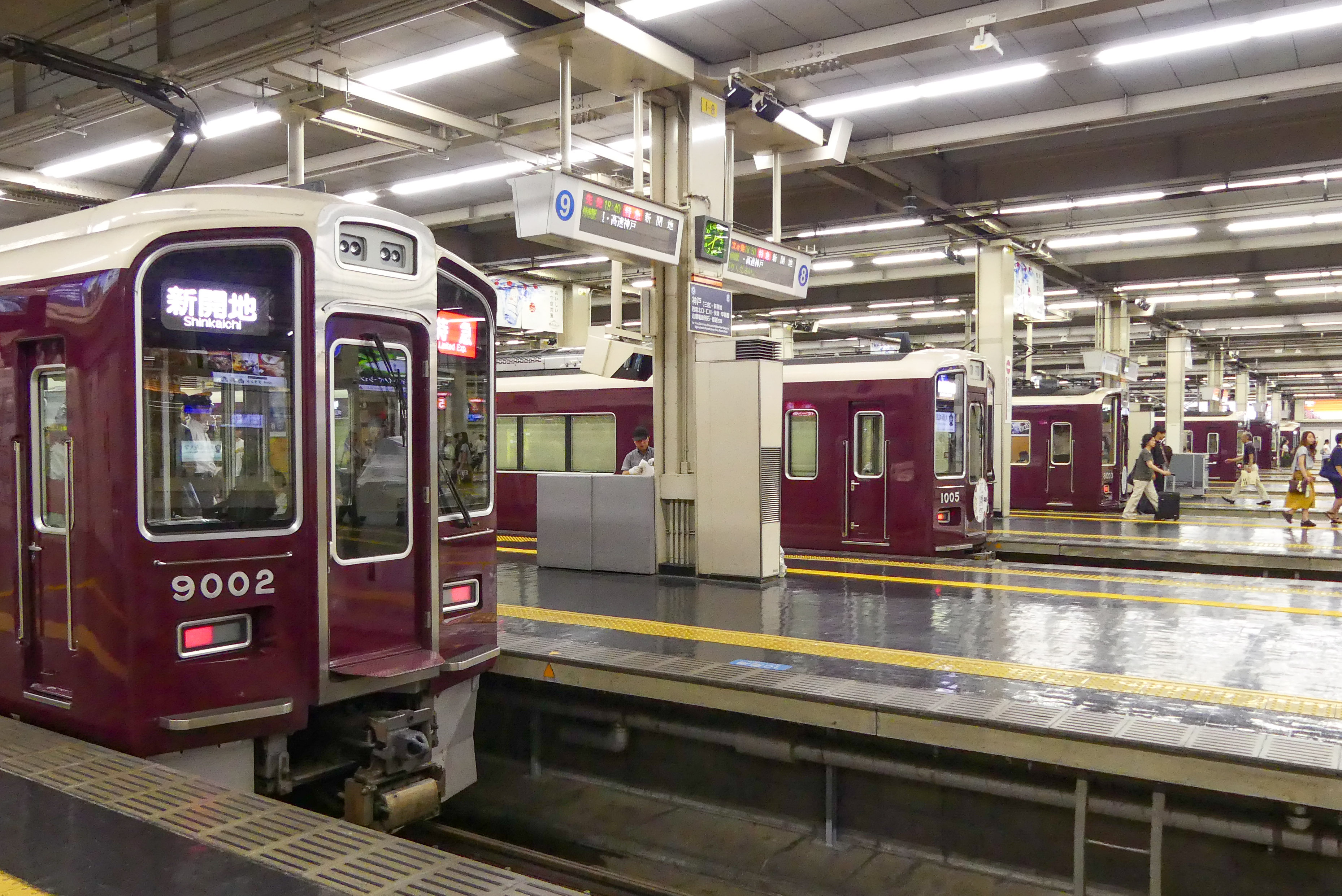
Dworzec Hankyū Umeda w Osace

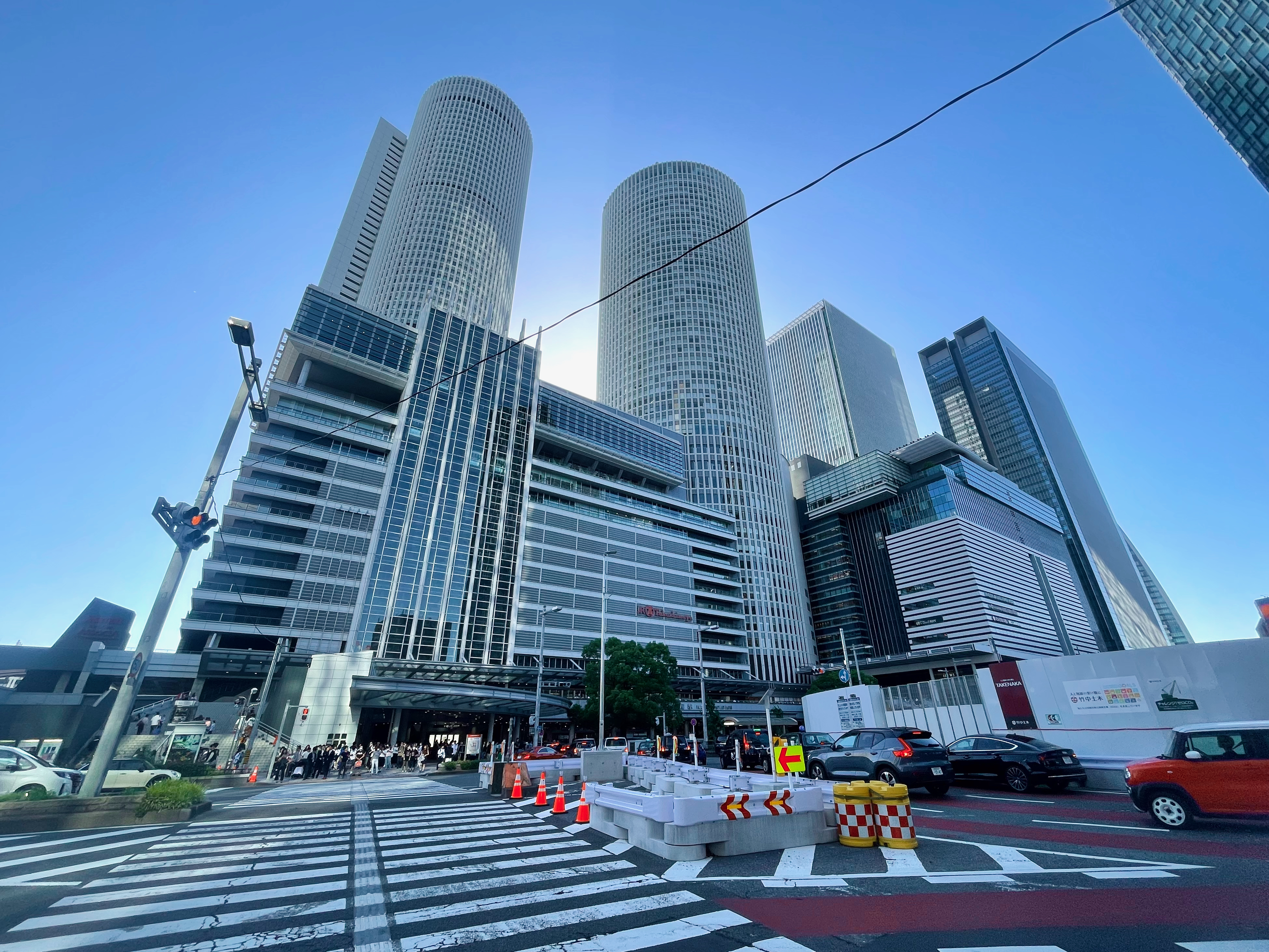
Dworzec Nagoya z biurowcami kolei JR Tōkai

Dane uwzględniają również perony powiązanych stacji metra i innych kolei miejskich. „Perony dwukrawędziowe” liczone pojedynczo.
55
- New York Grand Central Terminal[11] (Metro-North: 46 kr. per.);

40
- München Hauptbahnhof (DB Netz: 32 kr. per. naziemnych + S-Bahn: 2 kr. per. podziemnych + Metro: 6 kr. per. podziemnych);

38
- Paris-Saint-Lazare (RFF: 28 kr. per. w kompleksie głównym oraz 4 kr. per. na podziemnej stacji RER E Haussmann-St-Lazare);

37
- Paris-Nord (RFF: 27 kr. per. naziemnych, 4 kr. per. podziemne dla RER B i D oraz 2 kr. per. dla RER E – podziemna stacja Magenta);

36
- Paris-Est (RFF: 30 kr. per.);
- Paris-Montparnasse (RFF: 28 kr. per.);

35
- London Waterloo (National Rail: 19 kr. per. w głównym kompleksie oraz 4 na stacji Waterloo East; kompleks Waterloo International dla pociągów Eurostar: 4 kr. per.);

34
- 大阪・梅田　Ōsaka i Umeda (Osaka; JR: 13 kr. per., 2 kr. per. podziemne na stacji 北新地 Kitashinchi; Hankyū Umeda: 9 kr. per.; Hanshin Umeda: 4 kr. per. podziemne);

33
- London King’s Cross (National Rail: 11 kr. per.) i St. Pancras (National Rail i Eurostar: 12 kr. per.); obejmuje też 2 kr. per. na stacji Thameslink;
- Paris-Lyon (RFF: 23 kr. per. w kompleksie głównym i 4 kr. per. podziemne dla RER D; RATP: 2 kr. per. podziemne dla RER A);
- Roma Termini (RFI: 29 kr. per.);
- 新宿 Shinjuku (Tokio; JR: 14 kr. per.; Keiō: 3 kr. per.; Odakyū: 6 kr. per.; Seibu: 3 kr. per.);
- Washington Union Station (wielkość pierwotna);

32
- Frankfurt (Main) Hauptbahnhof (DB: 24 kr. per. naziemne oraz 4 kr. per. podziemne dla S-Bahn);
- Napoli Centrale (RFI: 24 kr. per. korpus główny, 4 kr. per. podziemne stacji Napoli P.zza Garibaldi; Circumvesuviana: 4 kr. per. podziemne);

30
- Boston South (pierwotnie; obecnie – sieć krajowa: 13 kr. per.; metro: 2 kr. per.);
- Chicago Union Station (kolej sieci krajowej: 28 kr. per.);
- Moskwa Leningradskaja (ros. Москва Лeнингpaдcкaя) (10 kr. per.) i Moskwa Jarosławskaja (ros. Москва Ярославская) (16 kr. per.)[12];
- 名古屋 Nagoya (JR: 17 kr. per.; Kintetsu: 5 kr..per.; Meitetsu: 4 kr..per.);
- Saint Louis Union (obecnie jako dworzec nie funkcjonuje);

29
- New York Pennsylvania Station (Amtrak, LIRR: 21 kr. per.);
- 東京　Tōkyō (JR: 20 kr. per. w kompleksie głównym, 4 kr. per. podziemne linii Sōbu-Yokosuka, 3 kr. per. podziemne linii Keiyō)[13];
- 上野 Ueno (Tokio; JR: 17 kr. per. nad- i naziemne i 4 kr. per. podziemne; kompleks dworca podziemnego 京成上野 Keisei Ueno: 4 kr. per.);

28
- Milano Centrale (RFI: 24 kr. per.);

27
- Madrid Atocha (ADIF: 15 kr. per. grupy dalekobieżnej, 8 kr. per. dla Cercanías);

26
- Bruxelles-Midi/Brussel Zuid (Infrabel: 22 kr. per.);
- 池袋 Ikebukuro (Tokio; JR: 8 kr. per.; Tōbu: 3 kr. per.; Seibu: 4 kr. per.);
- Leipzig Hauptbahnhof (wielkość pierwotna, obecnie 24 kr. per., stacja podziemna w budowie);
- Zürich Hauptbahnhof (SBB: 20 kr. per. naziemnych, 4 kr. per. podziemne; SZU: 2 kr. per. podziemne);

25
- Madrid Chamartín (ADIF: 21 kr. per., dodatkowe perony dla AVE w budowie);
- 大宮 Ōmiya (Saitama; JR: 21 kr. per.; Tōbu: 2 kr. per.);
- Stuttgart Hauptbahnhof (DB: 17 kr. per. naziemnych oraz 4 kr. per. podziemne dla S-Bahn);
- Sydney Central (15 kr. per. naziemnych, 8 kr. per. nadziemnych, 2 kr. per. podziemne);
- Washington Union Station (kolej sieci krajowej: 23 kr. per.; metro: 2 podzemne kr. per.; pierwotnie 33 kr. per.);

24
- Leipzig Hauptbahnhof (pierwotnie 26 kr. per., stacja podziemna w budowie);
- London Euston (National Rail: 18 kr. per.);
- Nürnberg Hauptbahnhof (DB: 20 kr. per.);

23
- Cape Town;
- Howrah / হাওড়া (Kalkuta);
- Київ Kijów (УЖ: ~21 kr. per.);
- 京都 Kyōto (JR: 18 kr. per.; Kintetsu: 3 kr. per.);
- London Victoria (National Rail: 19 kr. per.);

22
- London Liverpool Street (National Rail: 18 kr. per.);
- Milano Porta Garibaldi (RFI: 20 kr. per.);
- Wien Südbahnhof (ÖBB: 9 kr. per. grupy Staatsbahn, 9 kr. per. grupy Südbahn oraz 2 kr. per. podziemne dla S-Bahn);

21
- 難波　Namba (Osaka; Nankai: 9 kr. per.; Kintetsu: 3 kr. per.; JR: 4 kr. per.);
- Philadelphia 30th Street (Amtrak, NJT: 11 kr. per. podziemnych oraz SEPTA: 6 kr. per. nadziemnych)
- 品川 Shinagawa (Tokio; JR: 18 kr. per.; Keikyū: 3 kr. per.);
- 天王寺・阿部野橋　Tennōji i Abenobashi (Osaka; JR: 12 kr. per.; Kintetsu: 5 kr. per.);

20
- Düsseldorf Hauptbahnhof (DB: 16 kr. per.);
- Helsinki (V:R: 18 kr. per.);
- Hoboken (Nowy Jork; NJT: 17 kr. per.).
- London Paddington (National Rail: 14 kr. per.).

### Według liczby obsłużonych osób

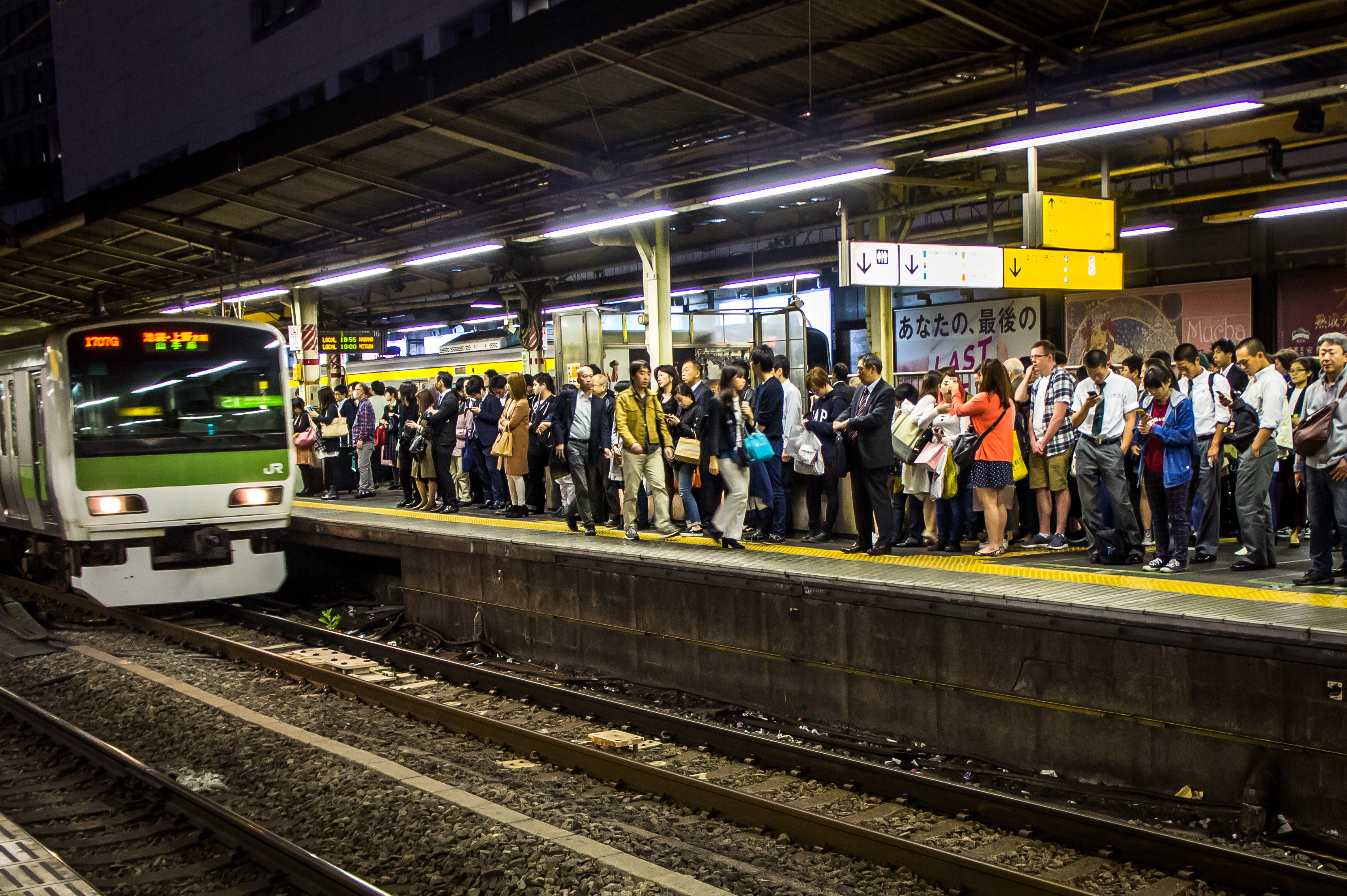
Godzina szczytu na dworcu Shinjuku w Tokio

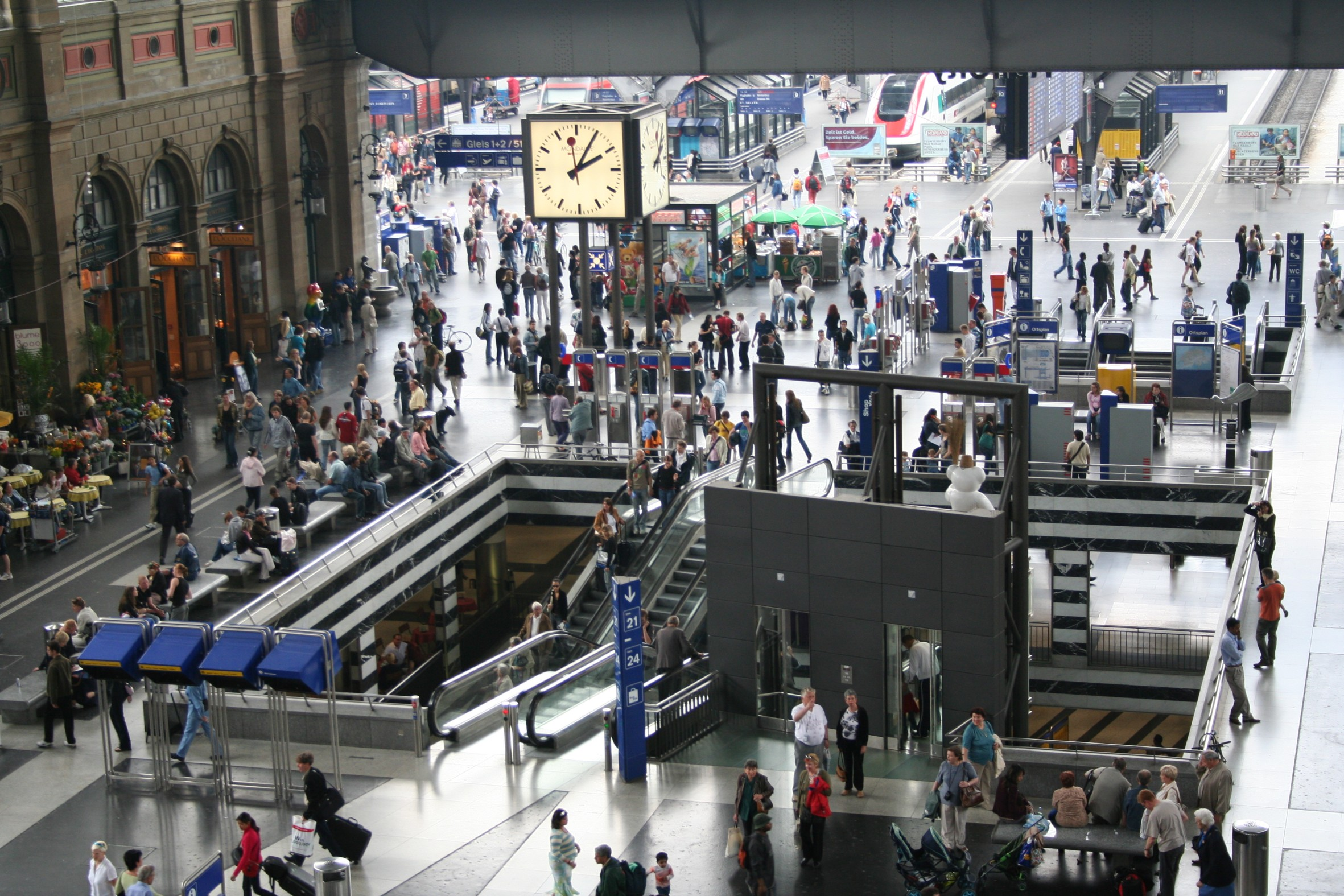
Przestrzeń cyrkulacyjna dworca Zürich Hauptbahnhof

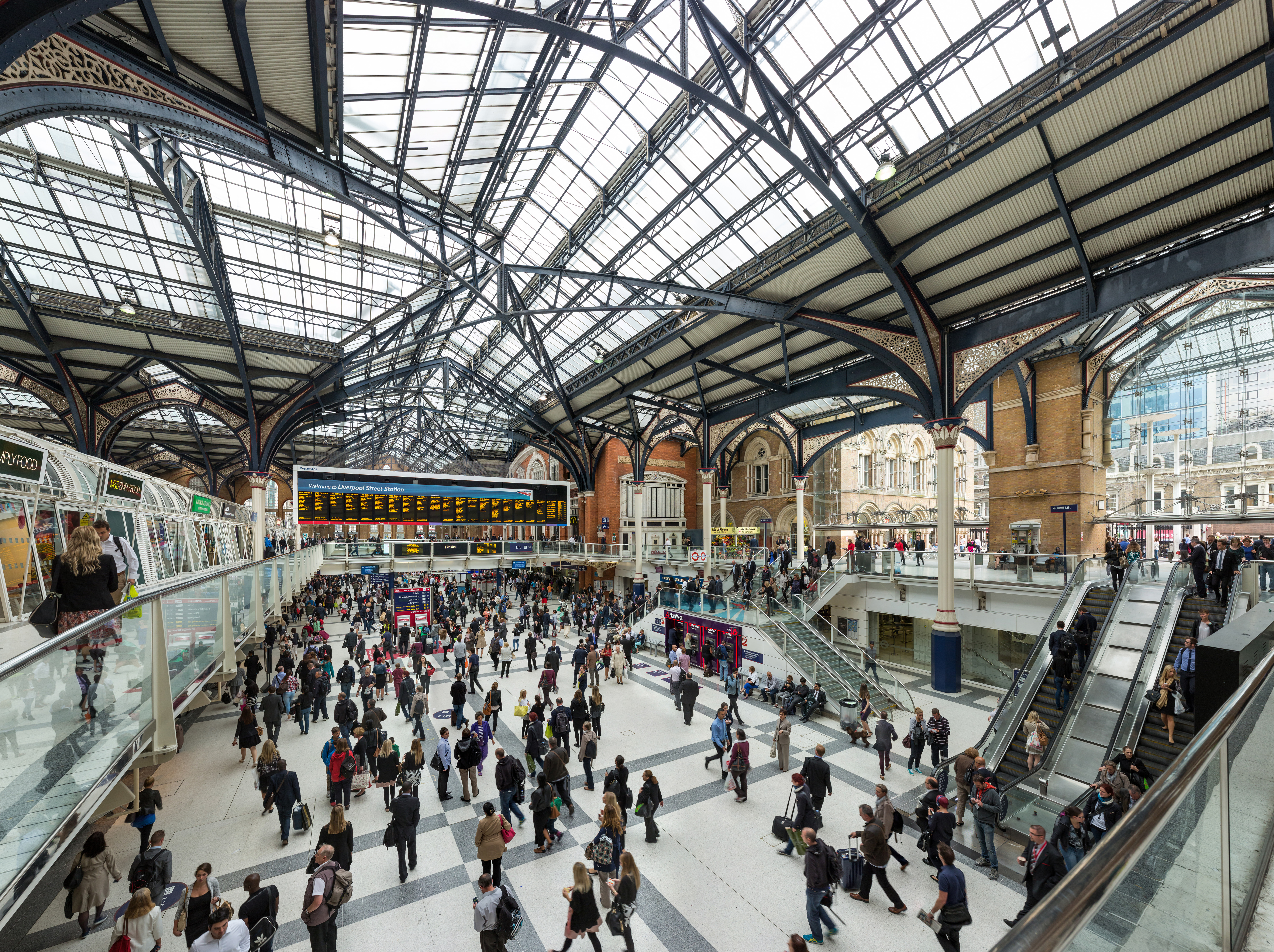
Godzina szczytu na dworcu London Liverpool Street

Lista jest wyborem najważniejszych dworców według dziennej liczby obsłużonych osób (w tysiącach). Dane są orientacyjne – przesiadający się niekiedy są liczeni podwójnie, szczególnie na dworcach japońskich (ale dane nie wykazują przesiadających się w obrębie kolei jednego zarządu). Kursywą oznaczono dworce, o których wiadomo, że liczba obsłużonych osób jest sumą pasażerów i odwiedzających.
- 3500: 新宿 Shinjuku (Tokio), 1500 – tylko JR
- 2600: 池袋 Ikebukuro (Tokio), 571 – tylko JR
- 2500: 渋谷 Shibuya (Tokio), 840 – tylko JR
- 2250: 大阪・梅田 Ōsaka i Umeda (Osaka), 850 – tylko JR
- 1820: 横浜　Jokohama, 391 – tylko JR
- 1050: 東京　Tōkyō, 930 – tylko JR
- 1000: Howrah / হাওড়া (Kalkuta)
- 890: Paris-Nord, 500 – tylko SNCF z RER B i D (?)
- 880: 品川 Shinagawa (Tokio)
- 750: Mumbai Chhatrapati Shivaji / छत्रपती शिवाजी टर्मिनस (między 500 i 1000)[15]
- 696: 名古屋 Nagoya, 353 – tylko JR
- 500: New York Grand Central (w tym podróżnych 125)
- 480: Roma Termini[16]
- 450: Hamburg Hauptbahnhof[17]
- 440: Madrid Atocha
- 420: 京都 Kyōto, 207 – tylko JR
- 400: Buenos Aires Once
- 385: 上野 Ueno (Tokio), 178 – tylko JR
- 360: Zürich Hauptbahnhof
- 350:

Frankfurt (Main) Hauptbahnhof;
München Hauptbahnhof;
Nowe Delhi / नई दिल्ली / ਨਵੀਂ ਦਿੱਲੀ
- 320:

Milano Centrale;　
天王寺・阿部野橋　Tennōji i Abenobashi (Osaka), 143 – tylko JR
- 300:

Berlin Hauptbahnhof;
Buenos Aires Retiro;
Buenos Aires Constitución
Nørreport (Kopenhaga);
- 270: Paris-Saint-Lazare
- 250:

Bruxelles-Midi/Brussel-Zuid;
Düsseldorf Hauptbahnhof
Hannover Hauptbahnhof;
Köln Hauptbahnhof;
- 220: Stuttgart Hauptbahnhof
- 200: Delhi Junction
- 167: London Waterloo (tylko National Rail)
- 162: 新大阪 Shin-Ōsaka (Osaka, dworzec Shinkansen), 109 – tylko JR
- 160:

Firenze Santa Maria Novella (w tym 109 podróżnych);
Bologna Centrale (w tym 130 podróżnych)
- 150:

Amsterdam Centraal;
Brussel Centraal/Bruxelles Central;
Utrecht Centraal
- 146: Sydney Central
- 140: Barcelona Sants
- 137: Napoli Centrale (w tym 82 podróżnych)
- 132: London Victoria (tylko National Rail)
- 130:

Bern;
London Liverpool Street;
Nürnberg Hauptbahnhof
Torino Porta Nuova (w tym 88 podróżnych);
- 126: Chicago Union
- 113: 博多 Hakata (Fukuoka)
- 100:

Bremen Hauptbahnhof;
Brussel Noord/Bruxelles Nord;
London Bridge (Londyn, tylko National Rail)
- 90: Paris-Est
- 87: 札幌 Sapporo
- 80:

Glasgow Central;
Wrocław Główny;
Lyon-Part-Dieu
Venezia Santa Lucia (w tym 68 podróżnych);
- 79: London Charing Cross (tylko National Rail)
- 75:

Basel SBB;
Den Haag Centraal;
Lausanne;
Mannheim Hauptbahnhof;
Rotterdam Centraal;
- 73: Genève Cornavin
- 72: London Euston (tylko National Rail)
- 70:

広島 Hiroshima;
London Paddington (tylko National Rail)
- 68: Verona Porta Nuova (w tym 56 podróżnych)
- 66: Genova Piazza Principe (w tym 49 podróżnych)
- 60:

Genova Brignole (w tym 45 podróżnych)
Luzern;
岡山 Okayama;
- 58: Manchester Piccadilly
- 57: London King’s Cross (tylko National Rail, bez Thameslink)
- 50:

Chicago Union
Dresden Hauptbahnhof;
Palermo Centrale (w tym 38 podróżnych);
- 47: Birmingham New Street
- 40:

Chicago North-Western
Edinburgh Waverley;
Leeds City;
Lille-Flandres;
Marseille-Saint-Charles;
Melbourne Southern Cross;
- 37: Liverpool Lime Street
- 36: Liège-Guillemins
- 35: Oslo Sentralen
- 17: Łódź Fabryczna[20]
- 13: Auckland Britomart

## Klasyfikacja dworców kolejowych
Wiele państw/kolei dzieli swoje dworce kolejowe na kategorie:
- Kategorie dworców kolejowych w Polsce
- Kategorie dworców kolejowych w Niemczech
- We Włoszech dworce dzieli się na platynowe, złote, srebrne i brązowe[21]